# 富士急バス
富士急バス株式会社（ふじきゅうバス、FUJIKYUBUS Inc. ）は、山梨県の郡内地方を中心に路線バスや貸切バス事業を行う富士急行の子会社である。山梨県上野原市、大月市、富士吉田市、山中湖村、富士河口湖町、甲府市などの一般路線バスのほか、観光周遊バスや高速バスを運行する。2019年（平成31年）4月1日、富士急山梨バス株式会社（ふじきゅうやまなしバス、FUJIKYUYAMANASHIBUS Inc. ）から社名変更した。
営業所記号は「F」を用いるが、これは富士急行富士吉田営業所を引き継いだ時からのもので、それ以前の自社発注車では営業所記号は使用されていなかった。

## 概要
富士急行の乗合バス事業の利用者は、昨今の少子化や路線エリア内の企業・工場のリストラに伴うパート・アルバイト要員の削減、モータリゼーションのさらなる進展に伴い、大幅な減少が続いており、利用者の増加は望めない状況にあった。これらを抜本的に改善するため、新規路線や運行回数の変更など利用客のニーズや潜在需要を喚起する方法がとられてきた。また、利用実態に合った小型車の導入等や嘱託運転士の採用、管理・整備部門の合理化などの支出削減もあわせて行ってきたものの、慢性的な赤字状態に陥っていた。このため段階的に、富士急行本体から子会社への路線の移譲や委託運行が進められていった。
このような状況の中で、1991年（平成3年）1月10日に都留市内を中心とする路線を担当する会社として「富士急都留中央バス」が設立された。その後の路線移譲などを通じて、山岳地域のような人口の少ない地域や、観光客の多い富士吉田・河口湖など、山梨県内のより広い地域を担当することになったことから、同社は2002年（平成14年）6月1日に「富士急山梨バス」に社名変更した。その後、インバウンド需要の高まりを受け、山梨県のみならず東京都や愛知県、大阪府など幅広いエリアでバス事業を行うようになった。そこで社名と事業内容のイメージを一致させるため、2019年（平成31年）4月1日「富士急バス」に再度社名変更した。
訪日外国人観光客の利用増加に対応するため、2019年（平成31年）2月14日に富士五湖エリアを発着するすべての一般路線バスと周遊バスでナンバリングが実施された。従前より河口湖、西湖、鳴沢・精進湖・本栖湖の周遊バスはそれぞれ「Red-Line」「Green-Line」「Blue-Line」という愛称を付け、ラインカラーによる区別を行っていたが、利用客の利便性向上のため、国土交通省の「乗合バスの運行系統のナンバリング等に関するガイドライン」に基づいた案内表示をより広範囲に整備することとした。具体的には各路線にラインカラーを割り当てるとともに、幹線ルートを表すアルファベットと経路を表す数字からなる路線記号を付与した（具体的な路線記号は#バス路線節を参照）。また、バス停留所には停留所番号を付与した。この対応により「地名になじみのない外国人と、外国語が分からない運転士が意思疎通しやすくなった」 という。
一般路線バスとコミュニティバス（笛吹市営芦川バス）で、PASMO・Suicaおよび相互利用可能な交通系ICカードが利用できる。かつては富士急行独自のバスカードが利用できた。
また、一部の高速バス（中央高速バス新宿 - 富士五湖線、新宿 - 富士山五合目線、新宿 - 甲府線）でも交通系ICカードが使用可能だったが、2020年2月1日より車内での利用が終了となった（富士急グループ以外の共同運行会社は使用可能）。
その他、10月29日から富士山周辺の一部路線バスでVISAのタッチ決済が利用可能となった。。

## 沿革
- 1927年（昭和2年） - 富士山麓電気鉄道株式会社が現在の河口湖 - 富士吉田 - 御殿場、大月 - 富士吉田、富士吉田 - 河口湖 - 精進湖に相当する区間の路線バスの運行を開始[広報 5]。
- 1991年（平成3年）1月10日 - 分社化により、富士急都留中央バス株式会社設立。
- 2002年（平成14年）6月1日 - 富士急山梨バス株式会社に商号変更。
- 2008年（平成20年）
  - 2月10日 - 上野原営業所の路線バスでPASMO導入。
  - 2月19日 - 大月営業所の路線バスでPASMO導入。
  - 2月26日 - 本社営業所の路線バスでPASMO導入（一部の周遊バスとタウンスニーカーを除く）。
  - 9月30日 - 富士急バスカードの販売を終了。
  - 10月1日 - 富士急バスカードの無料払い戻し開始。
- 2009年（平成21年）9月30日 - 富士急バスカードの利用を終了。
- 2012年（平成24年）4月1日 - この日の出発便から富士急行河口湖営業所の閉鎖に伴い、同営業所の路線移譲を受ける。
- 2013年（平成25年）3月23日 - 交通系ICカードの全国相互利用サービス開始に伴い、新たに8つの交通系ICカードが利用可能になる[広報 6]。
- 2014年（平成26年）12月1日 - 富士急平和観光株式会社を吸収合併し、同社の路線移譲を受ける[広報 7]。
- 2017年（平成29年）11月1日 - バスタ新宿及び渋谷マークシティ発着便の待機場として、渋谷区初台の富士急行東京本社に隣接する旧・日本通運新宿航空支店跡地に、初台操車場を開設。
- 2019年（平成31年・令和元年）
  - 2月14日 - 富士五湖エリアを発着するすべての一般路線バスと周遊バスについて、路線とバス停留所にナンバリングを実施[広報 3]。
  - 4月1日 - 富士急バス株式会社に商号変更[広報 2]。
- 2020年（令和2年）2月1日 - 高速バス車内での運賃支払いに交通系ICカードが利用不可となる[広報 4]。
- 2021年（令和3年）4月1日 - 交通系ICカード利用によるバス利用特典サービスが終了。

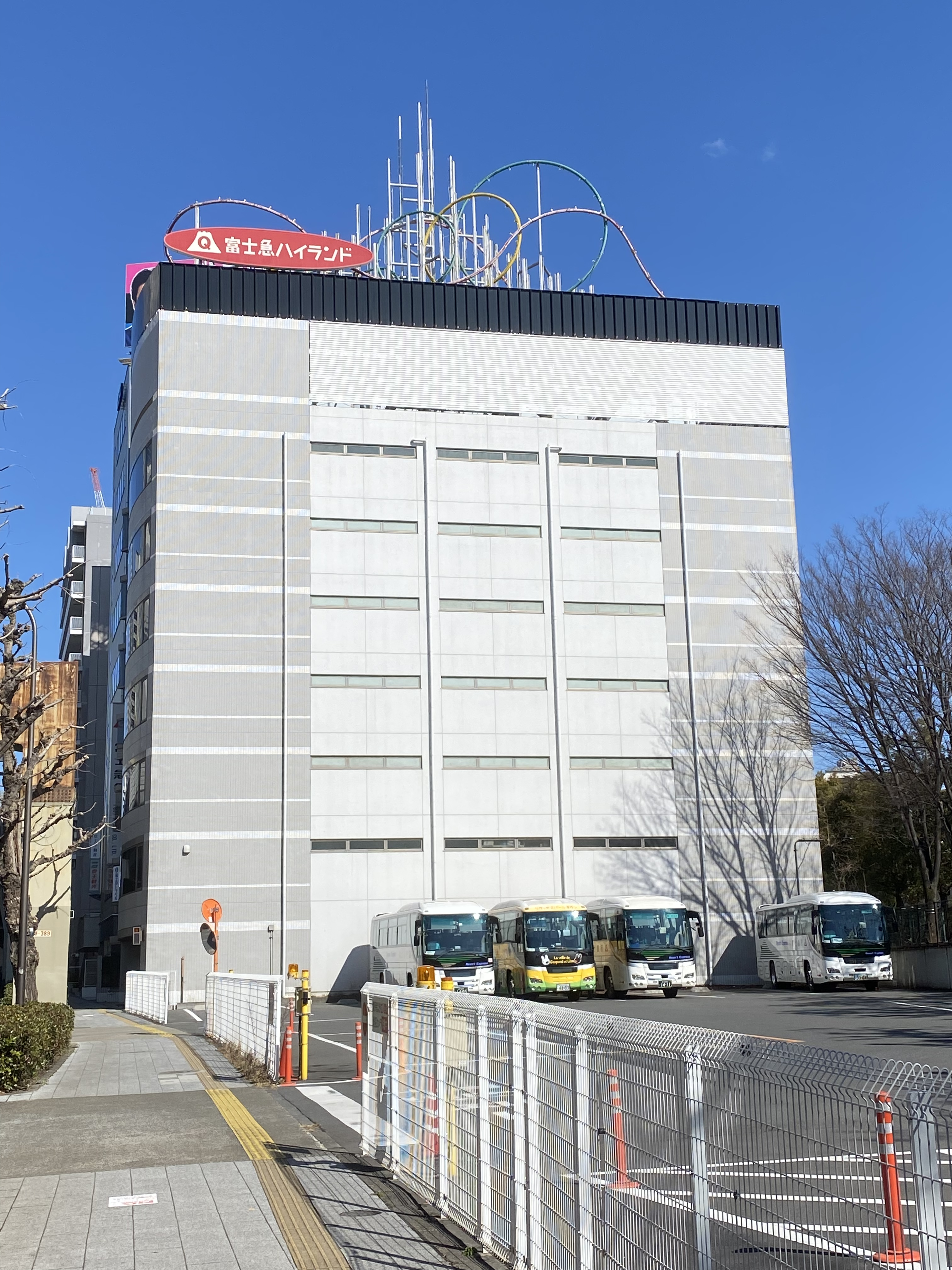
日本通運新宿航空支店跡地に開設した初台操車場（隣は富士急行東京本社）

## 営業所

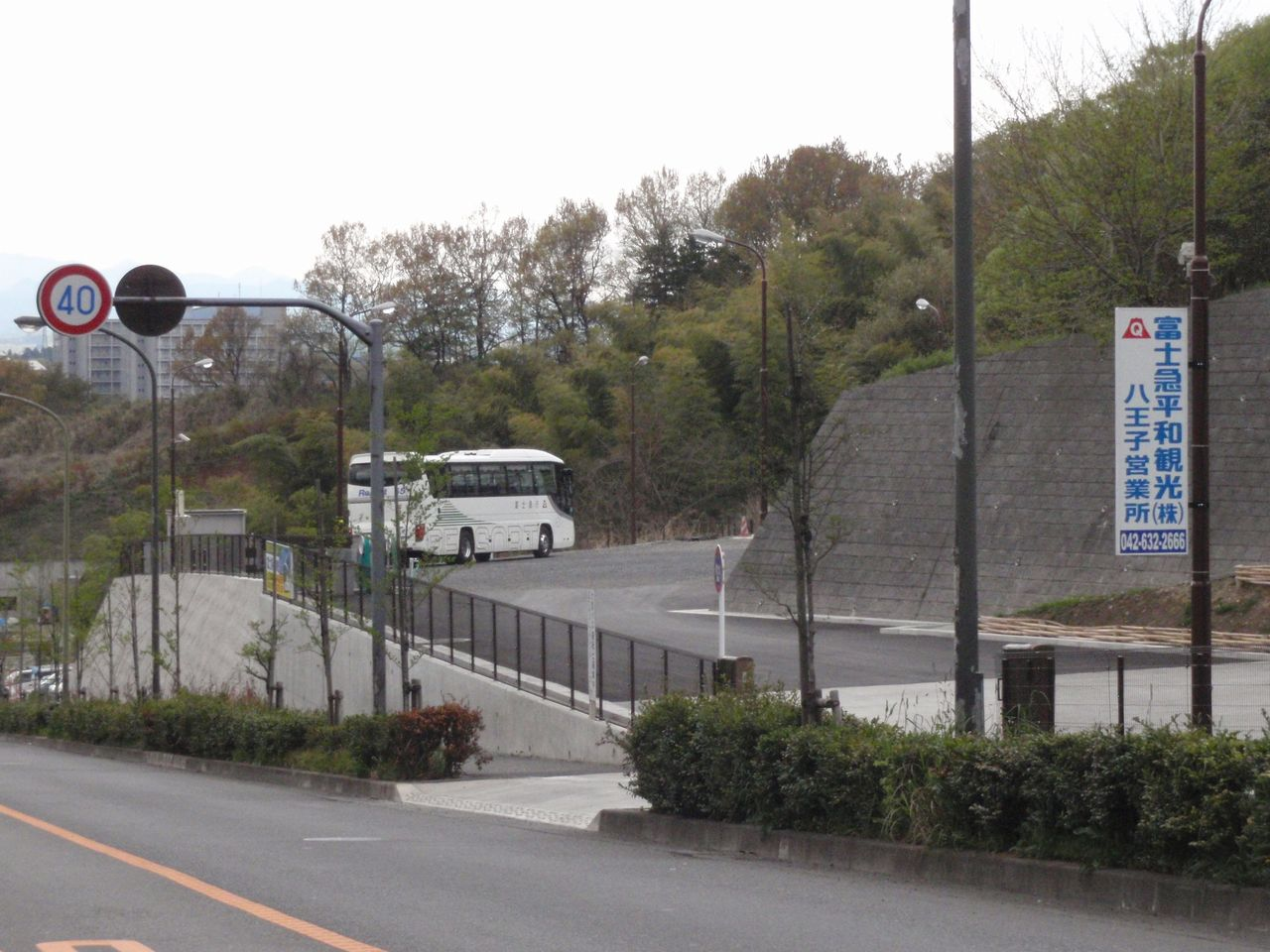
八王子営業所

- 本社営業所 - 401-0302 山梨県南都留郡富士河口湖町小立4837
以前は吉田営業所だった。車庫の移転と同時にこちらが本社営業所となっている。富士急行河口湖営業所が併設されていたが、2012年4月1日の出発便をもって、全路線と車両が富士急山梨バス（当時）に移譲された。
- 大月営業所 - 409-0614 山梨県大月市猿橋町猿橋184-6
吉田営業所の車庫が移転するまでは本社だった。2002年10月に都留営業所は当営業所に統合されている。
- 上野原営業所 - 409-0112 山梨県上野原市上野原3643
主に上野原駅を発着する路線を管轄する営業所である。
- 甲府営業所 - 400-0814 山梨県甲府市上阿原町736-1
かつての富士急平和観光甲府営業所である。同営業所が担当していた路線を管轄している。
- 八王子営業所 - 192-0918 東京都八王子市兵衛2-32-1
かつての富士急平和観光八王子営業所である。貸切バスの拠点となっている。

### 過去の営業所記号
1995年以前の営業所記号は以下の通りであった。
- P…吉田営業所
- R…都留営業所
- S…大月営業所
- T…上野原営業所

## バス路線

### 本社営業所

#### 山中湖・御殿場方面

##### 御殿場駅発着路線
- A1（河口湖線）：河口湖駅 - 富士急ハイランド - 富士山駅 - 浅間神社前 - 忍野入口 - 忍野八海 - ファナック前 - 富士山 山中湖 - 山中湖 旭日丘 - 籠坂峠 - 須走浅間神社 - 仁杉 - 御殿場駅
- A2（河口湖線）：河口湖駅 - 富士急ハイランド - 富士山駅 - 浅間神社前 - 忍野入口 - 北富士駐屯地入口 - 富士山 山中湖 - 山中湖 旭日丘 - 籠坂峠 - 須走浅間神社 - 仁杉 - 御殿場駅
- C1（河口湖線）：河口湖駅 - 富士急ハイランド - 富士山駅 - 浅間神社前 - 忍野入口 - お宮橋 - 内野 - 富士山 山中湖 - 山中湖 旭日丘 - 籠坂峠 - 須走浅間神社 - 中畑 - 御殿場駅 - 秩父宮記念公園 - 御殿場プレミアム・アウトレット
- C2（河口湖線）：河口湖駅 - 富士急ハイランド - 富士山駅 - 吉田高校南口 - 内野 - 富士山 山中湖 - 山中湖 旭日丘 - 籠坂峠 - 須走浅間神社 - 中畑 - 御殿場駅 - 秩父宮記念公園 - 御殿場プレミアム・アウトレット
山梨県の富士五湖エリアと静岡県の御殿場エリアを結ぶ路線バスで、1927年（昭和2年）運行開始[広報 5]。富士山麓電気鉄道（富士急行の設立当時の社名）は、現在の富士吉田 - 山中湖畔 - 籠坂峠 - 御殿場と、富士吉田 - 下部に相当する区間を結ぶ鉄道の敷設を計画しており（1929年（昭和4年）に始まった世界恐慌を受けた不況により断念）[5]、当バス路線はそのうちの一部の区間に相当する。
所要1時間以上かかり山間部を越える路線ながら、観光やビジネス需要に対応するためいずれかの系統が終日30分間隔で運行されている[広報 8]。
2015年11月1日、御殿場プレミアム・アウトレットを発着する全便が経路変更。新たに山梨県内では県道717号を走行して吉田高校南口や内野を、静岡県内では中畑を経由するようになった[広報 9]。なお、アウトレット発着の一部の便は、2018年10月1日よりお宮橋経由に変更された[広報 10]。
富士急モビリティとの共同運行（お宮橋経由便（C1）は富士急モビリティのみ担当）[広報 11]。
河口湖駅から御殿場方面へは、上記一般路線バスの他に富士急モビリティが高速道路経由の「特急 御殿場 - 富士急ハイランド・河口湖駅線」および「河口湖 - 富士山静岡空港線」を運行している。
A1・A2系統は事業者単独では維持が困難なため、国（地域間幹線系統確保維持費国庫補助金）・静岡県（バス運行対策費補助金）・山梨県（バス運行対策費補助金）の補助を受けて運行している。

##### 道志発着路線
- D4（道志線）：山中湖 旭日丘 - 山中湖 平野 - 長又 - 唐沢 - 和出村 - 道志小中学校前 - 道志の湯 - 道志 - 馬場 - 小善地 - 久保 - 月夜野
- D3（道志線）：富士山駅 → 市役所前 → 忍野入口 → お宮橋 → 内野 → 富士山 山中湖 → 山中湖 旭日丘 → 山中湖 平野 → 長又 → 唐沢 → 和出村 → 道志小中学校前 → 道志 → 道志水源の森
- 長又 → 唐沢 → 和出村 → 道志小中学校前 → 道志 → 馬場 → 小善地 → 久保 → 月夜野
D3・D4・長又始発は平日のみ運行。
D4は2025年4月7日より運行を開始した。それまであったD2系統を月夜野まで延長し、月夜野で神奈川中央交通の三56東野経由三ヶ木行きに接続するダイヤになっている。[広報 12]

##### 平野発着路線
- H1（平野線）：山中湖 平野 → 山中湖 旭日丘 → 富士山 山中湖 → ファナック前 → 忍野八海 → 忍野入口 → 月江寺駅前
- H2（平野線）：山中湖 平野 → 長池入口 → 富士山 山中湖
H1・H2は平日のみ運行。

##### 内野発着路線
- U1（内野線）：富士山駅 - 浅間神社前 - 忍野入口 - お宮橋 - 内野 - 上村中央 - 内野
- U2（内野線）：内野 → お宮橋 → 忍野入口 → 浅間神社前 → 富士山駅 → 山梨赤十字病院
- U3（内野線（内野・沖新畑線））：沖新畑 → 上村中央 → 内野 → お宮橋 → 忍野入口 → 市役所前 → 月江寺駅前
U2・U3は平日1便のみ運行。

##### ふじっ湖号
- F1・F2（忍野・山中湖周遊線）：河口湖駅 - 富士急ハイランド - 富士山駅 - 市立病院 - 忍野入口 - 忍野八海 - 内野 - 富士山 山中湖 - 長池入口 - 山中湖 平野 - 石割の湯 - 山中湖 平野 - 山中湖 旭日丘 - 富士山 山中湖 - （河口湖駅方面）
河口湖駅を発車し、忍野八海を経由して山中湖畔を1周した後、再度忍野八海を経由して河口湖駅に戻る周遊バス。長池入口を先に経由する右回り（F1）と、山中湖 旭日丘を先に経由する左回り（F2）がある。河口湖駅 - 富士山 山中湖間の経路は両者とも同一。従来は富士山駅発着で全9便の運行だったが、2018年10月1日のダイヤ改正で河口湖駅まで延伸し11便に増便[広報 13]。
本路線は事業者単独では維持が困難なため、国（地域間幹線系統確保維持費国庫補助金）・山梨県（バス運行対策費補助金）の補助を受けて運行している。

##### 特急忍野八海号
- F3：河口湖駅 - 富士急ハイランド（河口湖駅行きの停車、降車のみ） - 富士山駅（忍野八海行きは乗車のみ、河口湖駅行き降車のみ） - 忍野八海
2025年4月7日運行開始

#### 大石・甲府方面

##### 大石発着路線
- P1（大石線）：大石プチペンション村 → 河口湖自然生活館 → 河口湖局前 → ロープウェイ入口 → 河口湖駅 → 富士急ハイランド → 富士山駅
2010年12月、若彦トンネルの開通に伴い大石プチペンション村から笛吹市芦川地区の上芦川へ延伸。
2011年5月、芦川地区の折り返し場所が芦川農産物直売所に変更。
2018年10月1日、減便を実施するとともに一部を大石プチペンション村発着に短縮[広報 14]。
2021年4月5日、河口湖局前経由の便は平日朝の大石プチペンション村発1便のみの運行となる。夕方（毎日運行）１往復、同日から河口湖周遊バスを延長する形で大石プチペンション発着便が設定された。（こちらも富士急行ホームページの一般路線の時刻表ではP1と表示）富士山駅～芦川農産物直売所間、大石プチペンション村 → 富士山駅 → 中央通り間で運行していた系統は2021年4月4日に運行を終了した。

##### 甲府駅発着路線
いずれも甲府営業所との共管。
- K1（甲府線）：富士山駅 - 富士急ハイランド - 河口湖駅 - 三ツ峠入口 - 下黒駒 - 山梨県立博物館 - 石和温泉駅 - かいてらす前 - 甲府駅北口
- K2（甲府線）：富士山駅 - 富士急ハイランド - 河口湖駅 - 遊覧船・ロープウェイ入口 - 三ツ峠入口 - 十郎橋 - 下黒駒 - 山梨県立博物館 - 石和温泉駅 - 山梨学院大学前 - 甲府駅南口
富士五湖エリアから新御坂トンネルを抜け、笛吹市の石和温泉を経由して山梨県の県庁所在地である甲府市までを結ぶ路線バス。当路線ではすべての停留所の車内アナウンスを日本語・英語・中国語の3か国語で行う。これは山梨県を訪れる訪日外国人旅行客に単に東京都と郡内地方を往復するのではなく、大月市や富士北麓地域、笛吹市などを周遊してもらおうと、笛吹市が働き掛けたことによる。1便当たり平均13人程度が乗車し、富士登山の装備を持った外国人の利用もある[6]。
甲府駅北口発着便（K1）は河口湖大橋、御坂みち（上黒駒バイパス）、愛宕トンネル経由で運行する[7]。
甲府駅南口発（K2）の夏季を除く平日1便のみ、甲府駅南口 → 富士山駅 → お宮橋 → 内野間で運転する。
2021年4月4日迄、甲府駅南口発着便のうち1往復（K3）のみ新倉河口湖トンネル経由で運行する便があった（富士急グループの主要な施設がある富士急ハイランド、河口湖駅、遊覧船・ロープウェイ入口などは経由しない）[広報 15]。
2014年5月26日 - 6月20日[広報 16]（当初の予定は6月30日）の間、新御坂トンネル天井板撤去工事に伴う通行止めにより、迂回運行を実施した。甲府駅方面の場合では上記の芦川発着路線と同様に若彦トンネルを通行し、尾山バス停から所定の経路に戻っていた。迂回運行中の措置として甲府方面のみ富士山駅の発車を20分早め、笛吹市側で迂回経路外となる藤野木 - 尾山間ではシャトルバスを運行した[8]。
2015年4月6日、全便が石和温泉駅前のロータリーへ乗り入れ開始[広報 17][注釈 1]。
山梨県立博物館 - 甲府駅南口間と、かいてらす - 甲府駅北口間は山梨交通の路線バスも運行している。
- 富士急上阿原車庫線：富士急上阿原車庫 - 玉諸小学校 - 青沼三丁目 - 法人会館 - 甲府駅南口
2015年4月6日、運行日が平日のみから毎日に変更[広報 17]。
甲府駅南口 - 青沼三丁目間で山梨交通のバスも走っている。かつては青沼三丁目以東も山梨交通のバスが走っていたが、2013年4月1日に廃止された。
玉諸地区は甲府市で2番目に人口の多い地区だが、人口密度の割には路線バスの運行本数が少なく公共交通の利便性向上が課題となっていた。このような状況の中、甲府市は甲府駅 - 甲府営業所間を走る富士急バスの回送便に着目し、活用方法を検討してきた。その結果、甲府市立会いのもと富士急バスと玉諸地区自治会連合会が協定を締結し、実証実験として2020年4月1日から2往復の増便と富士急上阿原車庫 - 玉諸小学校間の延伸を行うことになった。当初は6か月間の予定だったが、新型コロナウイルス感染症の影響により利用者数の検証が適切に行えないことから、2021年3月31日まで期間を延長する[9]。

##### 天下茶屋発着路線
- T（三つ峠線）：河口湖駅 - 遊覧船・ロープウェイ入口 - 三ツ峠入口 - 三ツ峠登山口 - 天下茶屋
河口湖駅から三つ峠山の登山口へアクセスするためのハイキングバス[広報 18]。天候や道路状況により、河口湖駅 - 三ツ峠登山口間での折り返し運行または運休となる場合がある[広報 19]。

#### 西湖民宿・本栖湖・新富士駅方面

##### 西湖民宿発着路線
- G2（西湖民宿線（根場線））：富士山駅 - 富士急ハイランド - 河口湖駅 - 勝山 - 長浜 - 西湖民宿
路線記号は同じ西湖方面に向かう西湖周遊バス（Green-Line）からの連番でG2となっている。

##### 本栖湖発着路線
- S1（本栖湖線）：富士山駅 - 富士急ハイランド - 河口湖駅 - 勝山 - 富士緑の休暇村 - 氷穴 - 風穴 - 精進 - 本栖湖観光案内所
- S4（新富士線）：富士山駅 - 富士急ハイランド - 河口湖駅 - 勝山 - 富士緑の休暇村 - 氷穴 - 風穴 - 精進 - 本栖湖観光案内所 - 朝霧高原 - 白糸の滝入口 - 富士宮駅 - 新富士駅
富士吉田 - 河口湖 - 精進湖間の路線バスは1927年運行開始[広報 5]。
新富士線（S4）は静岡県内で快速運転を行う。富士急静岡バスとの共同運行であったが、2021年9月末をもって撤退した[広報 20]。
新富士線は事業者単独では維持が困難なため、国（地域間幹線系統確保維持費国庫補助金）・静岡県（バス運行対策費補助金）・山梨県（バス運行対策費補助金）の補助を受けて運行している。

##### 富士スバルライン五合目方面

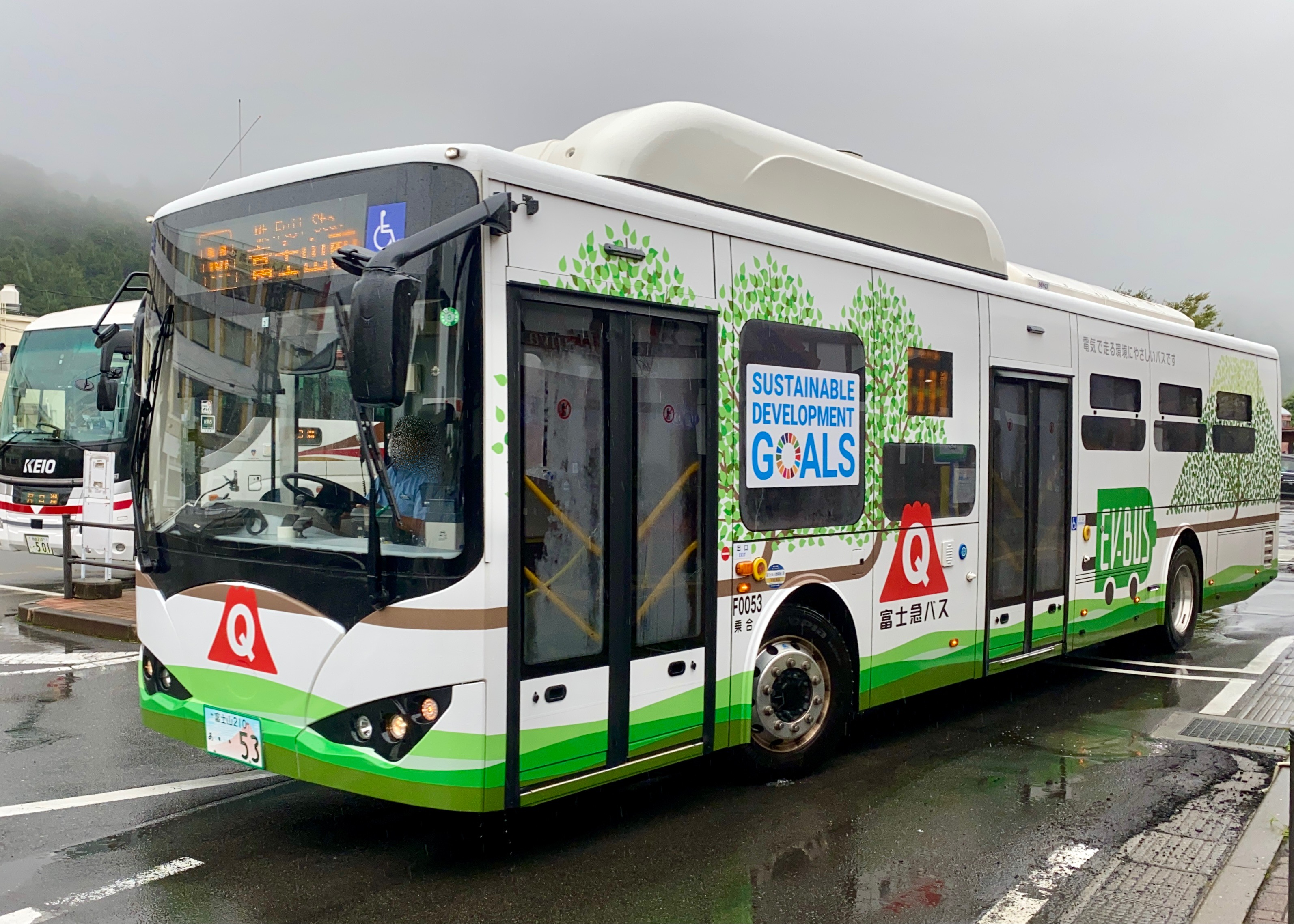
富士スバルライン五合目と富士山駅を結ぶ電気バス

- M（五合目線）：富士山駅 - 河口湖駅 - 富士河口湖高校 - 富士山世界遺産センター - （富士山パーキング） - 三合目 - 四合目大沢展望台 - 御庭（奥庭） - 富士スバルライン五合目
富士山パーキングは夏季のみ経由[広報 21]。また、登山シーズンは大池公園 - 河口湖駅 - 富士スバルライン五合目間の便を運行する[広報 22]。
富士スバルラインが一合目までの営業の場合は運休、四合目大沢展望台までの営業の場合は同停留所まで運行[広報 21]。
この他、富士スバルラインのマイカー規制期間中は富士山パーキング - 富士スバルライン五合目間でシャトルバスを運行する[広報 23]。

#### 周遊バス
「ふじっ湖号」については#ふじっ湖号を参照。

##### 河口湖、西湖、鳴沢・精進湖・本栖湖周遊バス
河口湖駅を起点に主に富士河口湖町内の観光施設を結ぶ4路線の周遊バスを運行している。
- 河口湖周遊バス（Red-Line、河口湖周遊線）：河口湖駅 - 河口湖ハーブ館 - 遊覧船・ロープウェイ入口 - 河口湖美術館 - 河口湖自然生活館（ - 大石プチペンション村）
河口湖畔の観光施設間を結ぶバスを走らせたいという河口湖町（当時）の要請を受け、1995年に運行を開始した周遊バス[10]。町が車両の購入補助を行い、運行収支が赤字になった場合は町が補填することとした。バス運行経路の周辺に施設を整備したりイベントを開催したりして乗客数の増加に努めた結果、運行3年目の1997年に黒字転換した[11]。
かつてはフロント部分をボンネット型にしたレトロ風の車両を用いていたことから[10]、「河口湖周遊レトロバス」という名称だった[広報 24]。乗客の利便性向上のため、2014年4月7日よりそれまでの30分間隔（1日15本）から20分間隔（1日27本）に[広報 25]、2015年4月6日より15分間隔（1日36本）に増便した[12]。また更なる輸送力増強のため、2018年6月17日より乗車定員が従来の約2.5倍となる大型バスが導入された[広報 26]。
2021年4月5日から、夕方の１便が河口湖生活館 - 大石プチペンション村間が延長された。（富士急行ホームページの一般路線バスの時刻表には河口局前経由と同じP1という系統番号が表示）但し、延伸区間では河口湖、西湖、鳴沢・精進湖・本栖湖エリア共通フリークーポンは使用出来ない。
- 河口湖周遊バス（P-Line、大石・芦川線）：河口湖駅 - 河口湖ハーブ館 - 遊覧船・ロープウェイ入口 - 河口湖美術館 - 河口湖自然生活館 - 大石プチペンション村 - SDGsまなび館 - 芦川農産物直売所
2024年3月22日にRed-Line（河口湖周遊線）を延伸するかたちで運行開始。河口湖自然生活館まではRed-Lineと同一経路を走行する。
かつてのP2系統の事実上運行再開となった。
- 西湖周遊バス（Green-Line、西湖・青木ヶ原周遊線）：河口湖駅 → 河口湖ハーブ館 → 長浜 → 西湖民宿 → 西湖いやしの里根場 → 富岳風穴 → 西湖いやしの里根場 → 西湖前浜 → 長浜 → 河口湖ハーブ館 → 河口湖駅
2003年に河口湖町・勝山村・足和田村が合併して富士河口湖町となり、西湖や青木ヶ原樹海まで町域が広がったことを受け、2004年4月に運行を開始した周遊バス。2013年度に黒字転換した[11]。
河口湖周遊バスと同様にかつてはレトロ風の車両を用いていたことから[10]、「西湖・青木ヶ原周遊レトロバス」という名称だった[広報 24]。2006年3月時点では1時間に1本程度の運行だったが[13]、2015年4月6日のダイヤ改正で30分間隔に増便した[12]。また、2018年6月17日より大型バスが導入された[広報 26]
河口湖駅発車後に河口湖の南岸を走行し、西湖や青木ヶ原樹海の周辺を8の字を描くように巡ったのち、再度河口湖の南岸を経て河口湖駅に戻るという運行経路をとる[12]。
- 鳴沢・精進湖・本栖湖周遊バス（Blue-Line、本栖湖周遊線）：河口湖駅 - 富士山世界遺産センター - 山梨赤十字病院 - 道の駅なるさわ - 鳴沢氷穴 - 富岳風穴 - 精進 - 本栖湖観光案内所
2016年4月29日に運行を開始した[広報 27]。

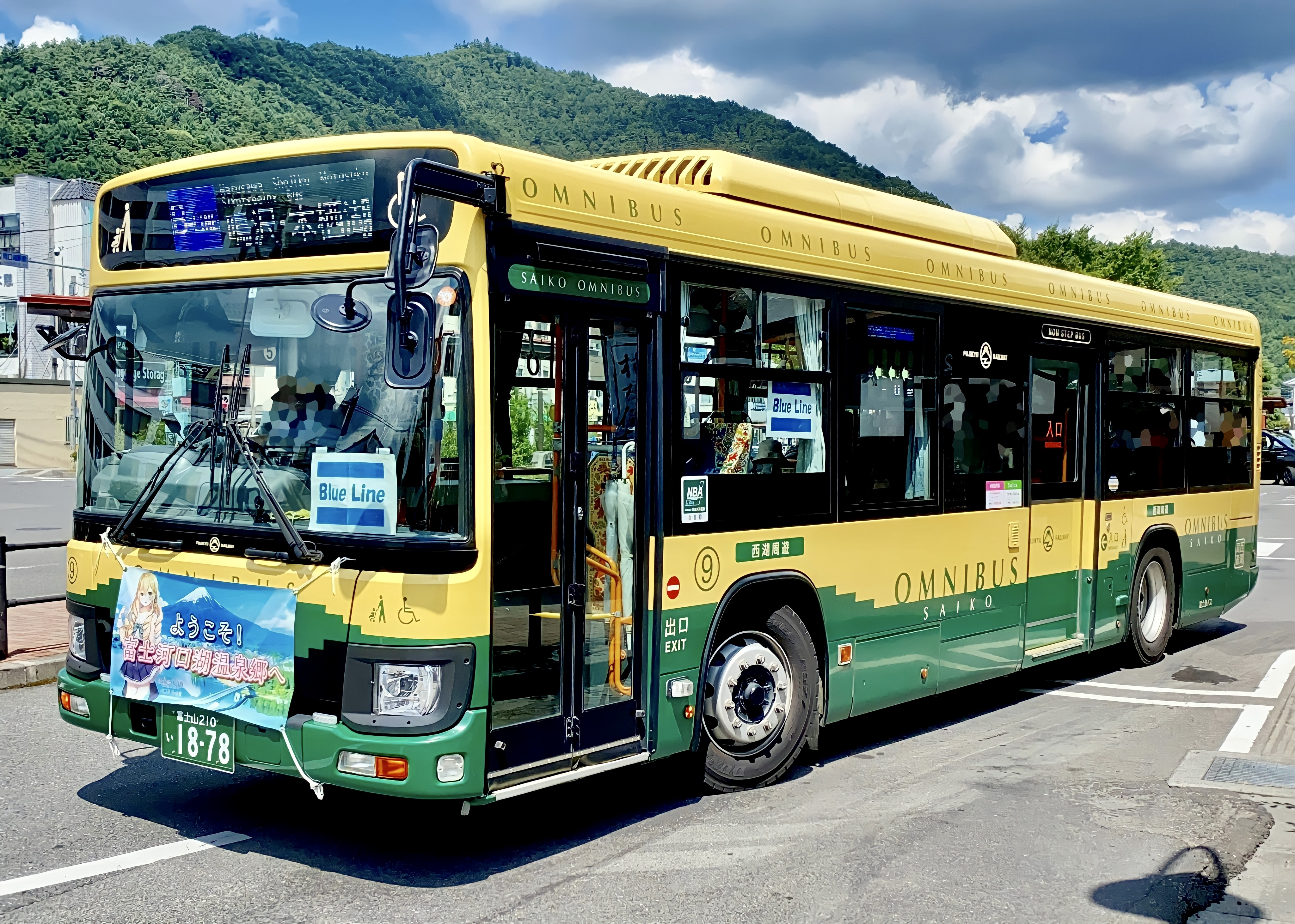
Blue-Line
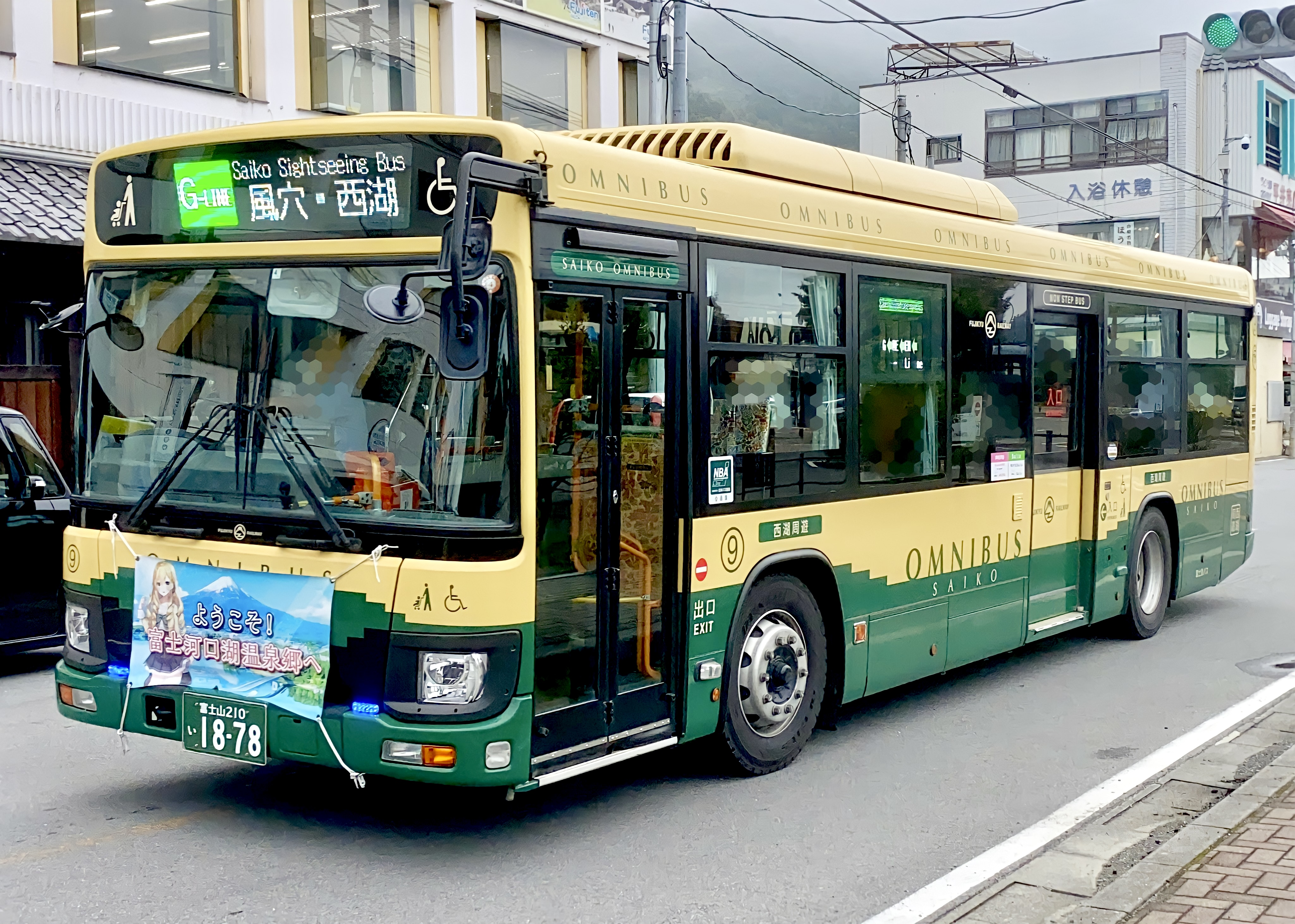
Green-Line

##### 富士山世界遺産ループバス
- W：河口湖駅 → 遊覧船・ロープウェイ入口 → 河口浅間神社 → 忠霊塔入口（新倉山浅間公園入口） → 忍野八海 → 忍野 しのびの里 → 浅間神社前 → 旧外川家 → 富士山駅 → 河口湖駅
2013年に「富士山-信仰の対象と芸術の源泉」が世界遺産に登録されたことを受け、同年7月20日に運行開始した周遊バス[広報 28]。主に世界遺産の構成資産を経由する。当初は富士山駅を起点に、吉田口登山道の途中にある中の茶屋や吉田胎内樹型、船津胎内樹型、山梨県立富士ビジターセンターなどを経由していたが、のちに経路変更され上記のようなルートになった[広報 29]。
2021年4月現在運行されておらず、富士急行のホームページにも記載はない。

#### その他

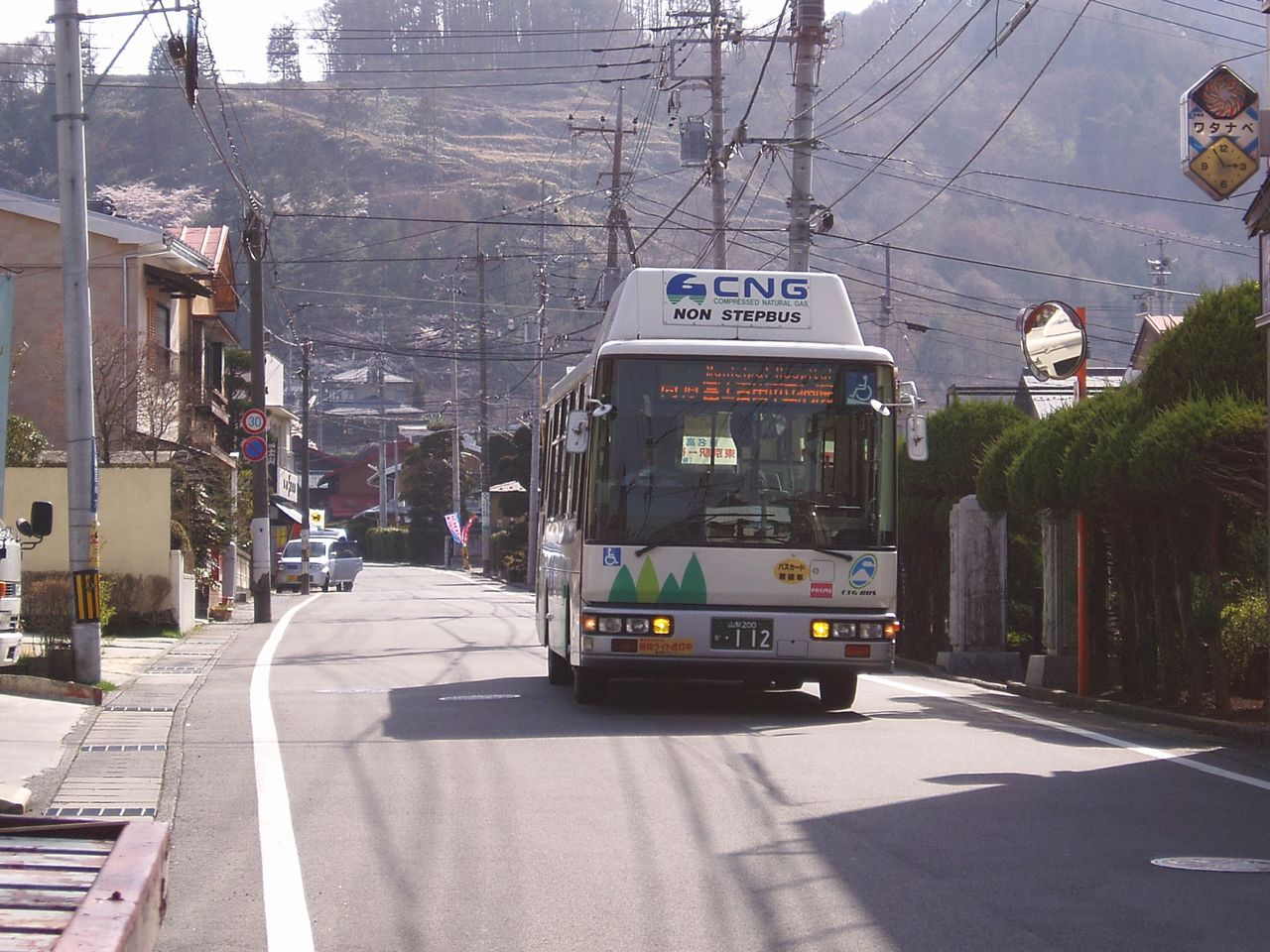
タウンスニーカー 白糸町付近

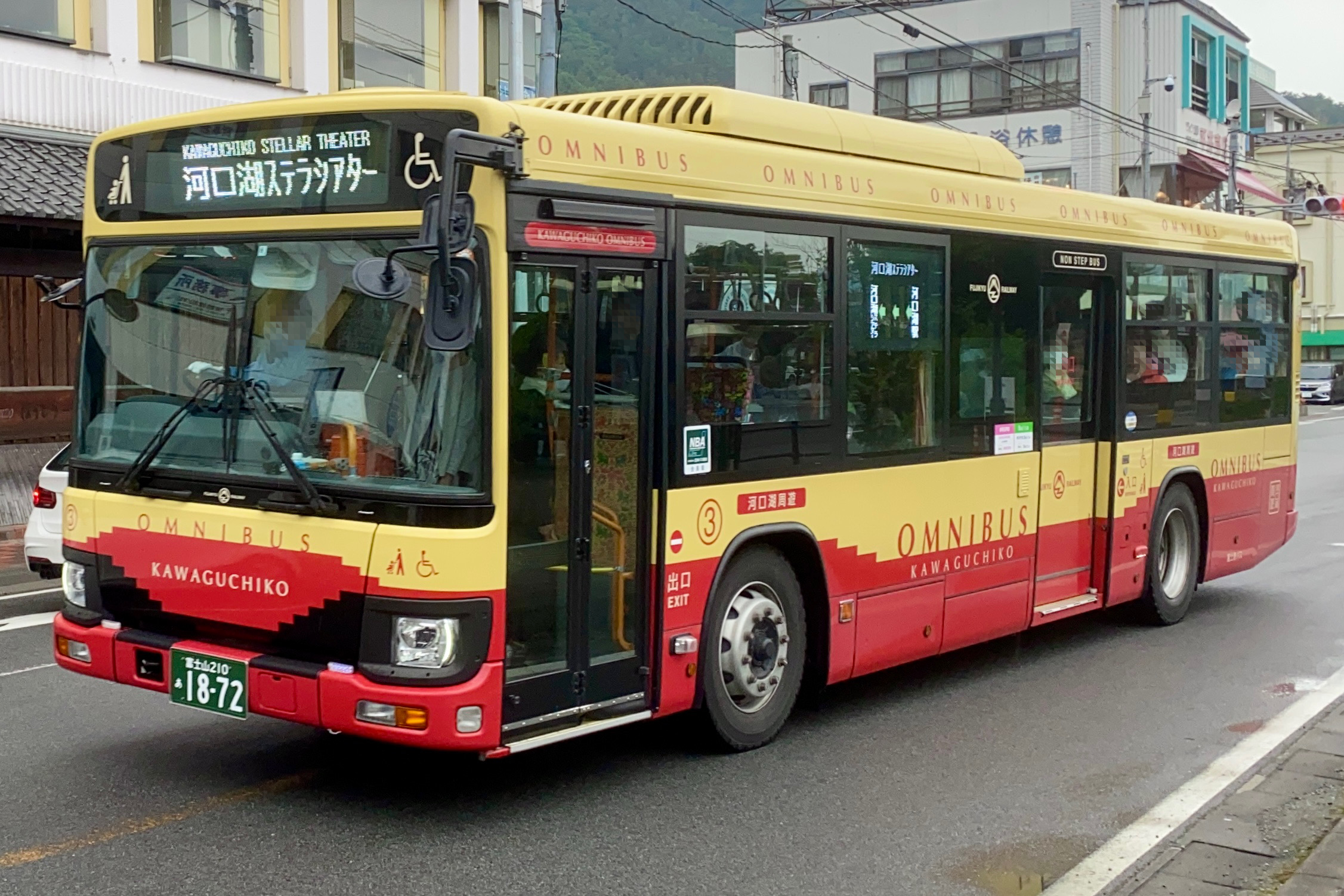
ステラシアター行き臨時シャトルバス

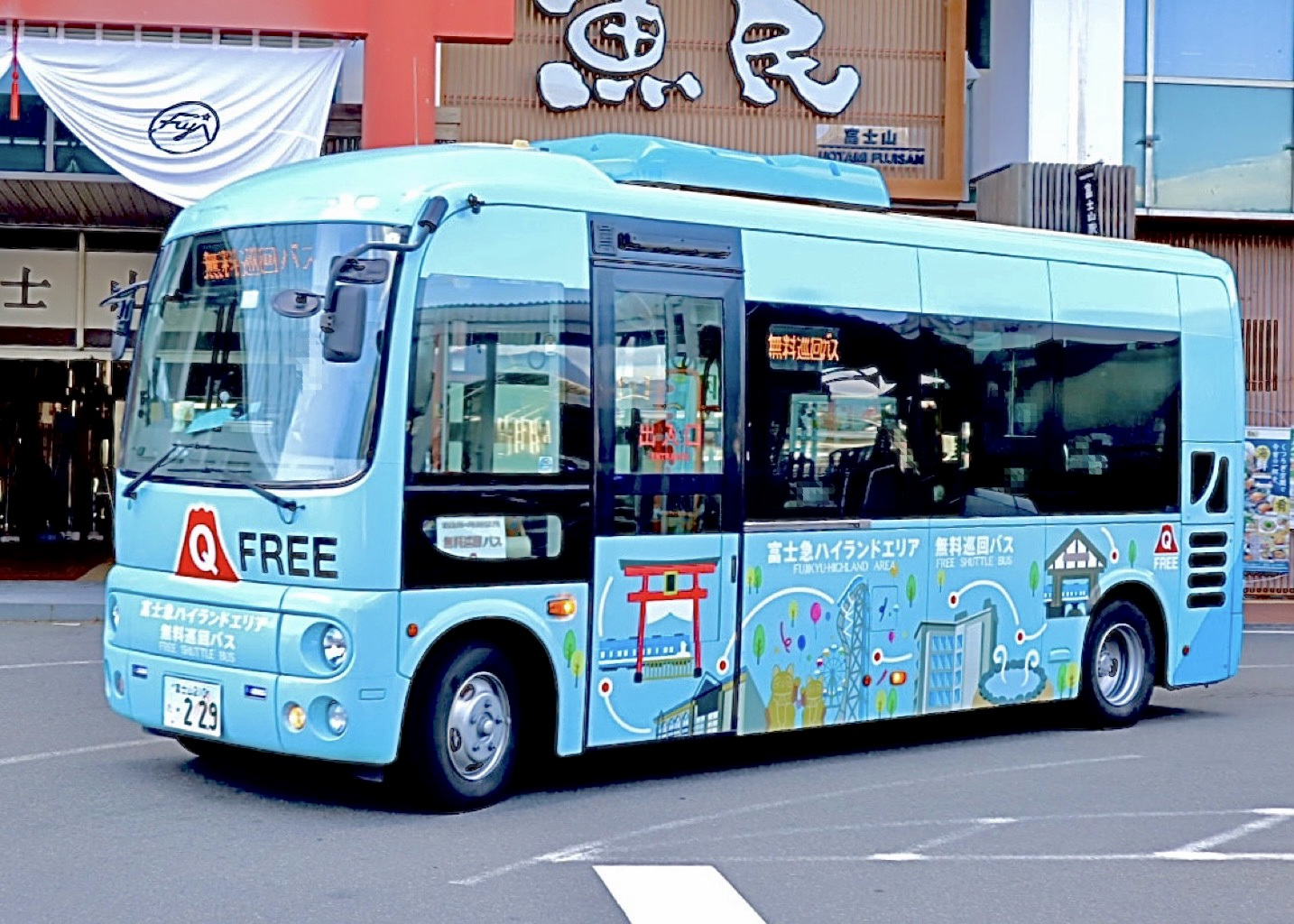
富士急ハイランドエリア無料巡回バス

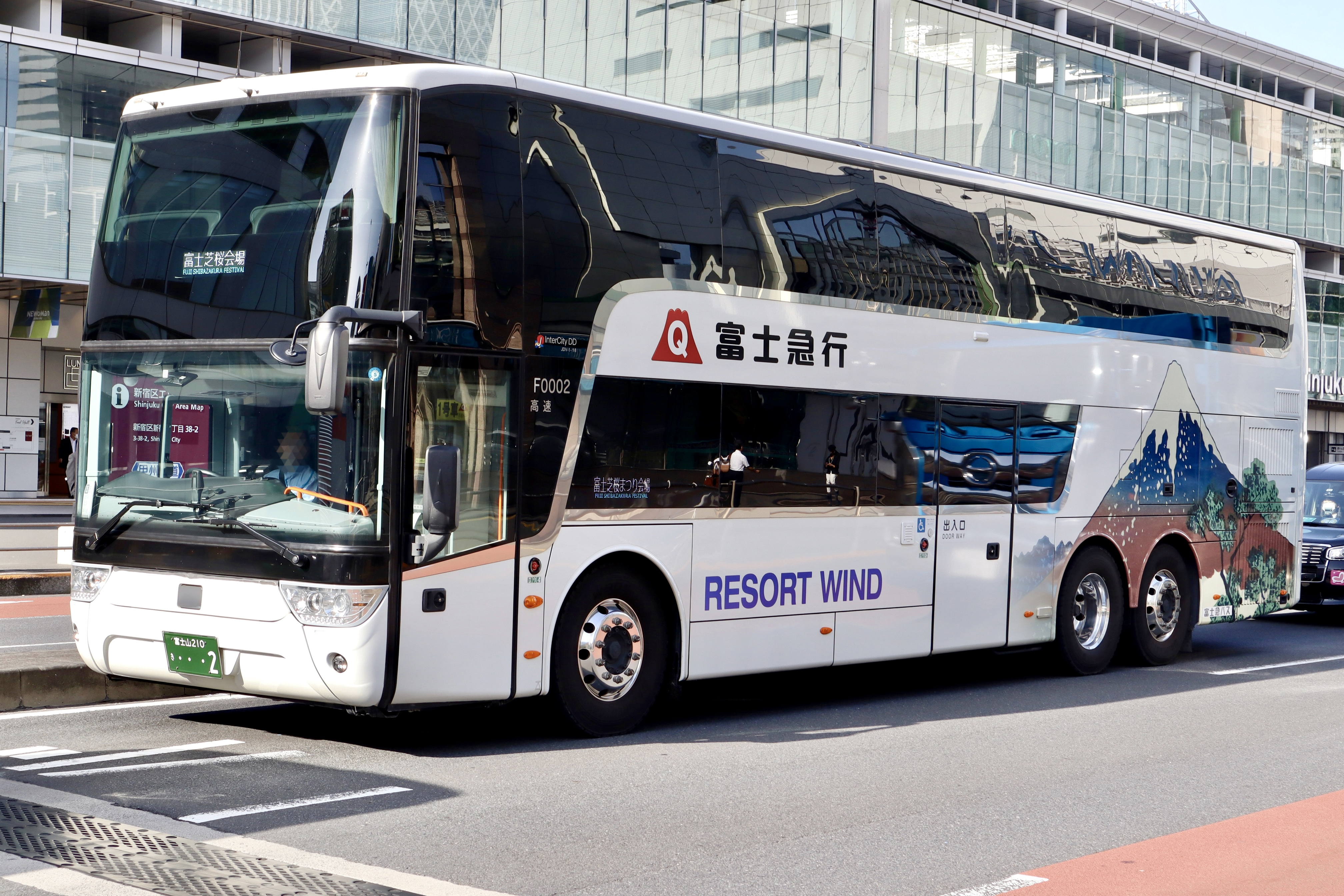
芝桜まつり会場行きとなるバンホール・アストロメガF0002号車

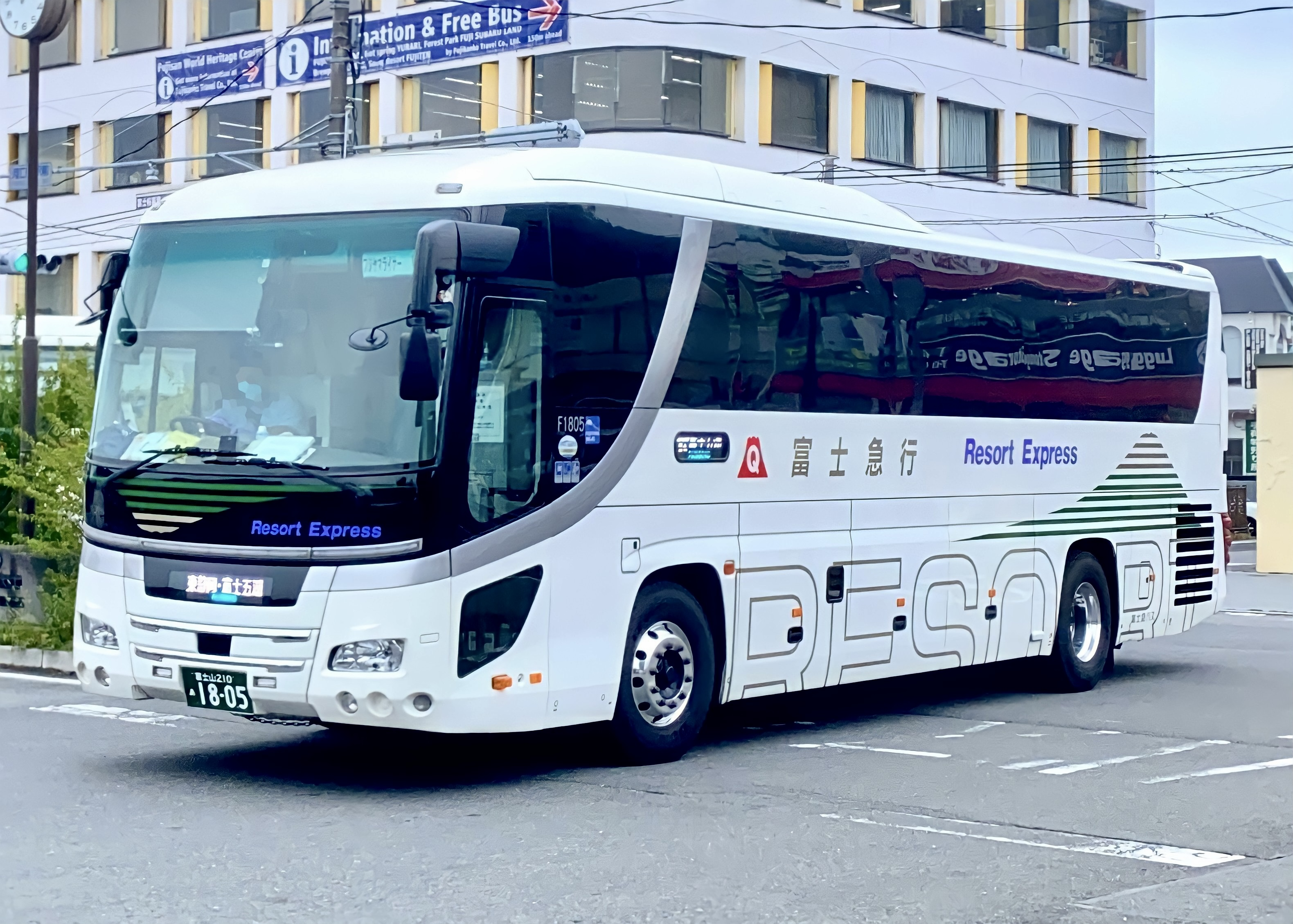
フジヤマライナー（ライト便）

##### 山梨赤十字病院発着路線
- B2：河口湖駅 - 富士山世界遺産センター - 山梨赤十字病院
路線記号は当路線の運行区間を走行する鳴沢・精進湖・本栖湖周遊バス（Blue-Line）からの連番でB2となっている。

##### 芝桜ライナー
- X：河口湖駅 - 富士芝桜まつり会場
毎年4 - 5月に富士本栖湖リゾートで開催される富士芝桜まつりの開催期間中のみ運行する会場直行バス。途中停留所には停車せず、渋滞時には迂回運行を行う[14]。

##### 富士吉田市内循環バス（タウンスニーカー）
- 中央循環：富士山駅 - 市立病院 - 市役所前 - 下吉田駅 - 新竹原橋 - 富士山駅
- 上暮地・明見循環: 富士山駅 - 寿駅前 - 白糸町 - 寿駅前 - 向原 - 職業訓練所前 - 市立病院 - 富士山駅
- 熊穴・新倉循環: 富士山駅 - 月江寺駅前 - 下吉田中学校前 - 旭町上 - 警察署前 - 昭和大学入口 - 熊穴団地 - 市立病院 - 富士山駅
いずれの路線にも右回りと左回りがある。

##### 無料巡回バス
- ハイランドリゾートホテル&スパ → ふじやま温泉 → （富士山駅） → （富士山ステーションホテル） → 富士急ハイランド駅 → 河口湖駅 → （富士山世界遺産センター） → ハイランドリゾートホテル&スパ（ → PICA 富士吉田 → PICA Fujiyama → ハイランドリゾートホテル&スパ）
富士急グループ施設と富士山世界遺産センターの利用者専用。富士急行線の駅間移動のみの利用は不可[広報 30]。

##### 河口湖ステラシアター臨時シャトルバス
- 直通（ステラシアター線）：河口湖駅 - （無停車） - 河口湖ステラシアター
河口湖ステラシアターにてイベント開催時のみ運行[15]。運行ダイヤはイベントによって異なり、場合によって運行されないこともある。

### 大月営業所
日影・猿橋発着路線

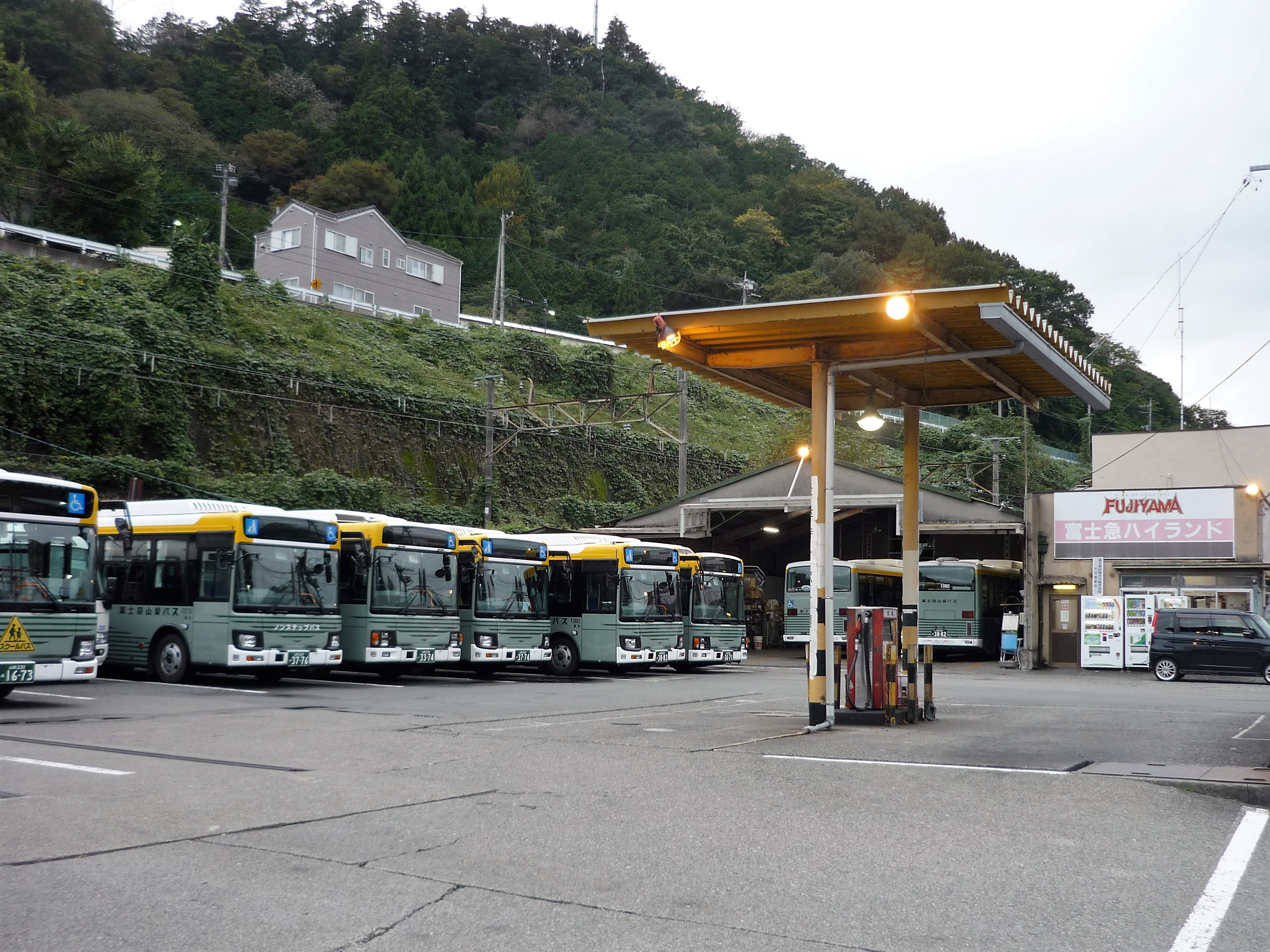
大月営業所

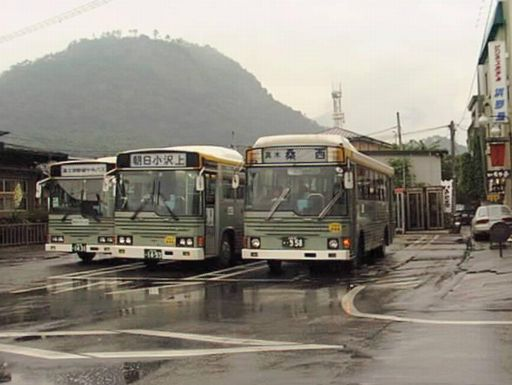
大月駅前バス乗り場（移転前）

- 日影線：大月駅 - 岩殿 - 日影入口 - 日影
- 田無瀬線：大月駅 - 岩殿 - 日影入口 - 田無瀬 - 猿橋 - 営業所前 - 猿橋駅 - 大月駅
- 奈良子線：大月駅 - 猿橋駅 - 営業所前 - 猿橋 - 田無瀬 - 奈良子（ならご）入口 - 奈良子
- 奈良子・浅川線：大月駅 - 猿橋駅 - 営業所前 - 猿橋 - 田無瀬 - 奈良子入口 - （奈良子） - 浅川入口 - 浅川（一部は奈良子経由）
- 大月・小菅線：大月駅 - 猿橋駅 - 営業所前 - 猿橋 - 田無瀬 - 奈良子入口 - 浅川入口 - 瀬戸 - 八坪 - 上和田 - 新竹の向橋 - 竹の向 - 深城ダム - 小菅の湯
国道139号松姫バイパスの開通に伴い、2014年11月18日に小菅の湯まで延伸。小菅の湯では西東京バスの奥多摩駅方面へ乗継可能となっていた[広報 31][広報 32]が、2024年10月1日の改正で小菅の湯 - 奥多摩駅方面は平日の運行が廃止され、土休日のみ2便の運行となっている。
- 新倉線：大月駅 - 猿橋駅 - 営業所前 - 猿橋 - （総合体育館前） - 鳥沢駅前 - 梁川駅前 - 新倉（一部は総合体育館前経由）
- 山谷線：大月駅 - 猿橋駅 - 営業所前 - 猿橋 - （総合体育館前） - 鳥沢駅前 - 山谷（一部は総合体育館前経由）
- 扇山登山口線：鳥沢駅前 → 梨ノ木平扇山登山口（8月を除く4月 - 12月上旬の土休日のみ運行）
- 藤崎線：大月駅 - 猿橋駅 - 営業所前 - 関屋 - 四季の丘 - 藤崎
- 桂台・藤崎線：桂台 - 猿橋駅 - 営業所前 - 関屋 - 四季の丘 - 藤崎
- 朝日小沢線：大月駅 - 猿橋駅 - 営業所前 - 関屋 - 幡野入口 - 小沢 - 朝日小沢上
- 宮谷線：大月駅 - 猿橋駅 - 百蔵橋 - 下和田団地 - 百蔵山登山口 - 宮谷中 - 堀江製作所前
上記各線とも区間運行便がある。また、大月駅方面の一部の便は大月中央病院前や大月東中学校前を発着・経由する。

真木・笹子・西奥山発着路線
- 新田線：大月駅 - 下真木 - 初狩駅前 - 原公民館前／笹子原 - 笹子駅前 - 追分 - 新田
- ハマイバ線：大月駅 - 下真木 - 大月西小学校 - 上真木 - 間明野 - ハマイバ前
- 西奥山線：大月駅 - 浅利小学校前 - 遅能戸 - 西奥山
上記各線とも区間運行便がある。また、一部の便は大月東中学校前を発着・経由する。

田野倉・都留・道志発着路線
- 大月・都留線：大月駅 - 市役所前 - 沢井 - オーツル前 - 田野倉 - 道の駅つる - 県立リニア見学センター - 道の駅つる - 禾生駅前 - 赤坂 - 都留市駅
1日1本、2015年5月までは平日のみの運行であった。
- リニア見学センター線：大月駅 - 沢井 - オーツル前 - 田野倉 - 道の駅つる - 県立リニア見学センター
県立リニア見学センター休館日は運休。
2014年7月19日運行開始[広報 33]。当初は途中停留所が田野倉のみの快速便であったが、2015年6月より沢井以南の停留所にも停車するようになった（時刻変更は無し）[広報 34]。
リニアモーターカー体験乗車等のイベント開催時は臨時便が運行される[広報 35]。
- 道志線：都留市立病院前 - 都留市駅 - 谷村町駅入口 - 細野 - 菅野上 - 道坂隧道 - 唐沢 - 和出村 - 道志小中学校前 - 道志の湯 - 道志 - 馬場 - 小善地 - 久保 - 月夜野
- 道志線：都留市駅 → 谷村町駅入口 → 細野 → 菅野上 → 道坂隧道 → 長又 → 唐沢 → 和出村 → 道志小中学校前 → 道志の湯 → 道志 → 馬場　→ 小善地 → 久保 → 月夜野
- 道志線：月夜野 → 久保 → 小善地 → 馬場 → 道志 → 道志小中学校前 → 和出村 → 唐沢 → 道坂隧道 → 菅野上　→ 細野 → 谷村町駅入口 → 都留市駅 → 都留市立病院前
  - 道志線は平日のみ運行[広報 36]
- 宝鉱山線：都留市駅 - 都留市立病院前 - 学校前 - （大野） - つるぎ - 宝鉱山（都留市駅 - つるぎ間の区間便は、つるぎ行きのみ大野経由）
- 道の駅つる線：都留文科大学前駅 - 都留文大前 - 谷村町駅 - 都留市駅 - 都留市立病院前 - 健康科学大学前 - 禾生駅前 - 道の駅つる - 県立リニア見学センター[広報 37]

都留市内循環バス
- 都留市駅 - 都留市立病院前 - 赤坂 - 芭蕉月待ちの湯 - 都留文科大学前 - 都留市駅 - 都留市立病院前
都留市地域公共交通会議での検討をもとに2011年10月 - 12月の試験運行を経て、2012年8月1日より運行を開始した[広報 38][広報 39]。

### 上野原営業所

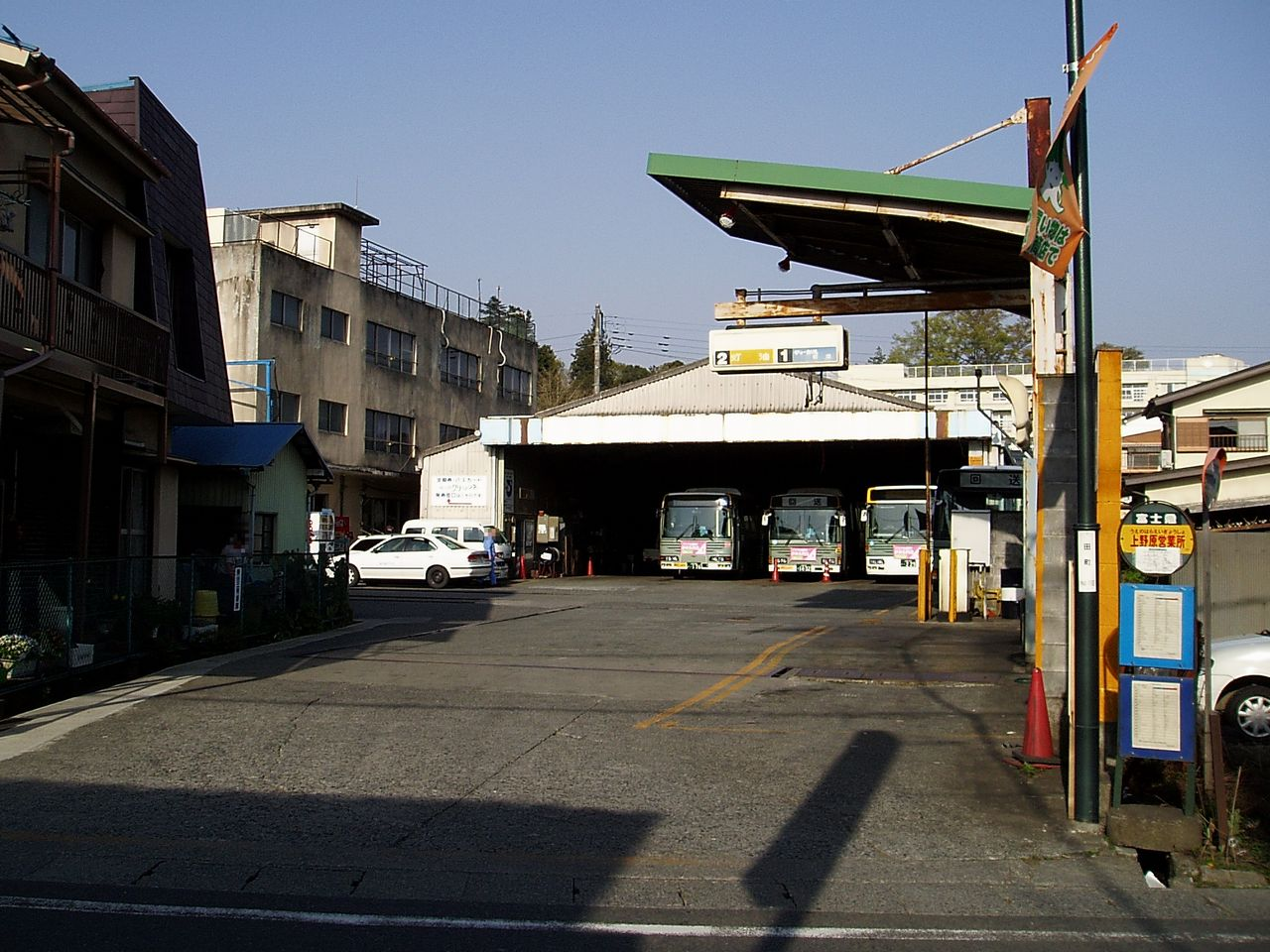
上野原営業所

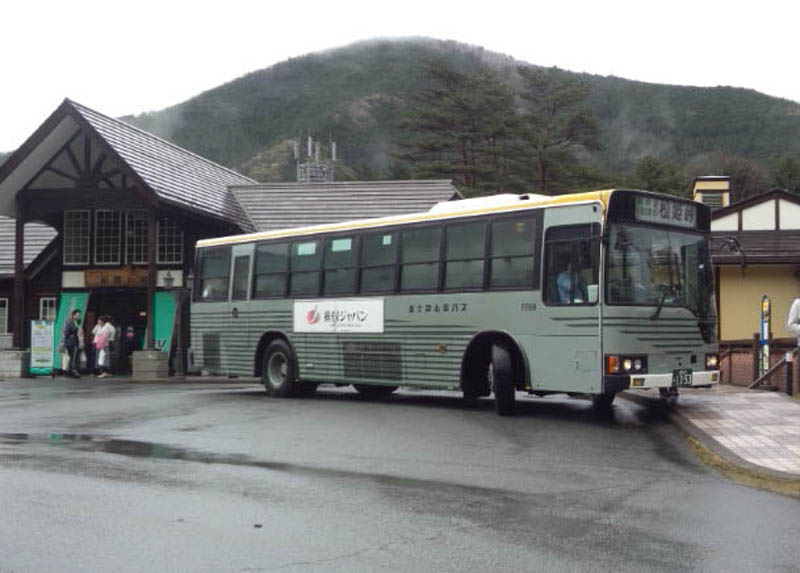
小菅の湯に停車中の松姫峠行き（F1568）

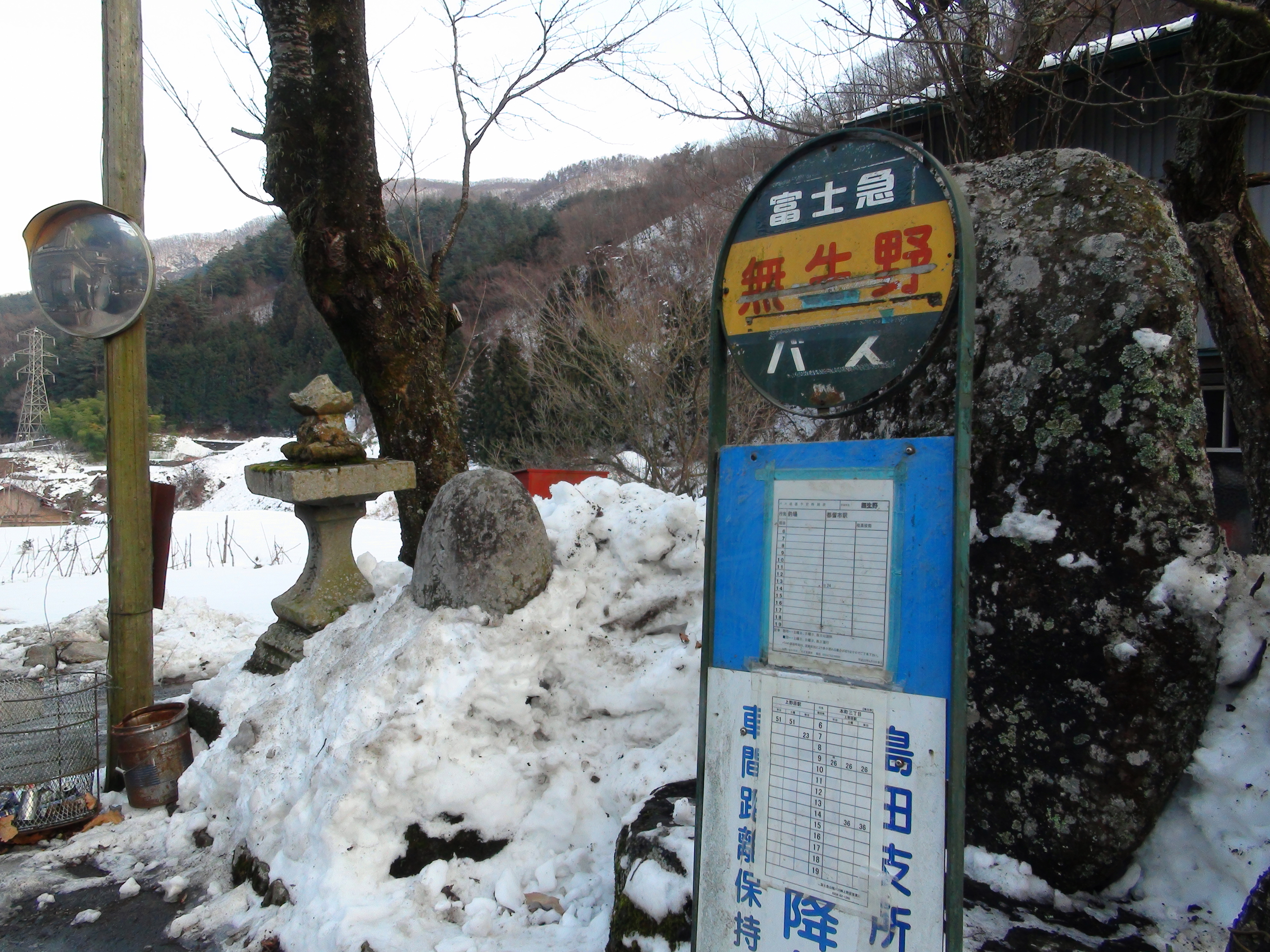
無生野バス停留所

上野原市では2011年10月 - 2012年10月にかけて市内郊外地域を中心に予約型乗合タクシーの実証運行が開始され、それに伴い当該地域路線において、平日の一部便が減便された。
上野原駅は2018年4月の南口新ロータリー供用開始に伴い、乗り場が南口に移転したほか、県道35号線上の上野原駅南口バス停が島田郵便局前に改称され、島田入口バス停は廃止となった。
新井発着路線
- 向風（むかぜ）線：上野原駅 - 新町 - 本町三丁目 - 市立病院入口 - 新井 - 光電製作所前 - 向風
平日のみ1日1本
- 向風線（光電線）：上野原駅 - 新町 - 本町三丁目 - 市立病院入口 - 新井 - 光電製作所前
当営業所の主要路線であり、本数が多い。
2018年4月2日のダイヤ改正で、平日3便のみ総合福祉センター・市立病院経由に変更されたが、2019年10月から上野原市中心市街地循環バスが運行開始となり取り止めとなった。
2018年12月2日のダイヤ改正で、大部分の便が新井 - 光電製作所前間の運行が延伸された。もともと光電製作所構内でバスの折り返しを行っていたため、それに伴う回送が同区間に運行されていたが、その営業化となる。後の改正では、すべての便が光電製作所前発着とされた。

飯尾発着路線
- 飯尾線（飯尾線・鶴峠線・小菅の湯線）：上野原駅 - 新町 - 本町三丁目 - 市立病院入口 - 新井 - 新山王橋 - 日寄橋 - 原 - 飯尾 - 鶴峠 - 小菅の湯
飯尾 - 小菅の湯間は4月 - 11月中旬の土休日運行（8月は除く）
長らく上野原駅発の最終便は原止まりとして滞泊を行っていたが、2018年12月2日ダイヤ改正で廃止された。
2015年度より上野原駅 - 鶴峠の区間便運行開始（往路のみ）。
新山王橋 - 小菅の湯（かつては新山王橋 - 松姫峠）間は自由乗降区間となっている。
かつては4月 - 11月中旬の土休日（8月は除く）に上野原駅午前発の一本のみ松姫峠まで行く便が存在したが諸般の事情により2023年9月30日をもって小菅の湯 - 松姫峠間の運行を休止している[広報 41]。

上野原市中心市街地循環バス
- 上野原循環線：上野原駅 - 新町 - 総合福祉センター - 本町三丁目 - 市立病院 - 上野原高校入口 - 巌島橋 - 上野原駅
平日のみ運行。上野原市中心市街地を循環するバスとして、2019年10月1日より2年間実証運行を行う。従来バス停留所のなかった上野原市役所や巌島橋などを経由する[16]。右回りと左回り、計10本運行される。

井戸発着路線
- 井戸線：上野原駅 - 新町 - 沢井入口 - 上岩 - 井戸
沢井入口 - 井戸間は自由乗降区間となっている。

坂下発着路線
- 無生野線：本町三丁目 - 新町 - 上野原駅 - 島田出張所 - 坂下 - 奥牧野 - 釣場 - 無生野
現在は、無生野で終点だがかつては雛鶴峠を越え都留市まで直通していた。
本町三丁目・上野原駅 - 坂下の区間便の運行がある。2018年12月2日ダイヤ改正から、土休日の運行が復活した。
島田出張所 - 無生野間は自由乗降区間となっている（8:00以降のみ）[広報 42]。

太田上・犬目発着路線
- 太田上線：本町三丁目（国道側） - 上野原高校入口 - コモアプラザ - 四方津駅 - 大野貯水池 - 太田上
平日のみ1日1本
- 犬目線：（上野原駅） - （新町） - 本町三丁目（国道側） - 上野原高校入口 - （コモアプラザ） - 四方津駅 - 大野貯水池 - 犬目
1日1本、平日の往路はコモアプラザを経由しない、上野原駅 - 本町三丁目間は復路のみの運行。
大野貯水池 - 犬目間は自由乗降区間となっている。

不老下発着路線
- 不老下線：上野原駅 - 新町 - 本町三丁目（国道側） - 大曽根 - 不老下
大曽根 - 不老下間は自由乗降区間となっている（8:00以降のみ）[広報 43]。

帝京科学大学発着路線
- 帝京科学大学線：上野原駅 -（直行）- 帝京科学大学
帝京科学大学直行便は、時期によりダイヤに変動がある。
- 帝京科学大学線：上野原駅 - 新町 - 本町三丁目（国道側） - 上野原高校入口 - 東京西工業団地入口 - 帝京科学大学
平日のみ運行。
- 帝京科学大学線：上野原駅 - 上野原高校前 - 東京西工業団地入口 - 工業団地西 - 工業団地東 - 帝京科学大学
平日のみ運行。

その他路線
- 日大明誠高校線：上野原駅 - 日大明誠高校
学生、教職員、来学・来校者向けの直行路線。

藤野駅発着路線（名倉循環）
- 名倉循環線[注釈 2]：藤野駅 → 葛原 → シュタイナー学園前 → 名倉 → 大刀 → 藤野駅
休日は運休。葛原 → 大刀間は自由乗降区間となっている（8:00以降のみ）[広報 44]。

### 甲府営業所
甲府・玉諸発着路線
上九一色・中道地区コミュニティバス

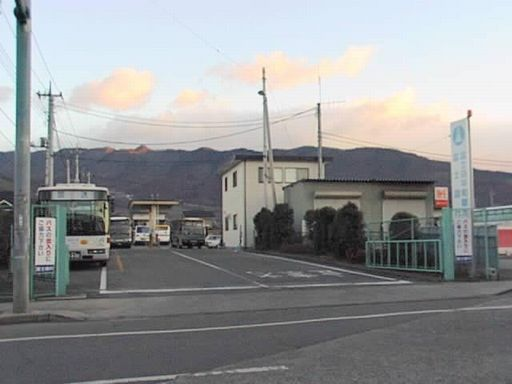
甲府営業所

- 古関町 - 上九一色出張所 - 旧中道支所 - 下曽根 - 高速バス停[注釈 3] - 市立甲府病院 - 南甲府駅
古関町 - 下曽根・市立甲府病院間の区間運行便もある。
かつては南甲府駅方面の初便のみ、古関町 → 市立甲府病院間を走る10人乗り車両の後続に、上九一色出張所 → 南甲府駅間を走る5人乗り車両が追従する特殊な運行形態をとっていたが、2024年3月末日をもって終了となった。[広報 45]。

勝沼周遊バス
- 勝沼ぶどう郷駅 - ぶどうの丘 - 勝沼支所 - 図書館・文化館 - 釈迦堂入口 - 高速勝沼 - 勝沼ぶどう郷駅（ - ぶどうの丘 - 勝沼ぶどう郷駅）
ぶどう狩りやワイナリー巡りをする観光客向けに、2015年10月24日に運行を開始した。ゴールデンウィークと9 - 11月の土休日のみ運行[17]。
勝沼ぶどう郷駅でJR中央本線と、高速勝沼で中央高速バスとそれぞれ接続するダイヤとなっている[広報 46]。

FUJIYAMAツインテラスシャトルバス（笛吹市より受託運行）
- 石和温泉駅 - 足湯広場前 - すずらん群生地駐車場
笛吹市の観光スポット「FUJIYAMAツインテラス」への観光客向けの直行バス、2024年4月27日に運行開始予定。[広報 47]
すずらん群生地駐車場からFUJIYAMAツインテラスへは別途送迎バスに乗り換える必要がある。

### 高速バス

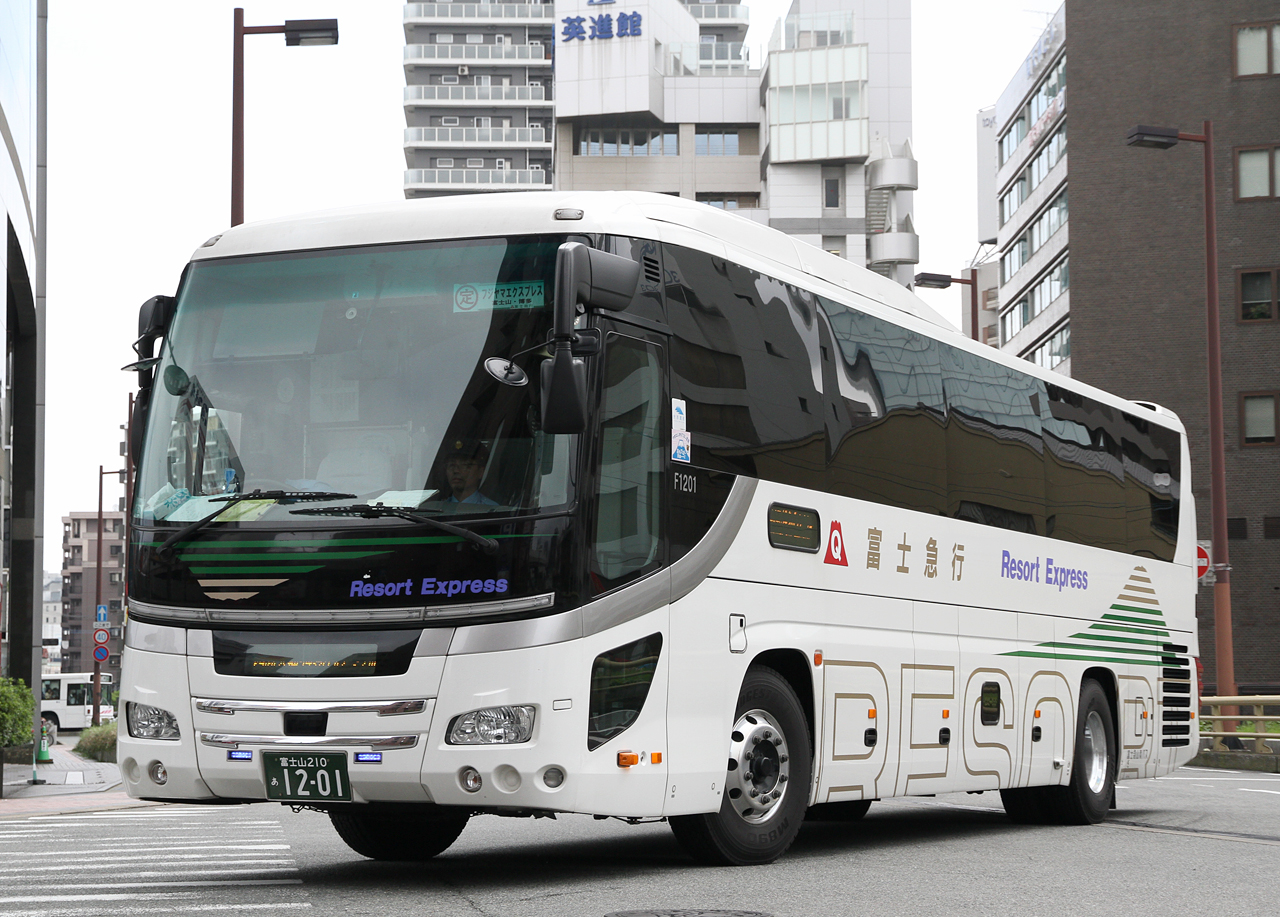
「博多・フジヤマ Express」の車両
日野・セレガ (F1201)

#### 中央高速バス

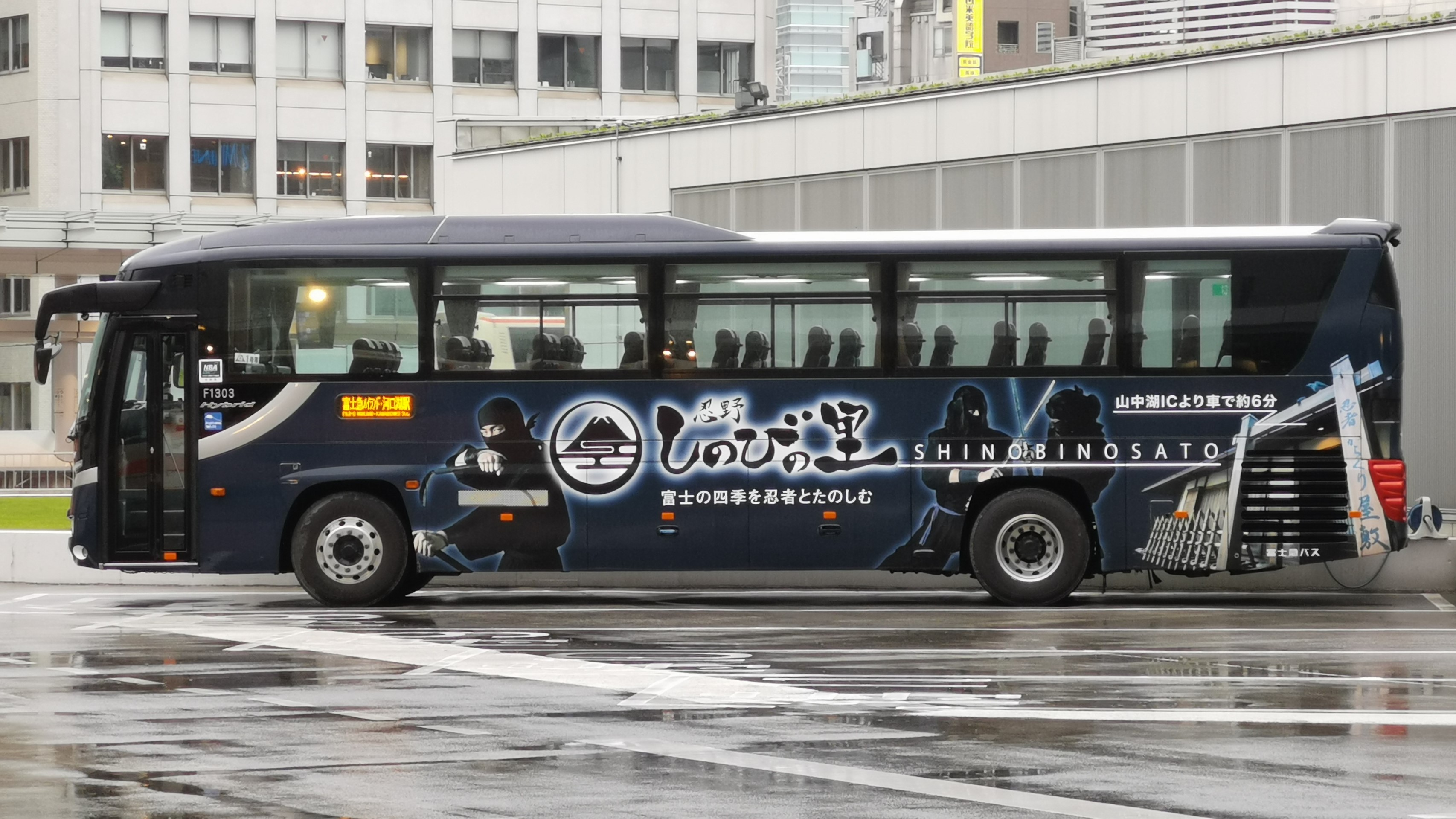
バスタ新宿で待機中の中央高速バス 富士五湖線（F1303）

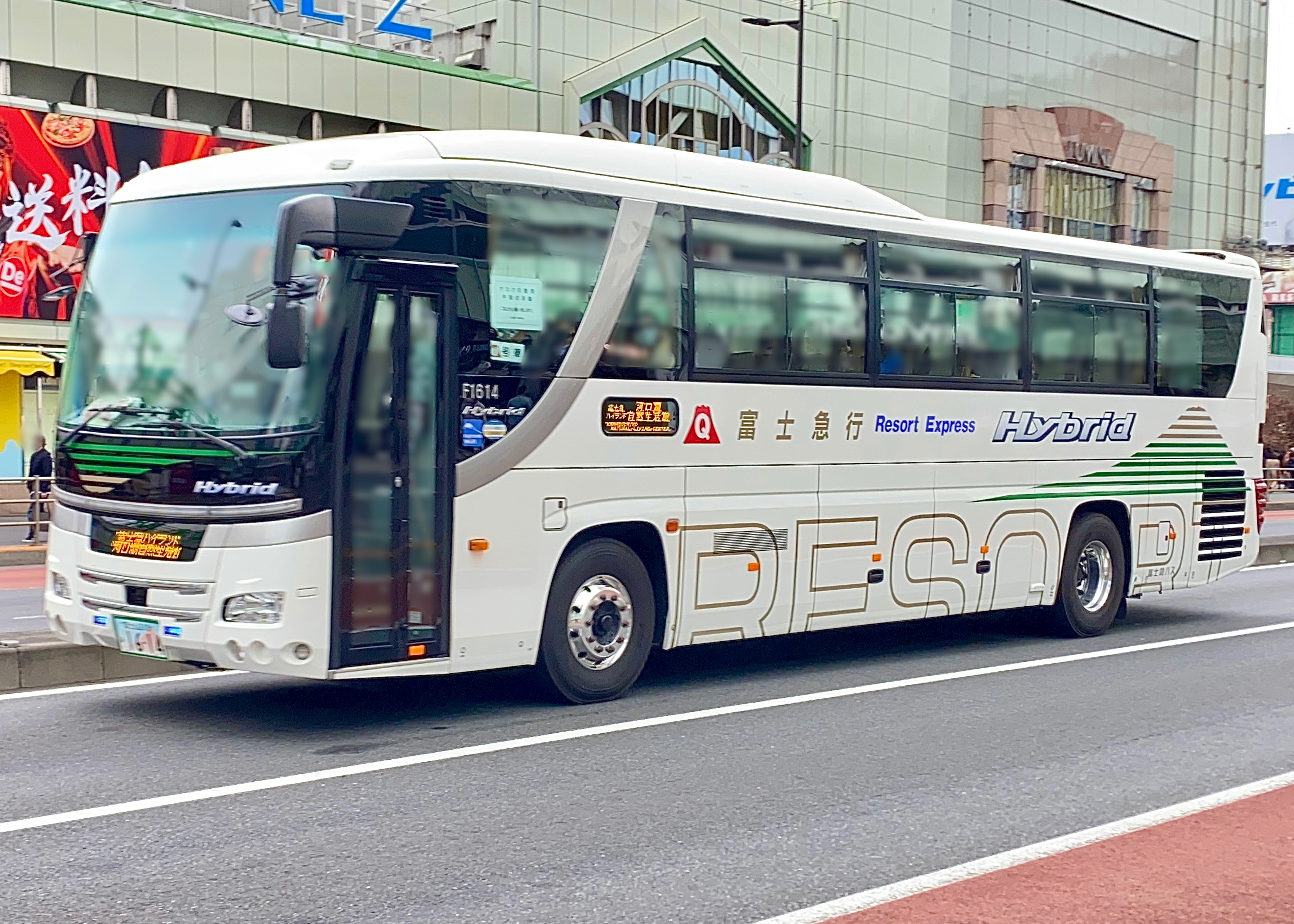
河口湖自然生活館行き

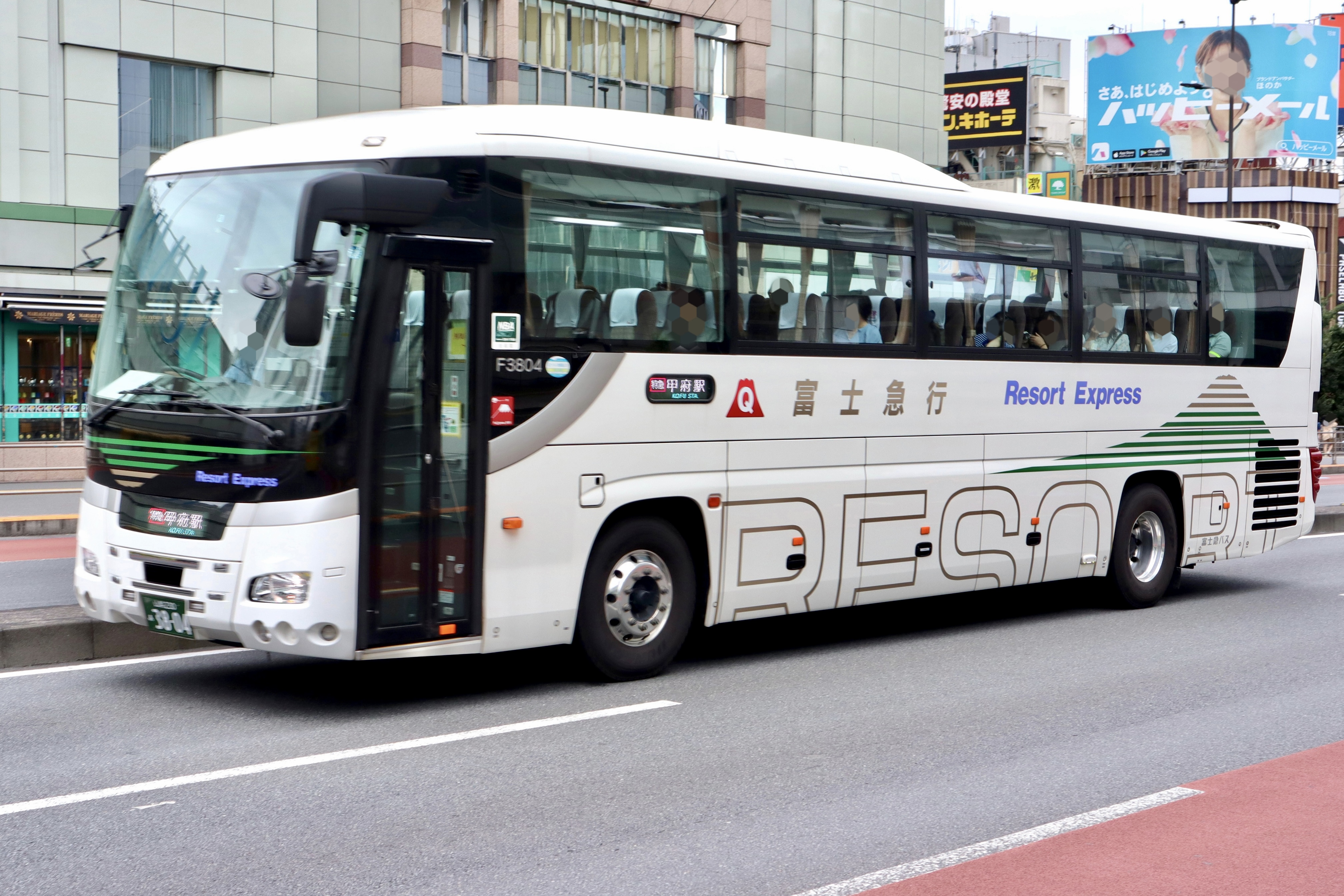
バスタ新宿を発車する甲府駅行き

富士五湖線
バスタ新宿（南口）（一部の臨時便は新宿西口） - 富士急ハイランド - 河口湖駅・河口湖自然生活館・富士山駅・山中湖 <京王バス・フジエクスプレスと共同運行>
富士山五合目線
バスタ新宿（南口）（一部の臨時便は新宿西口） - 富士急ハイランド - 河口湖駅 - 富士山五合目<京王バス・フジエクスプレスと共同運行>
河口湖自然生活館線
バスタ新宿 - 〔三鷹・深大寺・府中・日野・八王子・相模湖・上野原・野田尻・猿橋・小形山・都留・西桂・下吉田〕- 富士急ハイランド （→ 富士山駅） - 河口湖駅 - 船津浜温泉街 - 久保田一竹美術館 - 河口湖自然生活館
甲府線
バスタ新宿（南口）（一部の臨時便は新宿西口） - （石和経由 / 甲府南経由） - 甲府駅 - 湯村温泉・竜王・富士急上阿原車庫 <京王バス・山梨交通と共同運行>
甲州塩山線（甲州ワインライナー）
バスタ新宿（南口） - ぶどう橋 - 甲州市役所 - 恵林寺 - 山梨市役所 - 富士急上阿原車庫
土休日に1往復のみ運行。ぶどう橋 - 富士急上阿原車庫間のみの乗車はできない。

#### 東京都内発着
東京駅 - 富士五湖・富士急ハイランド線
東京駅（発：八重洲南口、着：日本橋口） - （東京駅八重洲北口・鉃鋼ビル） - （東京ドームホテル） - 富士急ハイランド - 富士山駅・河口湖駅（ - 富士山 山中湖 - 山中湖 旭日丘）<JRバス関東・フジエクスプレスと共同運行>
2016年3月1日に「東京駅 (鉃鋼ビルディング) - 富士五湖・富士急ハイランド線」として運行開始。開業記念として同年3月31日までの1か月間、大人片道運賃が全区間一律1000円となるキャンペーンを実施。
当路線は後述の「河口湖 - 東京・市が尾線」とは異なり中央自動車道を経由する。2016年5月9日から同路線と統合し一本化された。
SDGsまなび館線
東京駅八重洲北口・鉃鋼ビル - 富士急ハイランド - 富士山駅 - 河口湖駅 - 久保田一竹美術館 - 河口湖自然生活館 - SDGsまなび館
渋谷 - 河口湖線
市立図書館前経由： 渋谷駅（マークシティ）（ - 二子玉川駅） - 御殿場市立図書館前 - 富士学校前 - 富士急ハイランド - 河口湖駅（ - 富士山駅）<東急トランセ・京王バス・フジエクスプレスと共同運行> 
プレミアム・アウトレット経由： 渋谷駅（マークシティ）（ - 二子玉川駅） - 御殿場プレミアム・アウトレット - 富士学校前 - 富士急ハイランド - 河口湖駅（ - 富士山駅）<東急トランセ・京王バス・フジエクスプレスと共同運行>
特急：渋谷駅 → （無停車） → 富士急ハイランド → 河口湖駅（始発便のみ）
2016年11月1日にダイヤ改正を実施、1日9往復から12往復に増便。
2022年4月1日、ダイヤ改正を実施し1日9往復に減便。富士急行担当便はフジエクスプレス東京営業所と交互運行で1.5往復/日ずつの担当となる。
富士山駅 - 羽田空港線
羽田空港 - 品川駅（港南口） - 富士急ハイランド - （富士山パーキング） - 河口湖駅 - 富士山駅（ - 富士山五合目）<京浜急行バスと共同運行>

#### その他
河口湖 - 高崎・前橋・渋川線
関越交通渋川営業所 - 渋川駅 - 前橋駅 - 高崎駅 - 藤岡インター - 富士急ハイランド - 河口湖駅<関越交通と共同運行>※季節運行
特急 三島・河口湖ライナー
三島駅南口 - （富士山 山中湖） - （富士山パーキング） - 富士急ハイランド - 河口湖駅<富士急シティバスと共同運行>
リゾートエクスプレス
名鉄バスセンター - （星ヶ丘） - 富士急ハイランド - 河口湖駅 - 富士山駅<名鉄バスと共同運行>
フジヤマライナー
天王寺駅（あべのハルカス） - 大阪駅前（地下鉄東梅田駅） - 京都駅八条口 - 富士駅南口 - 富士急ハイランド - 河口湖駅 - 富士山駅<近鉄バスと共同運行>

## 休廃止路線

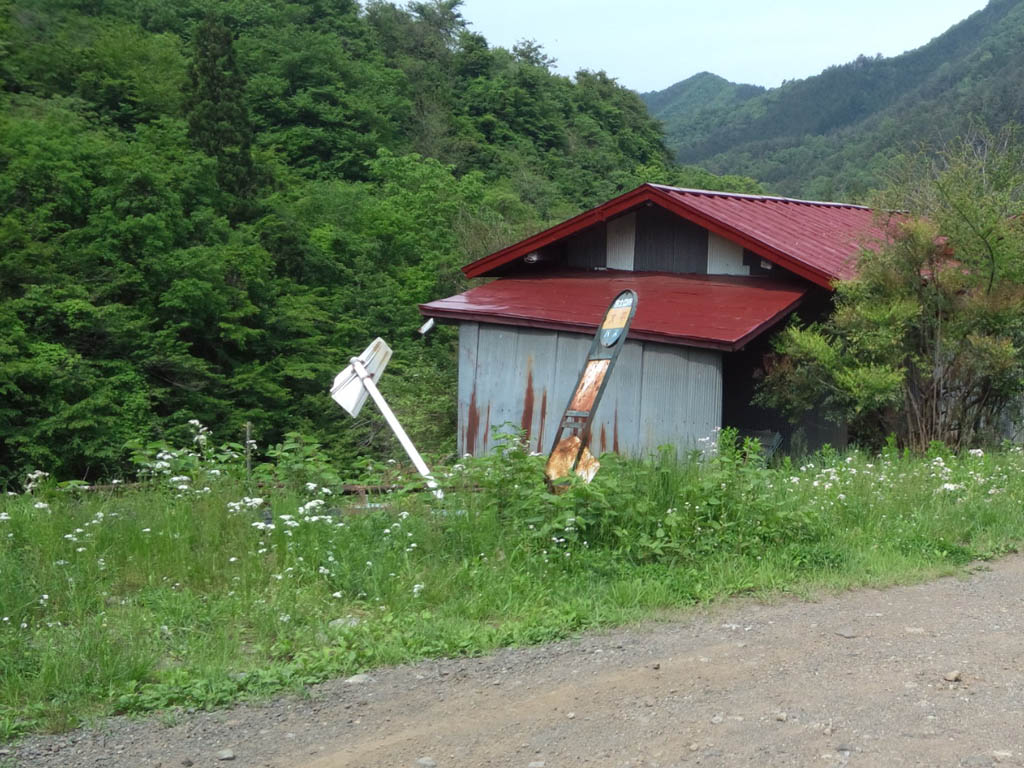
大平バス停跡地（2012年撮影）

### 本社営業所
吉田営業所時代に廃止された路線を含む。
- 河口湖駅 - 富士天神山スキー場
- 甲斐常葉駅 - 有明寺入口 - 和名場 - 栃代
- 三つ峠駅 → 都留市立病院前
  - 2004年1月5日：運行廃止。
- 富士吉田駅 - 都留市駅
  - 2009年10月1日：運行廃止。
- 〔急行〕河口湖駅 - 富士急ハイランド - 富士山駅 - 旭日丘 - 御殿場駅 - 三島駅南口
  - 2013年4月8日：運行廃止[広報 48]。
忍野入口 - ホテルマウント富士入口、籠坂峠 - 須走浅間神社で急行運転を行っていた。
富士急行（1往復）・富士急シティバス(土休日と7月と8月は毎日運行で2往復主に三島沢地車両の大型車で使用されたが運用の都合等で沼津車両も使用された当時は三83系統設定があった)と共同運行。
- S3（下部線）富士山駅 - 河口湖駅 - 勝山 - 富士緑の休暇村 - 氷穴 - 精進 - 本栖湖レストハウス前 - 古関 - 甲斐常葉駅 - 下部温泉駅 - 下部温泉郷
  - 2021年4月5日：運行廃止。末期は平日1日1往復のみ運行。かつては古関 - 下部温泉郷間[広報 17]や古関 - 甲斐常葉駅間等の区間運転便もあった。
  - この路線は前述の富士吉田 - 下部間を結ぶ鉄道路線計画の区間に相当する。
- P2（芦川線）富士山駅 - 河口湖駅 - 遊覧船・ロープウェイ入口 - 河口湖自然生活館 - 大石プチペンション村 - 芦川農産物直売所
  - 2021年4月5日：富士山駅 - 大石プチペンション村間へ運行区間短縮。
  - 2024年3月22日：河口湖周遊バス（P-Line）として、河口湖自然生活館 - 芦川農産物直売所間が運行再開

- D1（道志線）：（富士河口湖高校 - ）富士山駅 - 浅間神社前 - 忍野入口 - 北富士駐屯地正門前 - 富士山 山中湖 - 山中湖 旭日丘 - 山中湖 平野 - 長又 - 唐沢 - 和出村 - 道志小中学校前 - 道志 - 道志水源の森

道志方面の便は富士河口湖高校始発。
- D2（道志線）：山中湖 旭日丘 - 山中湖 平野 - 長又 - 唐沢 - 和出村 - 道志小中学校前 - 道志の湯 - 道志 - 道志水源の森 (4月-11月のみ運行)
  - 2025年4月6日運行廃止。D2は2024年11月30日が最終運行となった。[広報 49]

### 大月営業所
都留営業所時代に廃止された路線を含む。
- 猿橋駅 - 石動団地入口 - 東京電力 - 石動団地
- 都留市駅 - 禾生駅前 - 神社前 - 大平
- 都留市駅 - 禾生駅前 - 神社前 - 曽雌 - 無生野 - 秋山釣場 - 奥牧野 - 上野原駅 - 本町三丁目
  - 2009年10月1日：都留市駅 - 無生野間へ区間短縮。
  - 2012年10月1日：都留市駅 - 無生野間休止。
同日より代替として、富士急山梨ハイヤーが予約型乗合タクシーつる〜と盛里を運行[広報 38]。
- 都留市駅 - 谷村町駅入口 - 蒼竜峡団地入口 - 蒼竜峡団地
- 都留市立病院前 - 都留市駅 - 谷村町駅入口 - 蒼竜峡団地入口 - 東桂駅前 - 砂原
  - 2012年10月1日：休止
同日より代替として、富士急山梨ハイヤーが予約型乗合タクシーつる〜と東桂を運行[広報 38]。
- 都留市立病院前 - 都留市駅 - 上戸沢 - 芭蕉月待ちの湯
  - 2012年8月1日：休止
同日より代替として、都留市内循環バスを運行[広報 39]。
- 道志線：長又 - 唐沢 - 和出村 - 道志小中学校前 - （道志の湯） - 道志 - 道志水源の森 - 小善地 - 久保 - 月夜野（一部は道志の湯経由）

2025年4月5日運行廃止

### 上野原営業所
- 上野原駅 - 本町三丁目 - 四方津駅 - 大野貯水池 - 不老下
  - 2000年代初旬に運行廃止。廃止バス停は野田尻入口のみ。
- 上野原駅 - 本町三丁目 - 新井 - 棡原支所前 - 日原
  - 2004年1月5日：運行廃止、廃止区間は棡原支所前 - 日原間。
- 大月駅 - 猿橋駅 - 鳥沢駅前 - 梁川駅前 - 四方津駅 - 上野原駅
  - 2010年4月5日：運行廃止。新倉 - 四方津駅間のみの廃止であったため廃止バス停は無かった。
- 上野原駅 - 日大明誠高校入口 - 日大明誠高校前 - 市立病院前
  - 2012年の上野原市立病院移転に伴い運行をとり止めていたが、2018年4月病院跡地に建設された上野原市総合福祉センターの開業に合わせて新井発着路線の一部が同所を経由するようになり、事実上路線が復活した（ただし、日大明誠高校前バス停は再開されていない）。
- 本町三丁目 - 諏訪神社前
  - 2019年：運行廃止。末期は休日1本のみの運行だった。

### 甲府営業所
2014年11月30日以前に廃止された路線については富士急平和観光を参照。
- 塩山駅 - 甲州市役所 - 下於曽西 - ぶどうの丘 - 勝沼支所 - 図書館・文化館 - 河口湖駅 - 富士急ハイランド - 富士山駅
  - 2015年11月2日：運行廃止[広報 51]
土休日に2往復のみ運行していた。
- 下黒駒 - 山梨県立博物館 - 石和八幡宮 - 山梨学院大学前 - 甲府駅南口
  - 2021年4月5日：運行廃止。この便は、前述の富士山駅発着便（K1・K2・K3）、及び山梨交通のバス（一部を除く）とは異なり、石和温泉駅前には乗り入れなかった。
- 笛吹市営 芦川バス：鶯宿 - 芦川支所 - 上芦川 - 奈良原 - 栗合 - 山梨県立博物館 - 石和温泉駅
  - 2024年4月1日：運行廃止。[広報 52]
かつては鶯宿 - 上芦川間（平日のみ）、奈良原 - 石和温泉駅間の区間運行便もあった。

### 高速バス
富士山静岡空港線
富士山静岡空港 - 静岡駅南口 - 新富士駅 - 富士宮駅 - 河口湖駅 - 富士急ハイランドバスターミナル
富士山静岡空港 - 新富士駅間は高速バス（事前予約定員制）、新富士駅 - 富士急ハイランドバスターミナル間は快速バス（事前予約不要）として運行していた。
2008年6月4日：運行開始。2010年3月31日：運行休止。
なお、2020年2月23日より、富士急行御殿場営業所（現・富士急モビリティ）が富士山静岡空港 - 河口湖駅間を上記と異なる御殿場駅経由で結ぶ高速バス「河口湖 - 富士山静岡空港線」を運行している。
河口湖 - 横浜線
横浜駅西口 - 河口湖駅 <相鉄自動車と共同運行>
フジエクスプレスに移管。
河口湖 - 静岡線
静岡駅 - 富士急ハイランド - 河口湖駅
富士急静岡バスに移管。
河口湖 - 東京・市が尾線
東京駅（発：八重洲南口、着：日本橋口） - 市が尾バスターミナル - 御殿場駅 - 富士山 山中湖 - 富士急ハイランド - 河口湖駅 <JRバス関東と共同運行>
当路線は東名高速道路を経由していた。
2016年5月9日より、「東京駅(鉃鋼ビルディング) - 富士五湖・富士急ハイランド線」と統合の上、中央自動車道経由に変更。
中央高速バス 多摩河口湖線
南大沢駅 - 京王多摩センター駅 - 聖蹟桜ヶ丘駅 - 富士急ハイランド - 河口湖駅<京王バス南と共同運行> 
2016年11月3日より富士急は運行から撤退し、京王バス南担当便のみの単独運行となった。
その後、2017年10月9日をもって運行終了となった。
町田・橋本 - 富士急ハイランド・河口湖線
町田バスセンター - 橋本駅 - 富士急ハイランド - 河口湖駅 <神奈川中央交通西と共同運行>
2017年4月1日より富士急湘南バスに移管。
藤沢・辻堂・本厚木 - 富士急ハイランド・河口湖線
藤沢駅 - 辻堂駅 - 本厚木駅 - 富士急ハイランド - 河口湖駅 <神奈川中央交通西と共同運行>
2017年4月1日より富士急湘南バスに移管。
河口湖 - 津田沼・西船橋線
海浜幕張駅 - 津田沼駅 - 西船橋駅 - 富士急ハイランド - 河口湖駅 <京成バスと共同運行>（季節運行）
2017年7月15日よりリニューアルの上、富士急行観光と京成バスが通年での運行を開始。
富士山駅・河口湖 - 池袋線
サンシャインシティプリンスホテル（池袋） - 池袋駅東口 - 富士急ハイランド - 河口湖駅 - 富士山駅 <西武観光バスと共同運行>
富士急行観光（現・フジエクスプレス）に移管。
富士山駅・河口湖 - 川越・大宮線
大宮駅西口 - 西武バス大宮営業所 - 川越駅西口 - 狭山営業所 - 富士急ハイランド - 河口湖駅 - 富士山駅 <西武観光バスと共同運行>
富士急行観光（現・フジエクスプレス）に移管。
福岡・博多・北九州 - 静岡・河口湖・富士急ハイランド線（博多・フジヤマ Express）
河口湖駅 - 富士急ハイランド - 御殿場駅 - 東静岡駅 - 小倉駅前 - 西鉄天神高速バスターミナル - 博多バスターミナル <西日本鉄道と共同運行>
高山 - 富士山線
富士山駅 - 河口湖駅 - 富士急ハイランド - 中央道バス停〔下吉田・西桂・都留・小形山〕 - 平湯温泉 - 丹生川 - 高山濃飛バスセンター
2016年（平成28年）4月15日に単独で運行開始。
2017年（平成29年）5月1日、1日1往復から2往復に増便して濃飛乗合自動車（濃飛バス）との共同運行となったが、2018年4月1日より富士急山梨バスが撤退、濃飛バスの単独運行となった。その後、2021年4月1日のダイヤ改正により、濃飛乗合自動車も撤退し、路線廃止となった。
河口湖・富士急ハイランド - 松本線
富士急ハイランド - 河口湖駅 - 松本バスターミナル - 安曇野スイス村（季節運行）
金沢・小松・福井 - 河口湖・富士急ハイランド線
富士山駅 - 河口湖駅 - 富士急ハイランド - 富士駅南口 - 福井駅東口 - 小松駅東口 - 金沢駅前（季節運行）
2014年（平成26年）7月18日：運行開始。

## 水陸両用バス
旭日丘バスターミナルを起点に周辺の道路と山中湖を走行・航行する水陸両用バス「YAMANAKAKO NO KABA」の運行を行っている。
2011年4月30日より運行開始。山中湖の南側にある旭日丘バスターミナルを出発し、まず山中湖村役場周辺の道路を周回。その後山中湖に入り湖の東側を一周し、再び上陸して旭日丘バスターミナルへ戻る。運行開始当初は湖に入る前後でバス運転士と船舶免許を保有している操縦士が交代していたが、現在では両免許を所持する乗務員が1人で運転・操縦する。1周につき30分。バス運転士以外にもアテンダントが添乗しており、案内を行っている。

### ギャラリー

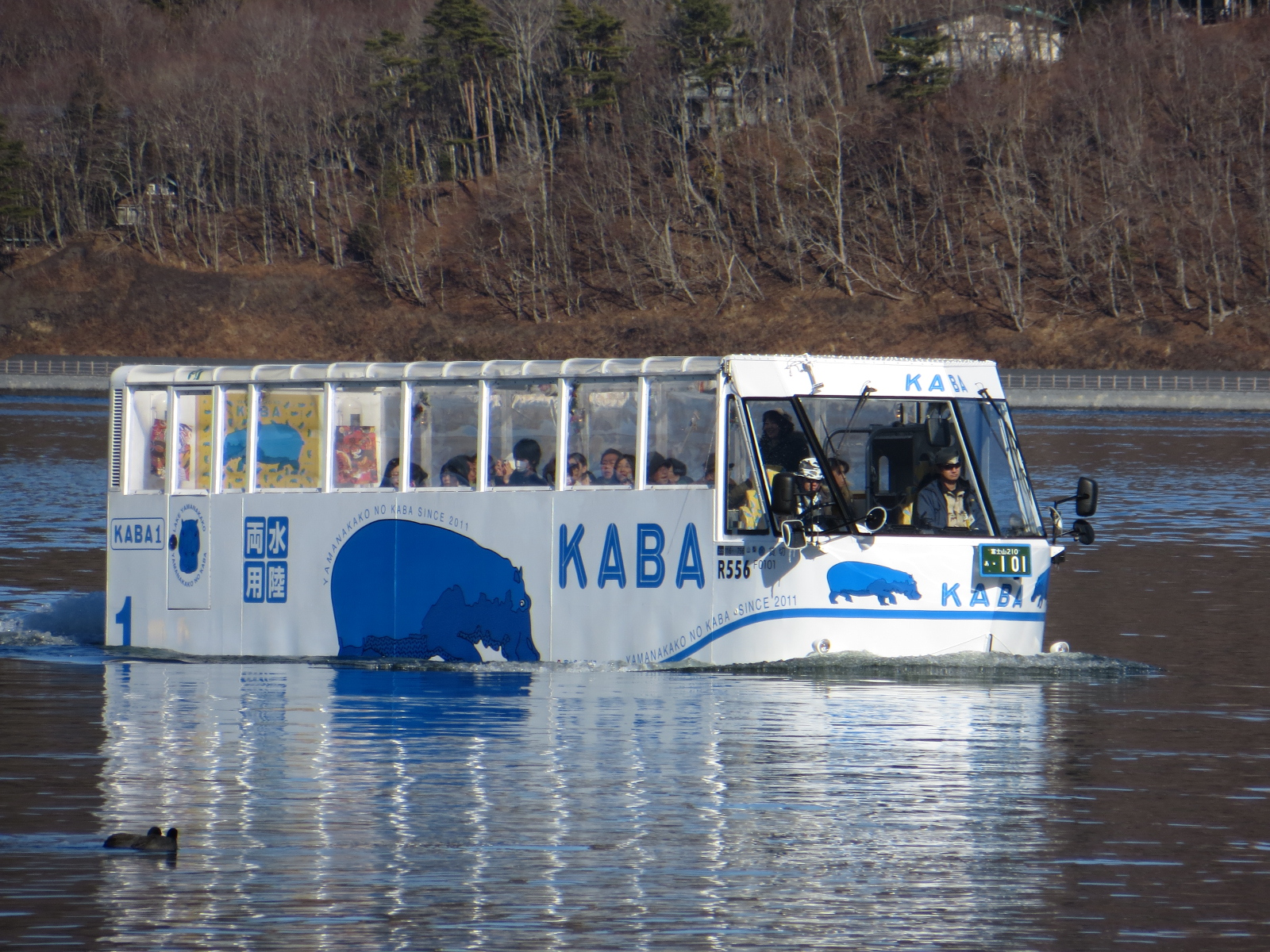
水上を航行するYAMANAKAKO NO KABA
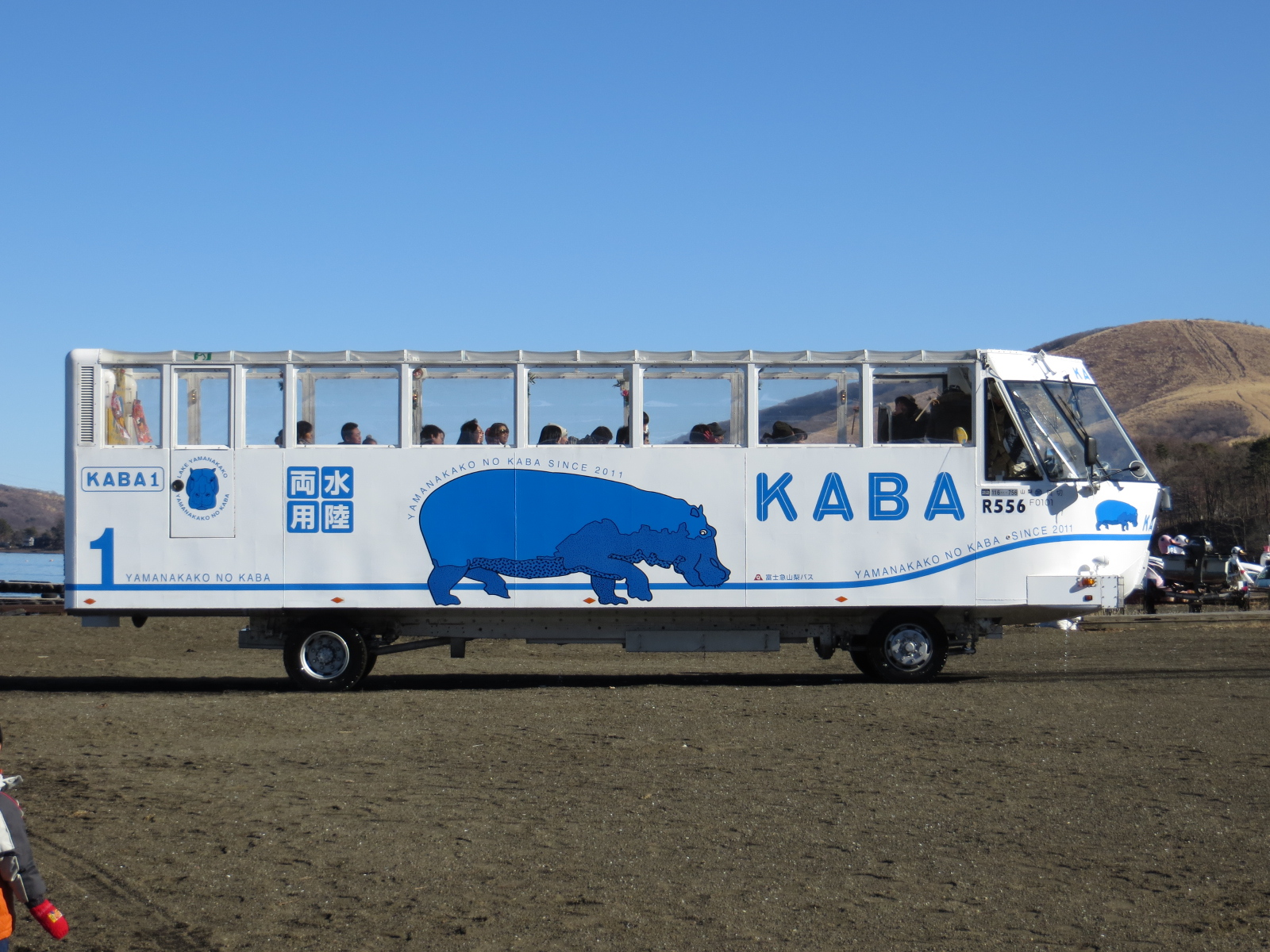
YAMANAKAKO NO KABAの側面

## 定期観光バス
2016年4月23日より富士五湖エリアの定期観光バスを運行している。河口湖周辺を起点に午前と午後の2コースが設定され、午前コースは富岳風穴・富士山五合目方面へ、午後コースは山中湖・忍野方面へ運行される。

## 車両
国産車はいすゞ、日野、三菱ふそう、日産ディーゼル（現・UDトラックス）の従来国内4社に加え、2023年（令和5年）にEVモーターズ・ジャパン（製造は中国）の電気バス（BEV）、小型の F8 series4-Mini Bus を2台、大型の F8 series2-City Bus を4台導入している   。輸入車はヒョンデ・ユニバースの他、2020年（令和2年）にBYD・K9を3台導入している  。
富士急行全体としては日野車が中心であり、ここもその例に漏れない。低公害バス導入以後は他の地区同様、日産ディーゼル車の比率も高くなっている。三菱ふそう車については貸切・高速用では以前から導入されていたものの路線車での導入は少なく、富士急グループ全体でも2006年を最後に導入が止まっている。
またこの地区では、富士急ハイランド駐車場内にCNG充填施設を独自に設置しており、山梨県が独自の補助金制度を導入したこともあって、毎年の新車に必ず低公害バスが含まれており、オフシーズンには運用の限定も特にない。低公害バスは長らくCNGバスが導入されていたが、2006年以降は日野・ブルーリボンシティハイブリッドも導入されている。2012年に日野自動車のセレガ・ハイブリッド、いすゞ自動車のエルガCNGバス2台が、富士急グループで初めて導入された。
特筆される車両として、「YAMANAKAKO NO KABA」に用いられる水陸両用バスが2台在籍している。1号車は2011年に導入された米国CAMI（en）製で、海外製の船体に日本の日野・レンジャーと船舶用エンジンを組み込んでいる。乗車定員34人、航海速力6.5ノット。一方、2号車は2013年に導入された日本製で、日野・レンジャーをベースに全ての製造工程を国内で行っている。乗車定員40人、航海速力6.0ノット。2台とも全長11.9m、全幅2.48mである。
本社営業所の車両は2008年11月4日以降、順次ご当地ナンバー「富士山ナンバー」に変更され、2010年1月現在で全車両のナンバー変更が完了している。変更後のナンバーは原則として希望ナンバーを取得し社番に合わせたものになっているが、一部車両のナンバーは「22-36」（富士山麓）や、「225」（ふじっこ）に変更されている。なお、22-95（富士急行）の車両ナンバーは存在していない。37-76（富士山の標高）は、大月営業所所属のF3776号車（2017年式）が取得した。また他地区から転属された車両では、一部を除いて希望ナンバーを取得していない。
河口湖と西湖の周遊バスは、前述の通り従来レトロ風の車両を使用していたが、2014年3月よりバリアフリーのため、車椅子でも乗車可能な小型ノンステップ車の日野・ポンチョを順次導入した。これ以降の周遊バス車両には「オムニバス」の愛称が付けられている。これらは2018年6月17日より乗車定員が約2.5倍の大型バスに順次置き換えられた。
鳴沢・精進湖・本栖湖周遊バス用を含めた「オムニバス」や、「YAMANAKAKO NO KABA」の車体デザインは水戸岡鋭治が手掛けている。
1980年代中期まで、自由乗降区間で「メロディーバス」を運行し、唱歌「ふるさと」や「富士山」を屋根上のスピーカーより流していた。

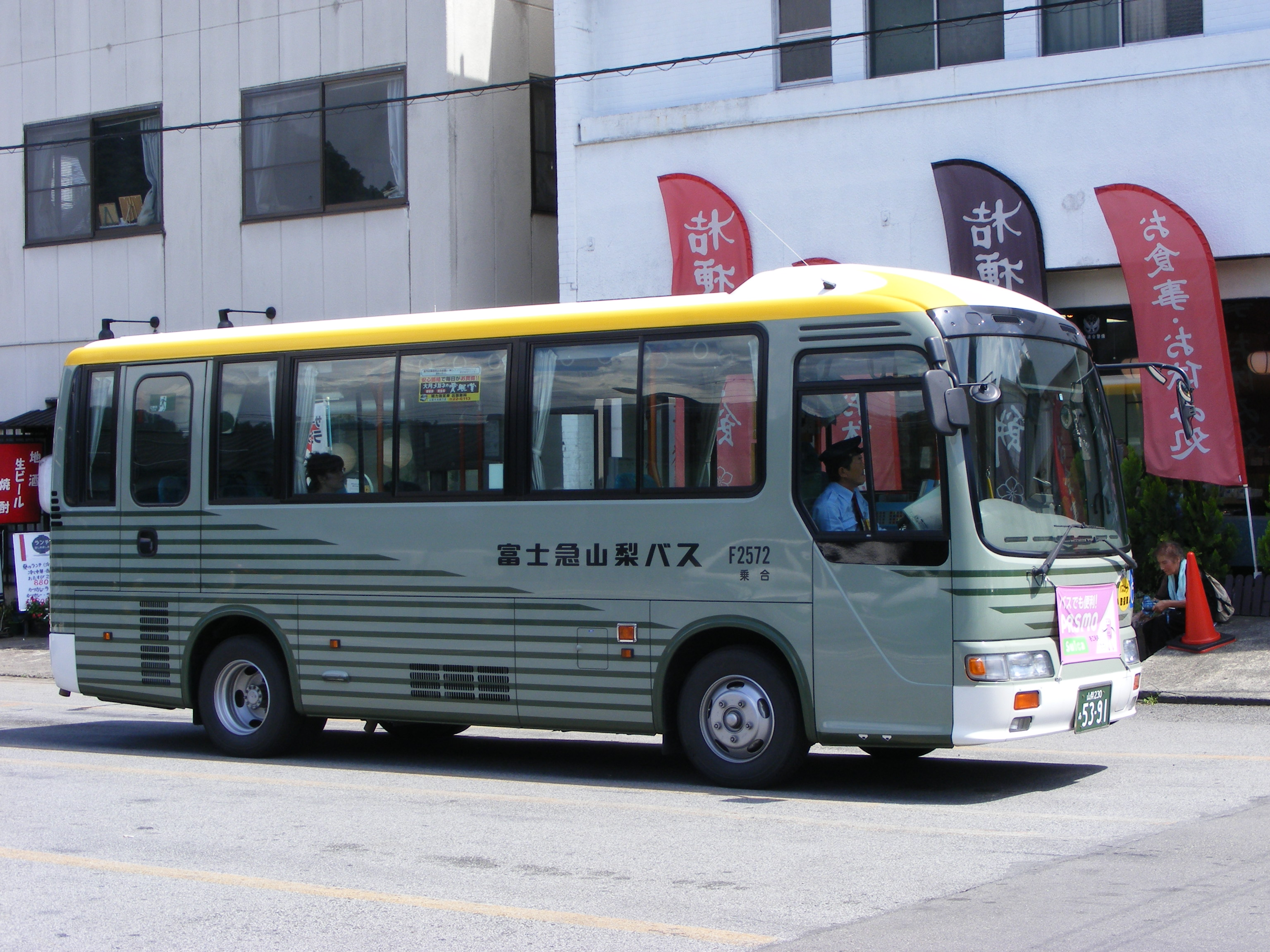
小型路線バス F2572
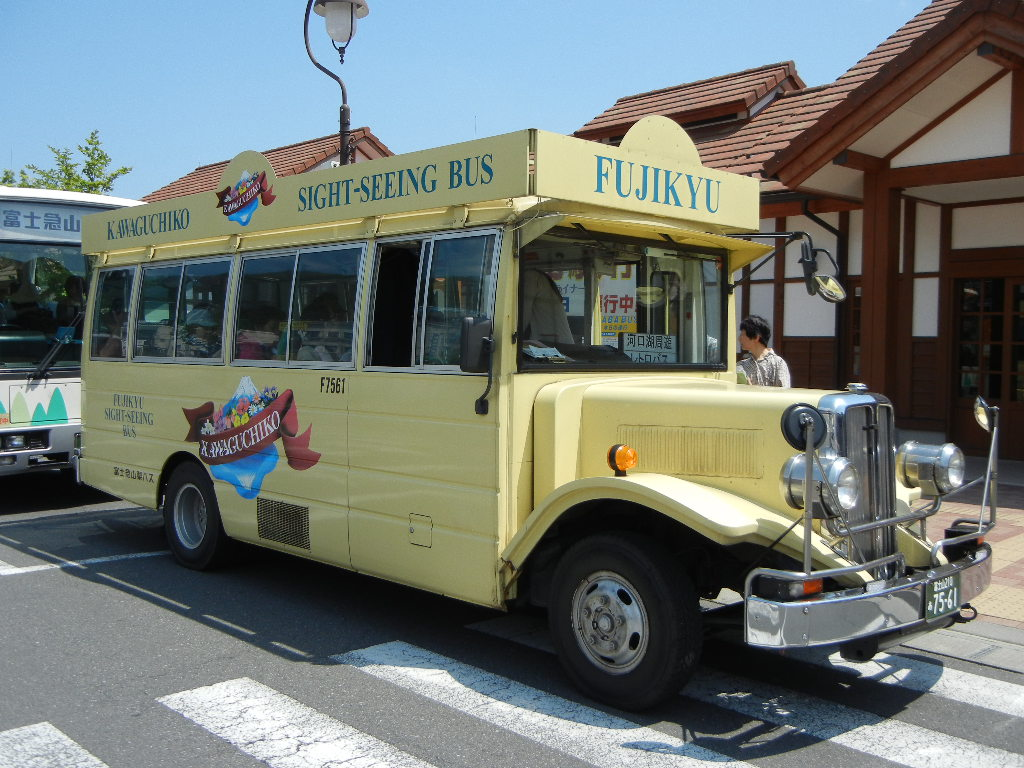
かつての河口湖周遊バス F7561
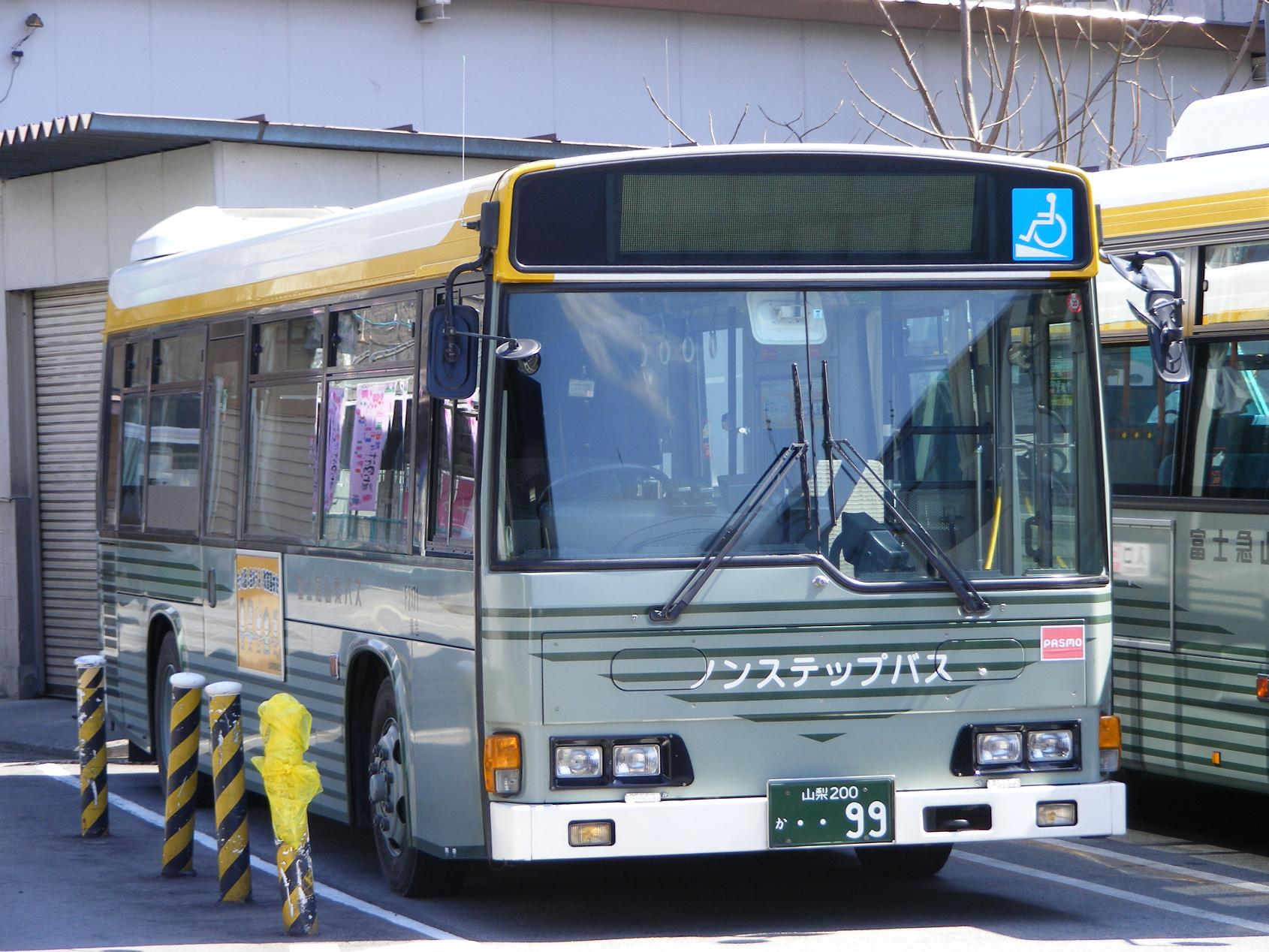
中型ノンステップバス F2171
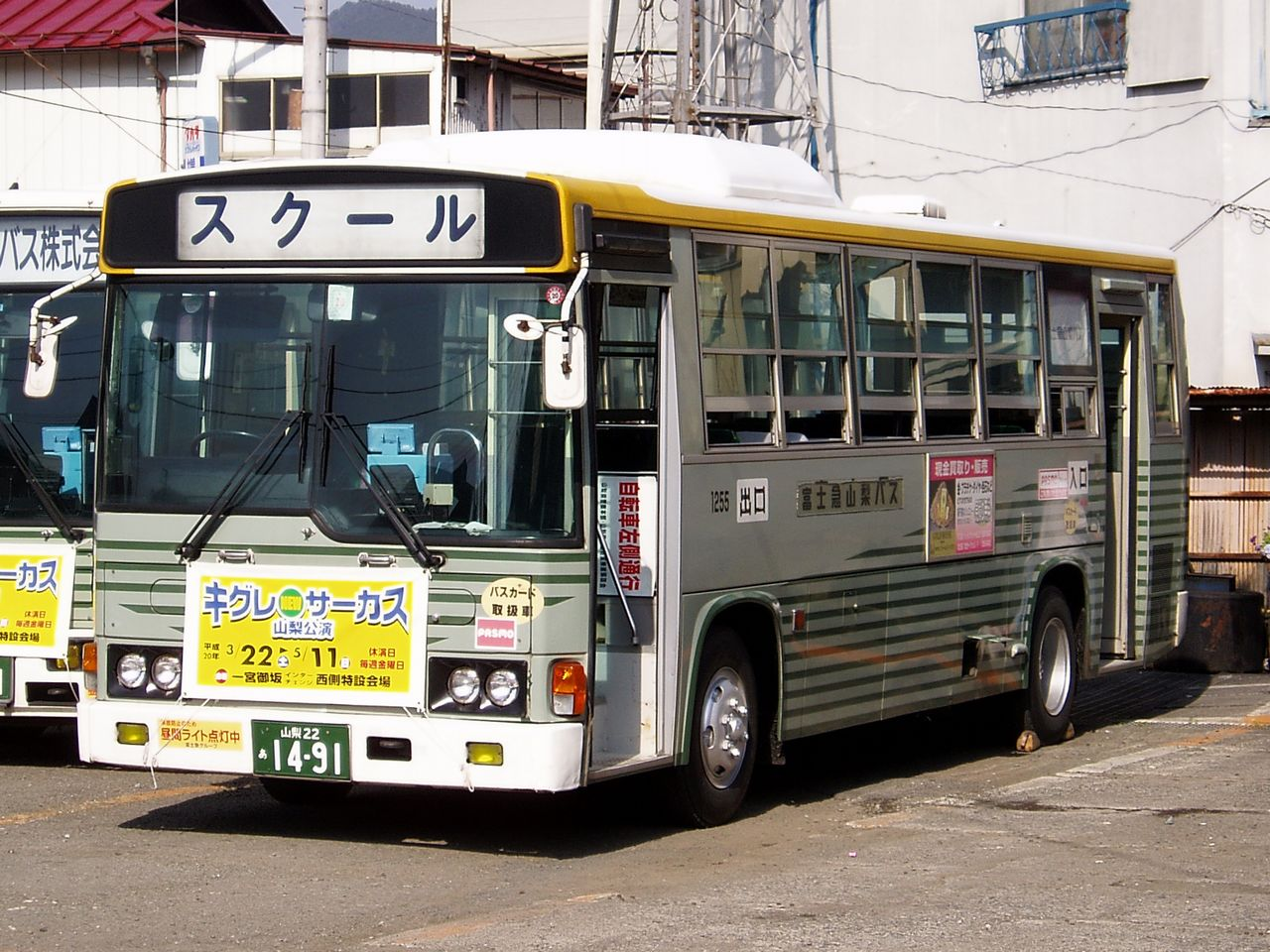
中型路線バス F1255
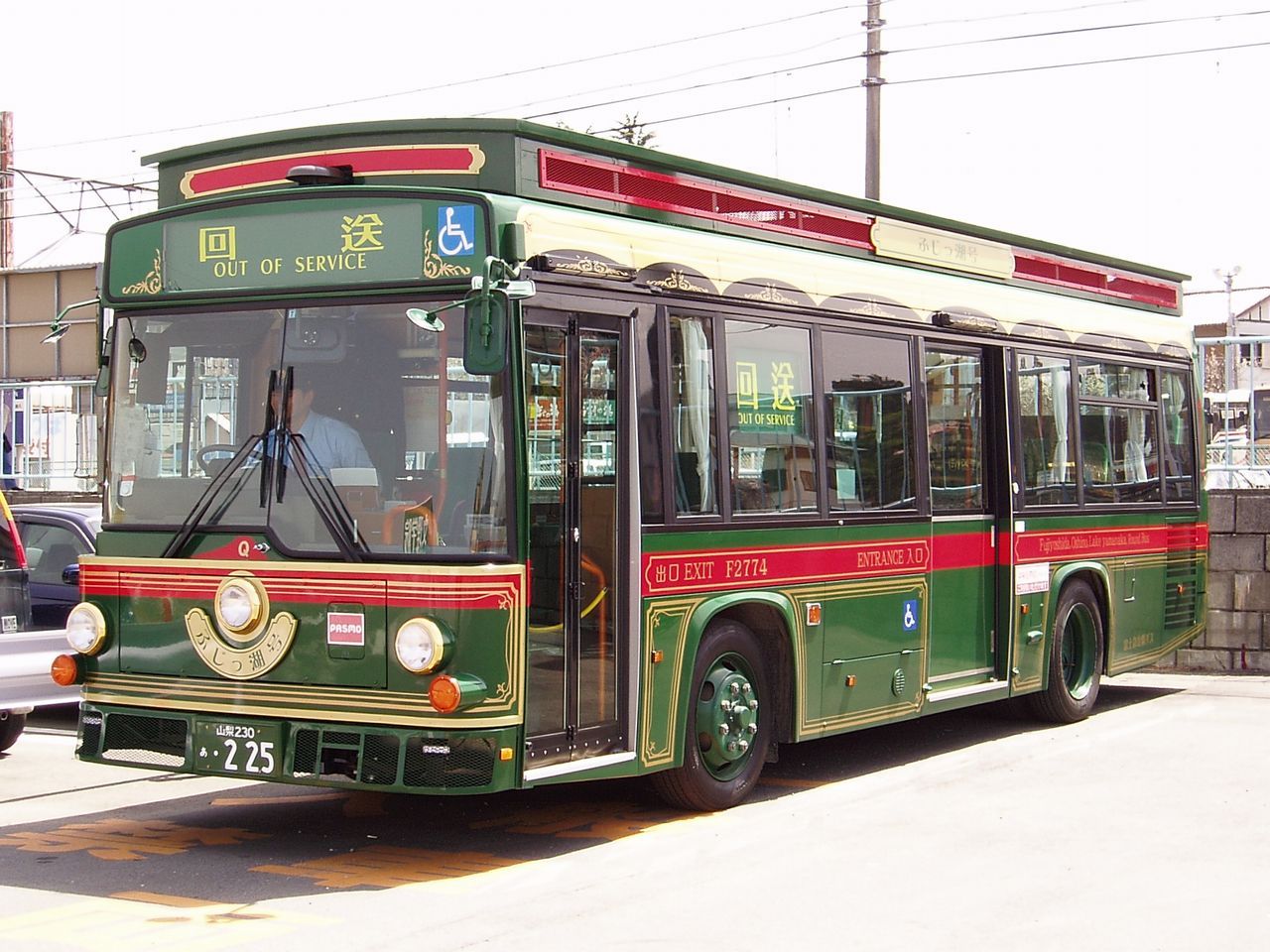
「ふじっ湖号」専用車 F2774
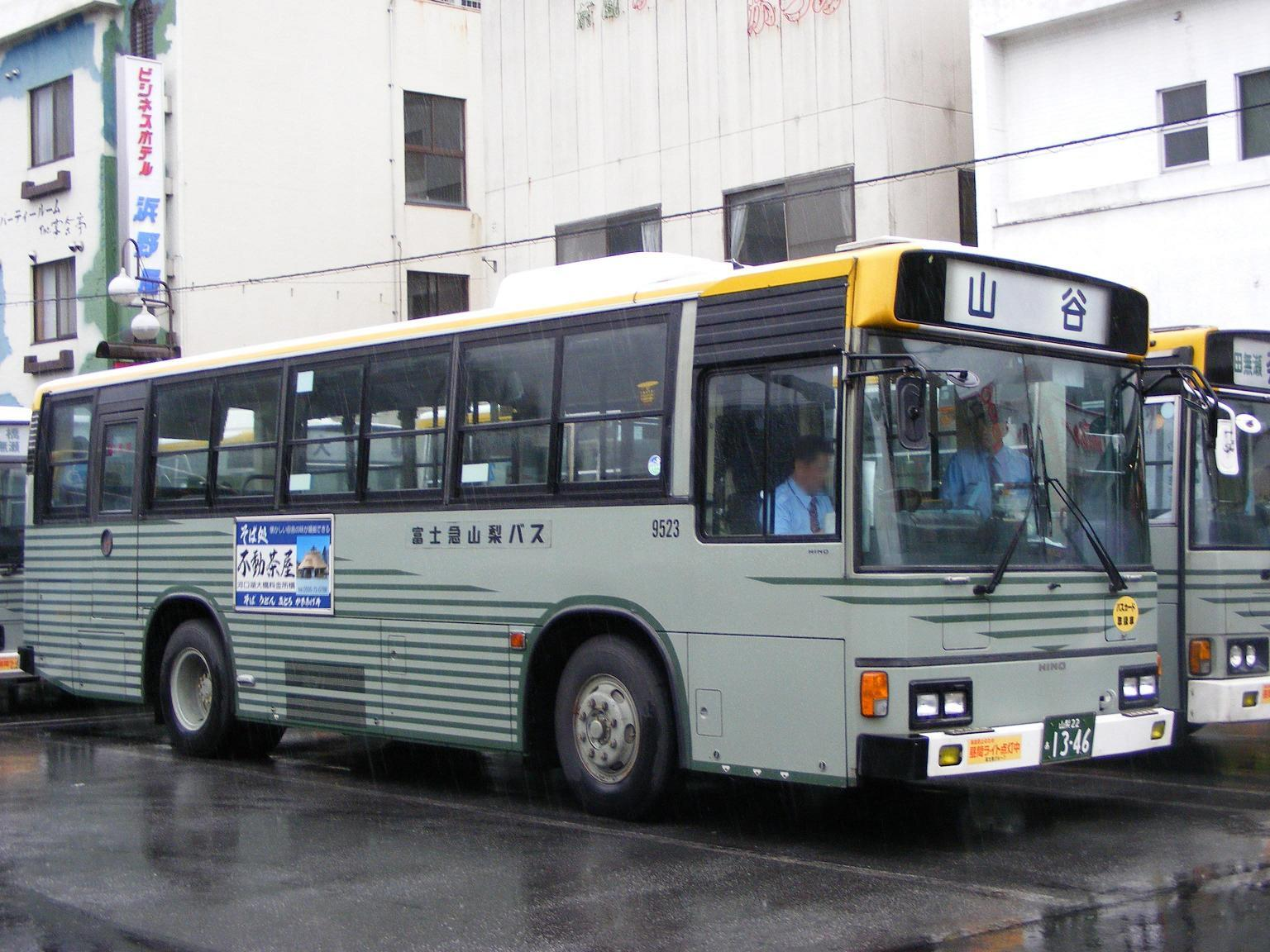
大型短尺路線バス 9523
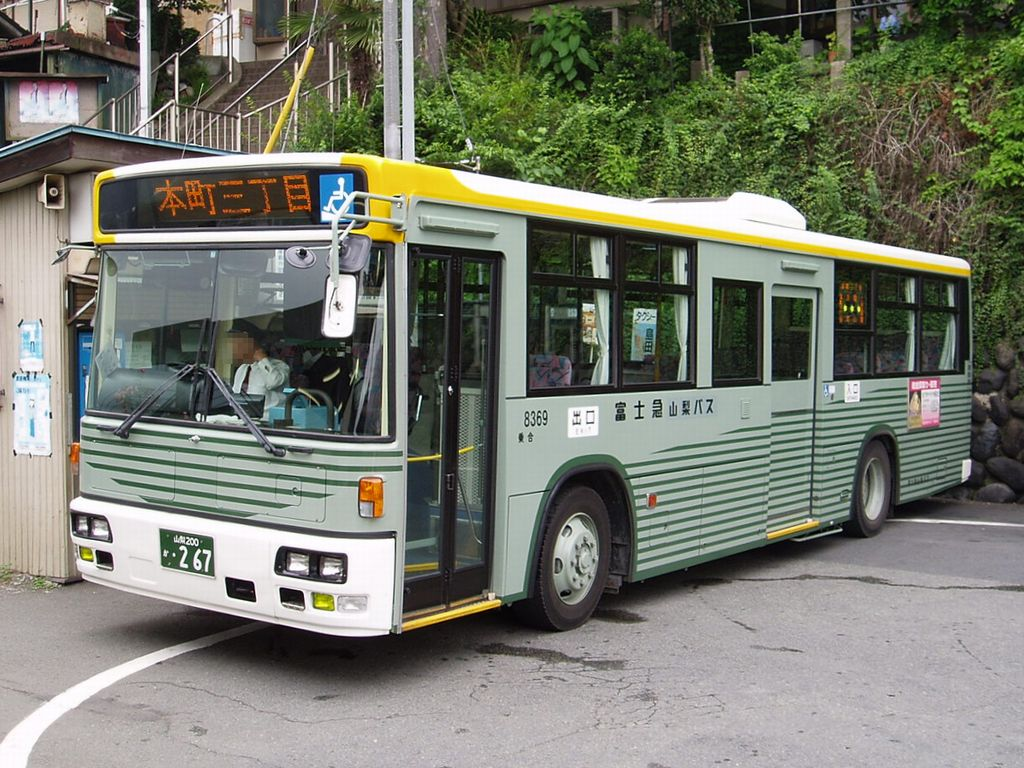
大型路線バス F8369
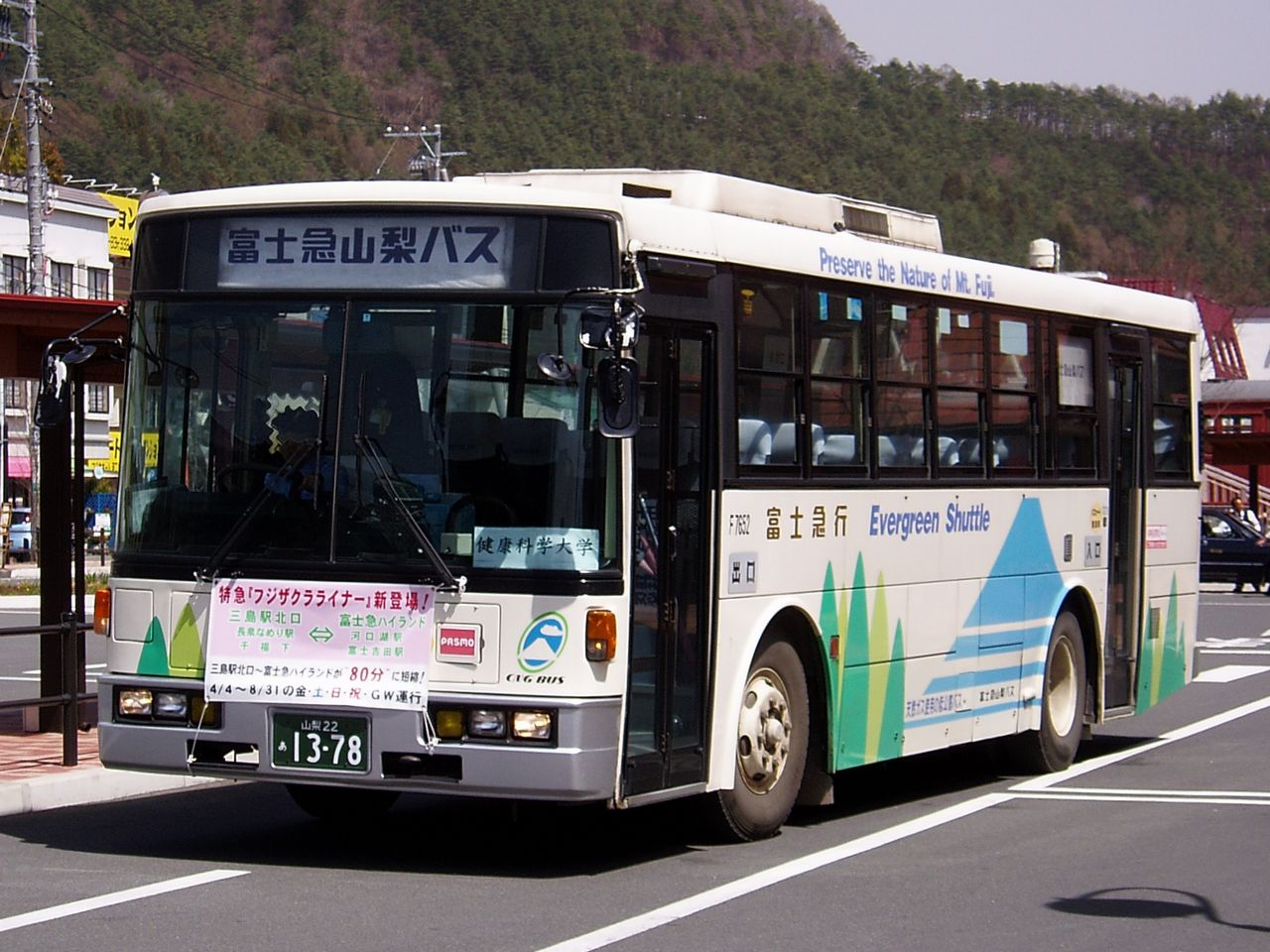
大型CNGバス「エバーグリーンシャトル」F7652
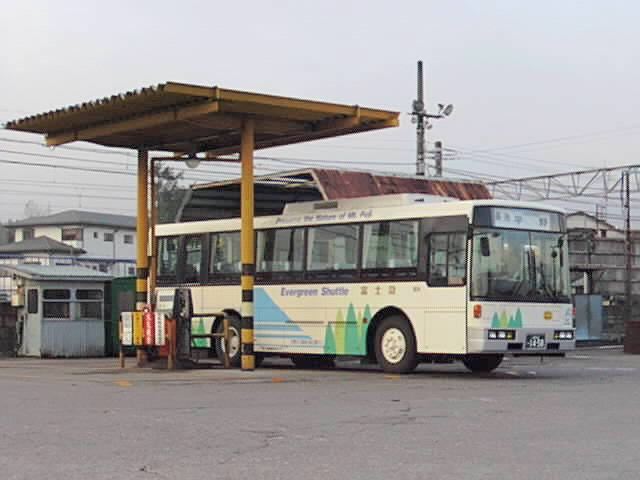
大型CNGバス「エバーグリーンシャトル」9814
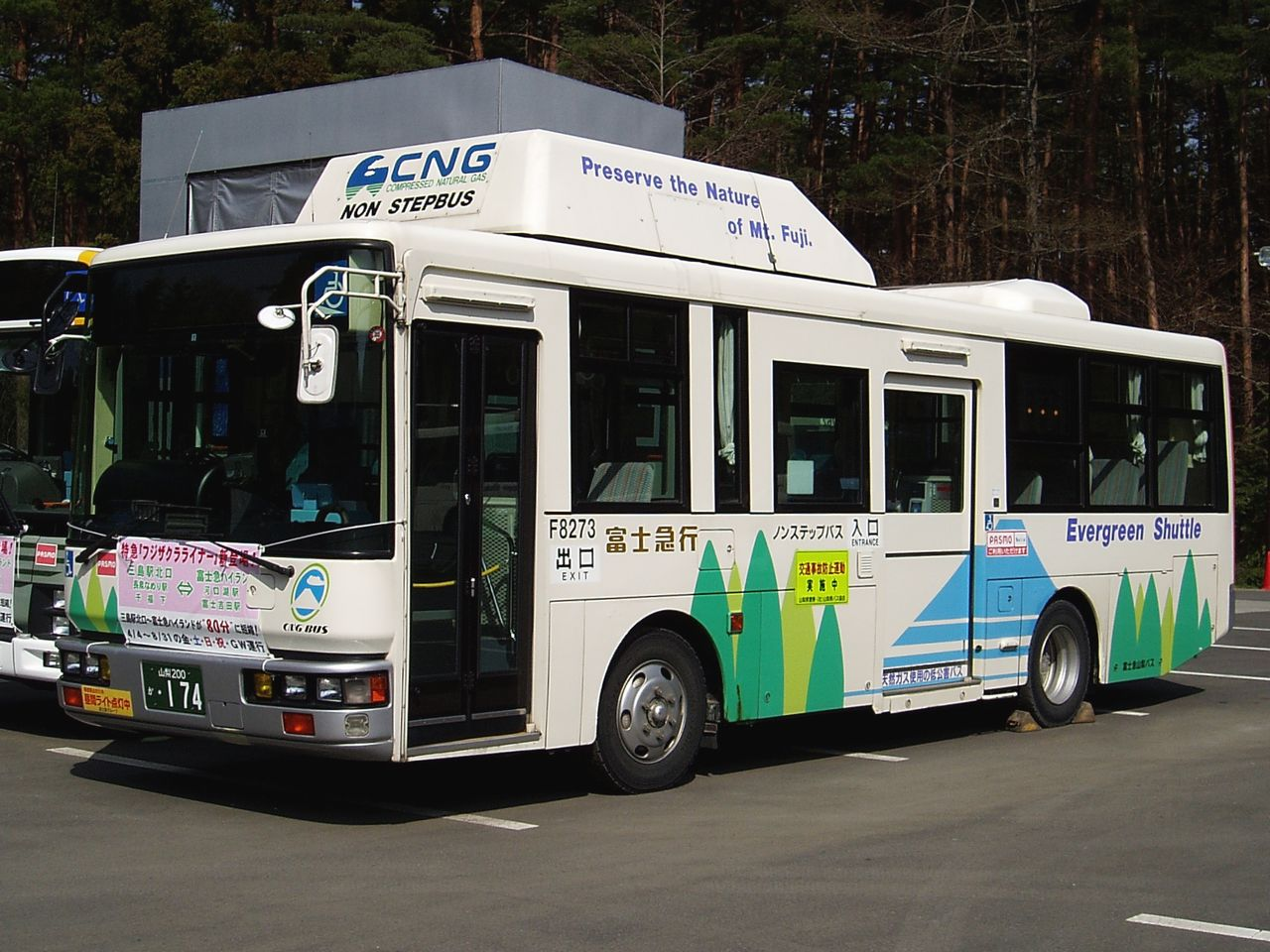
中型CNGノンステップバス「エバーグリーンシャトル」F8273
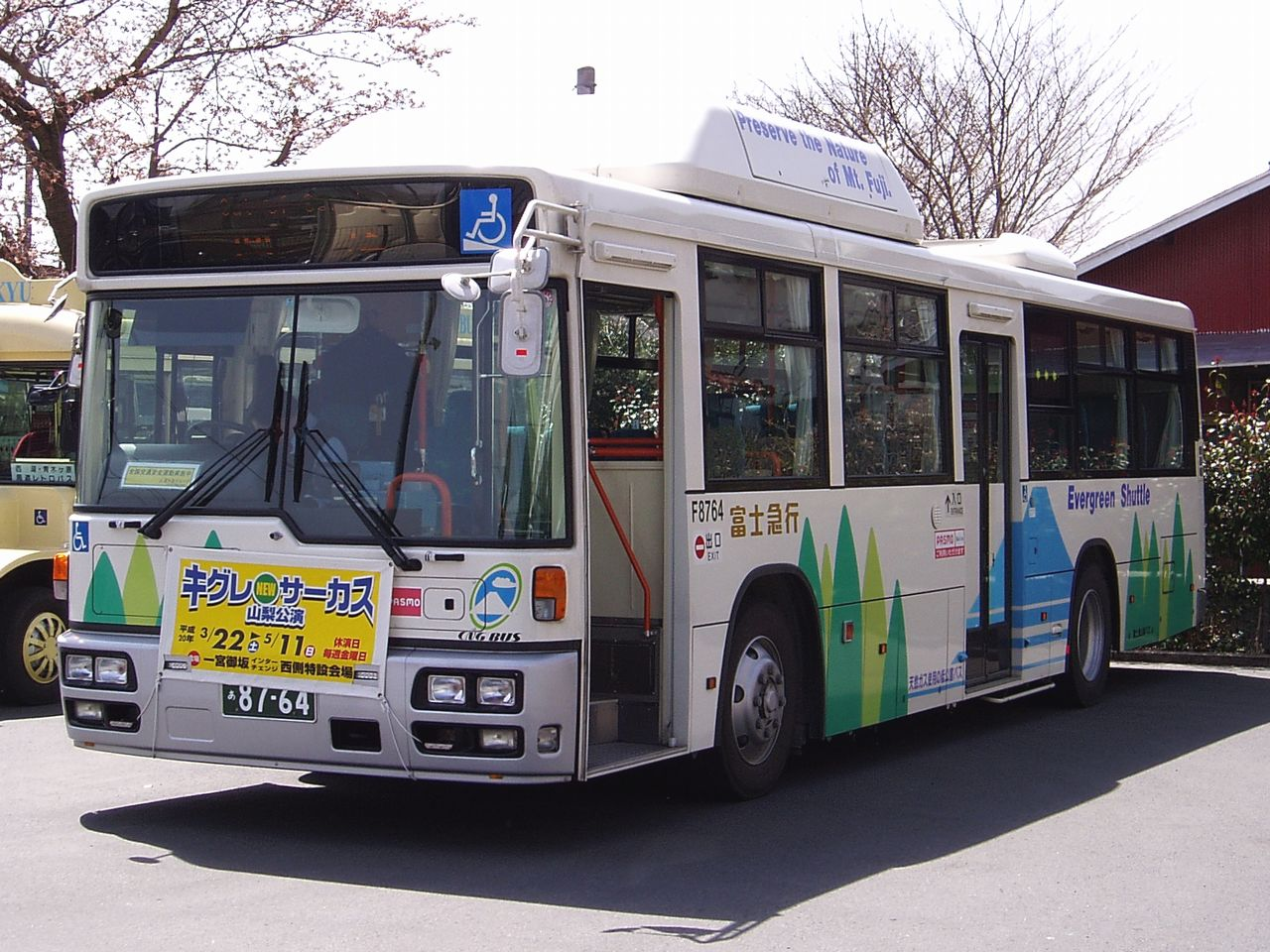
大型CNGワンステップバス「エバーグリーンシャトル」F8764
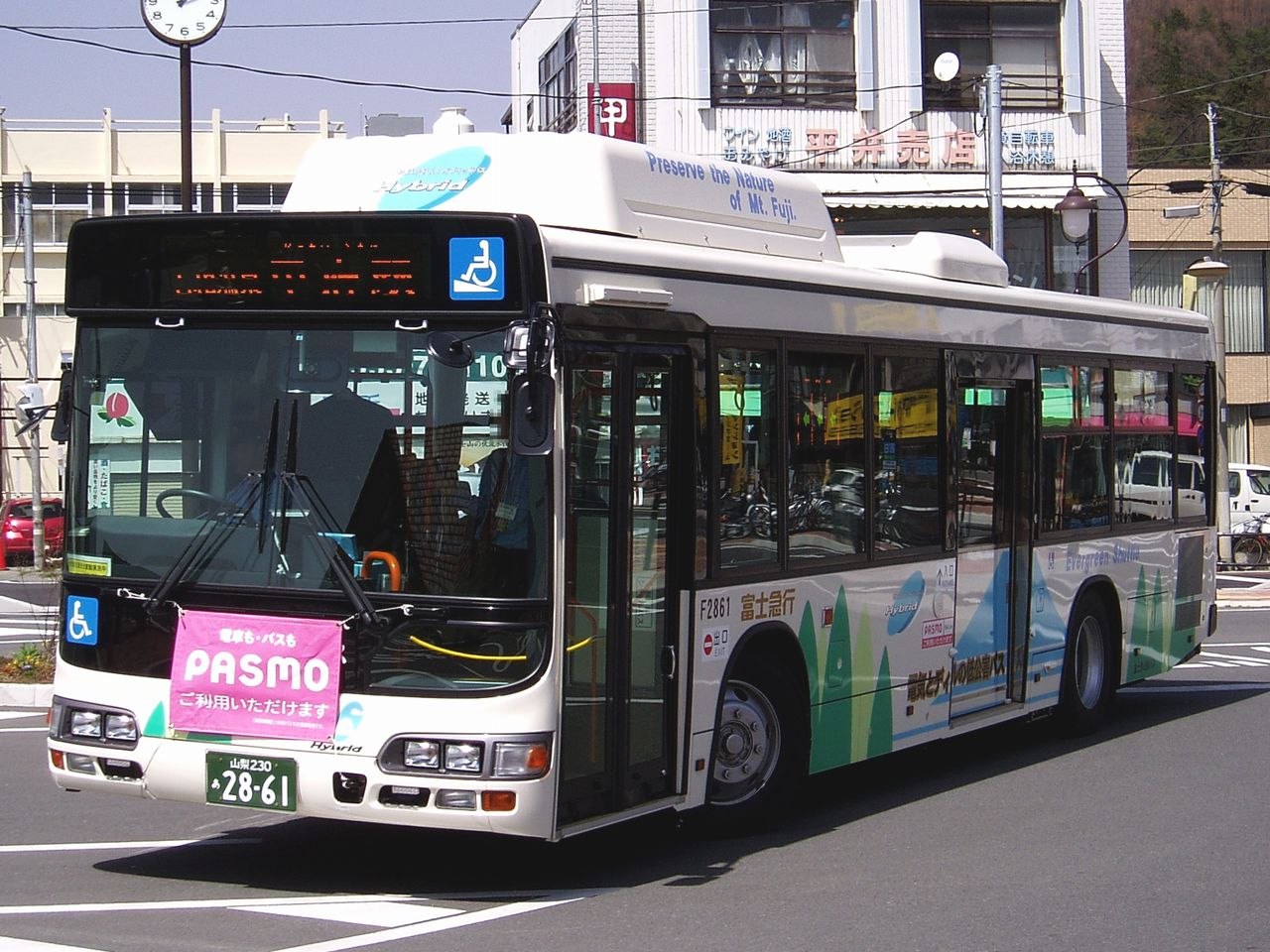
大型ハイブリッドノンステップバス「エバーグリーンシャトル」F2861
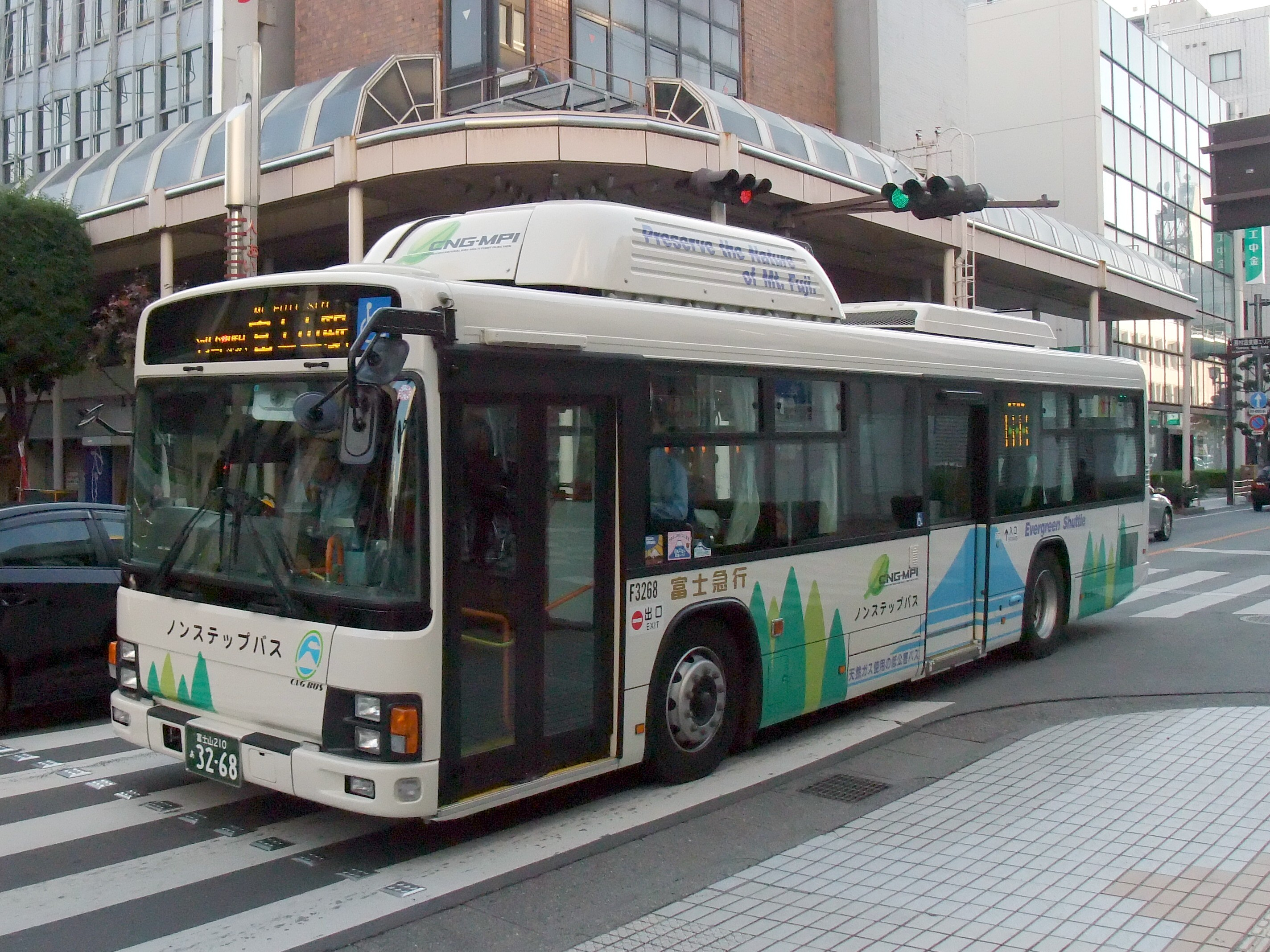
大型CNGノンステップバス「エバーグリーンシャトル」F3268
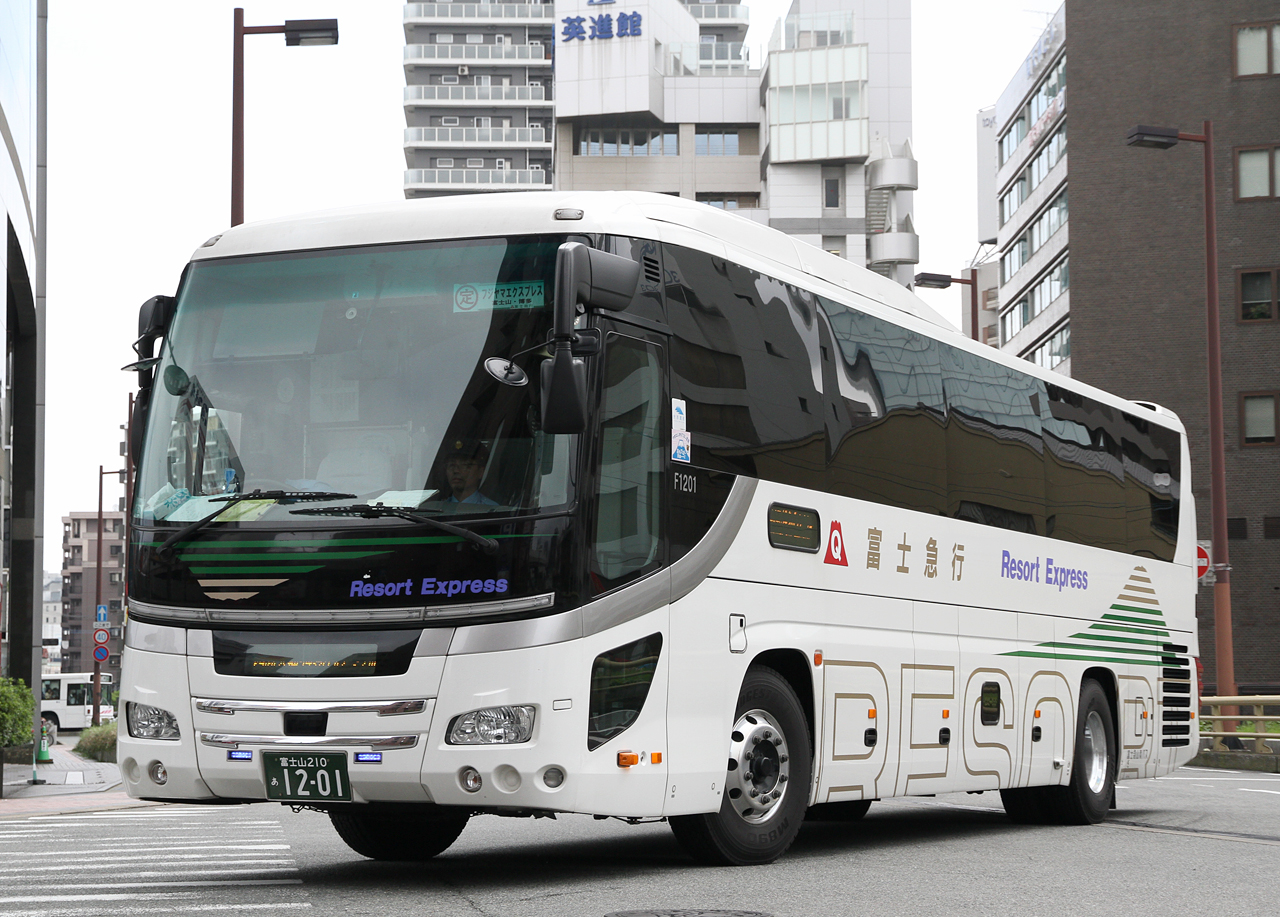
夜行高速バス F1201
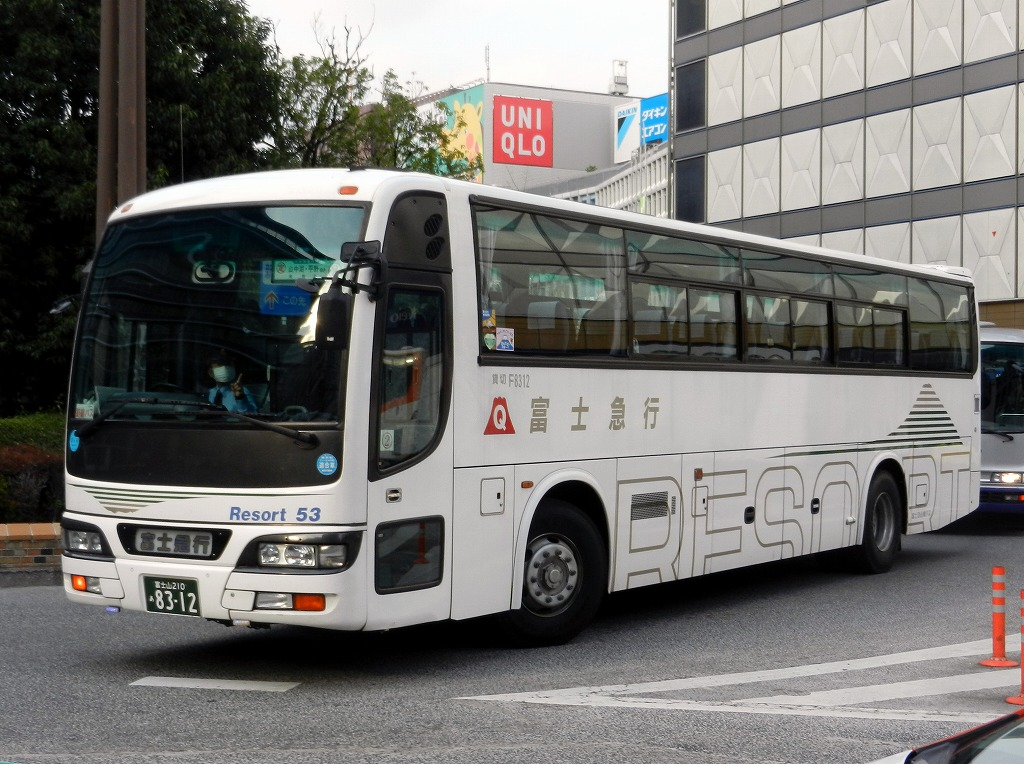
大型貸切車 F8312
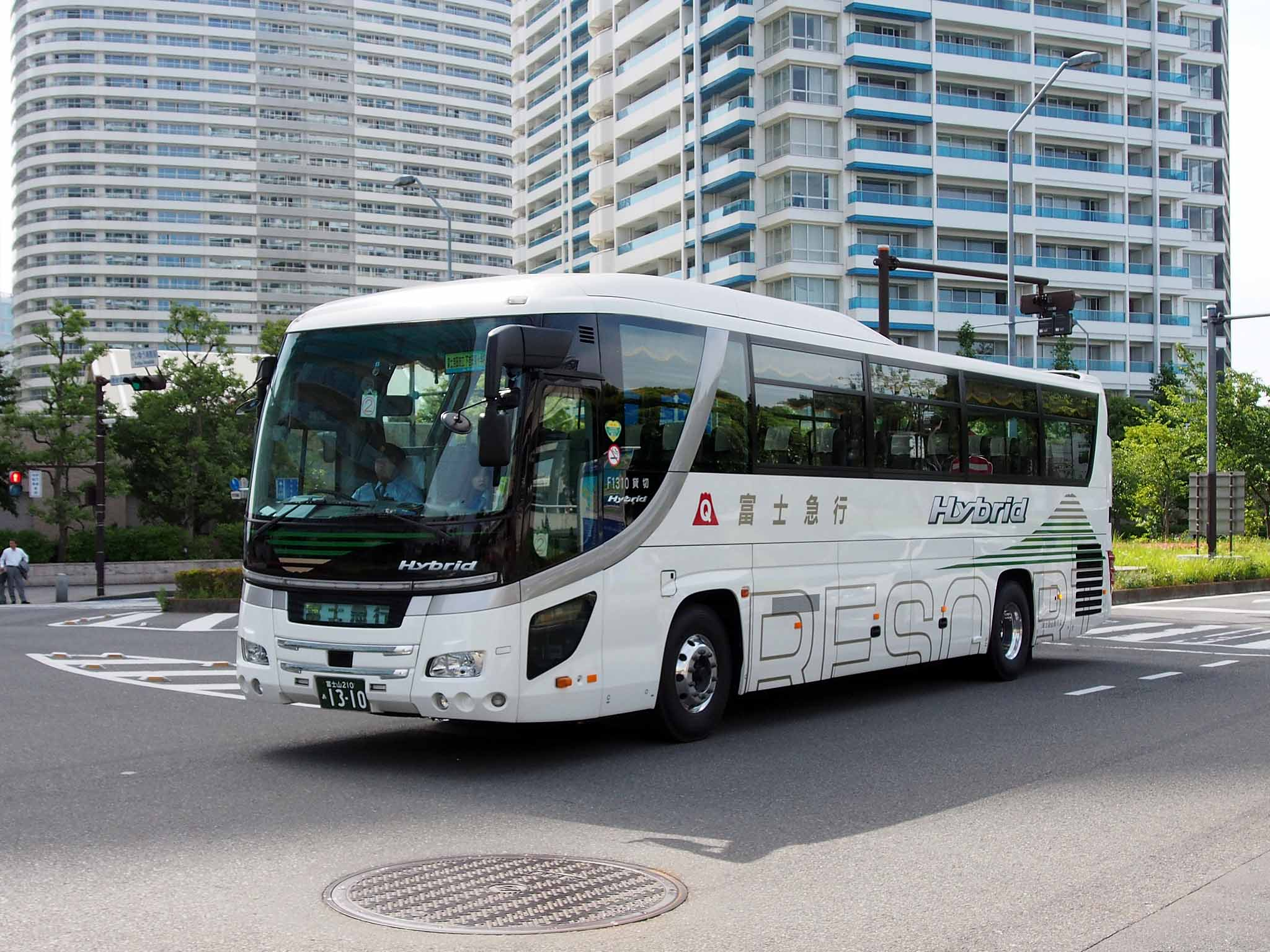
大型貸切車（セレガハイブリッド） F1310
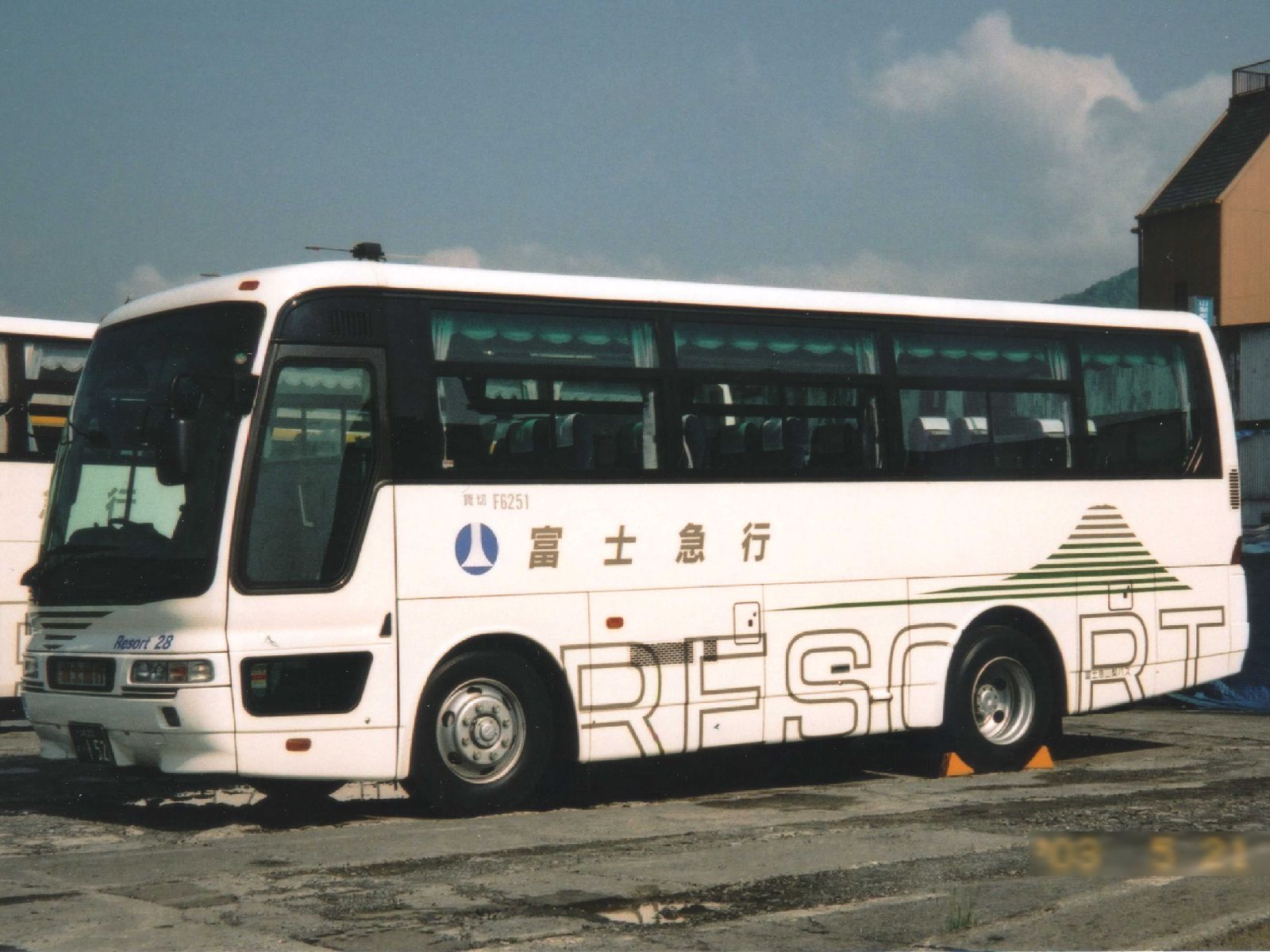
中型貸切車 F6251
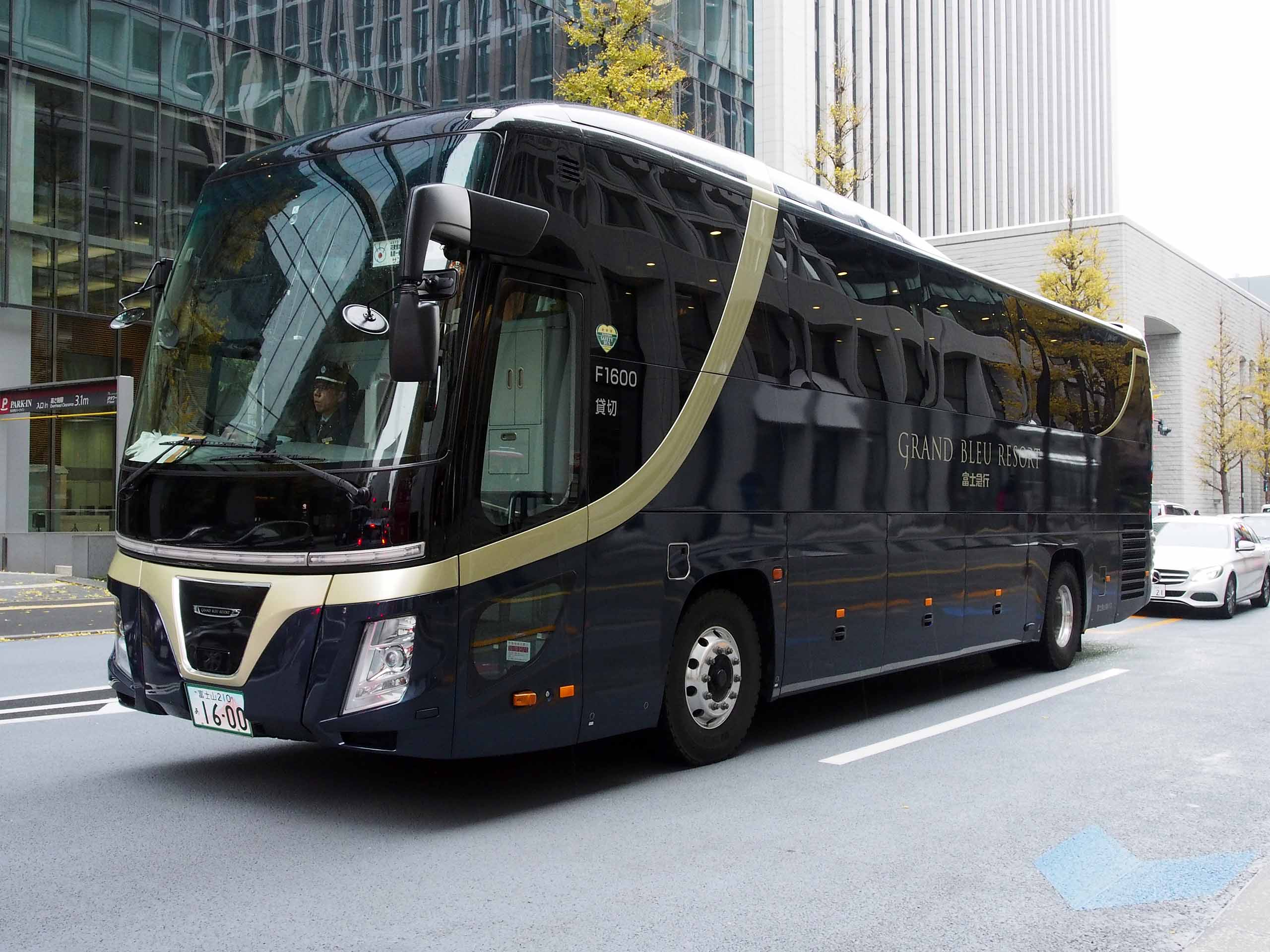
豪華貸切バス「GRAND BLEU RESORT」 F1600
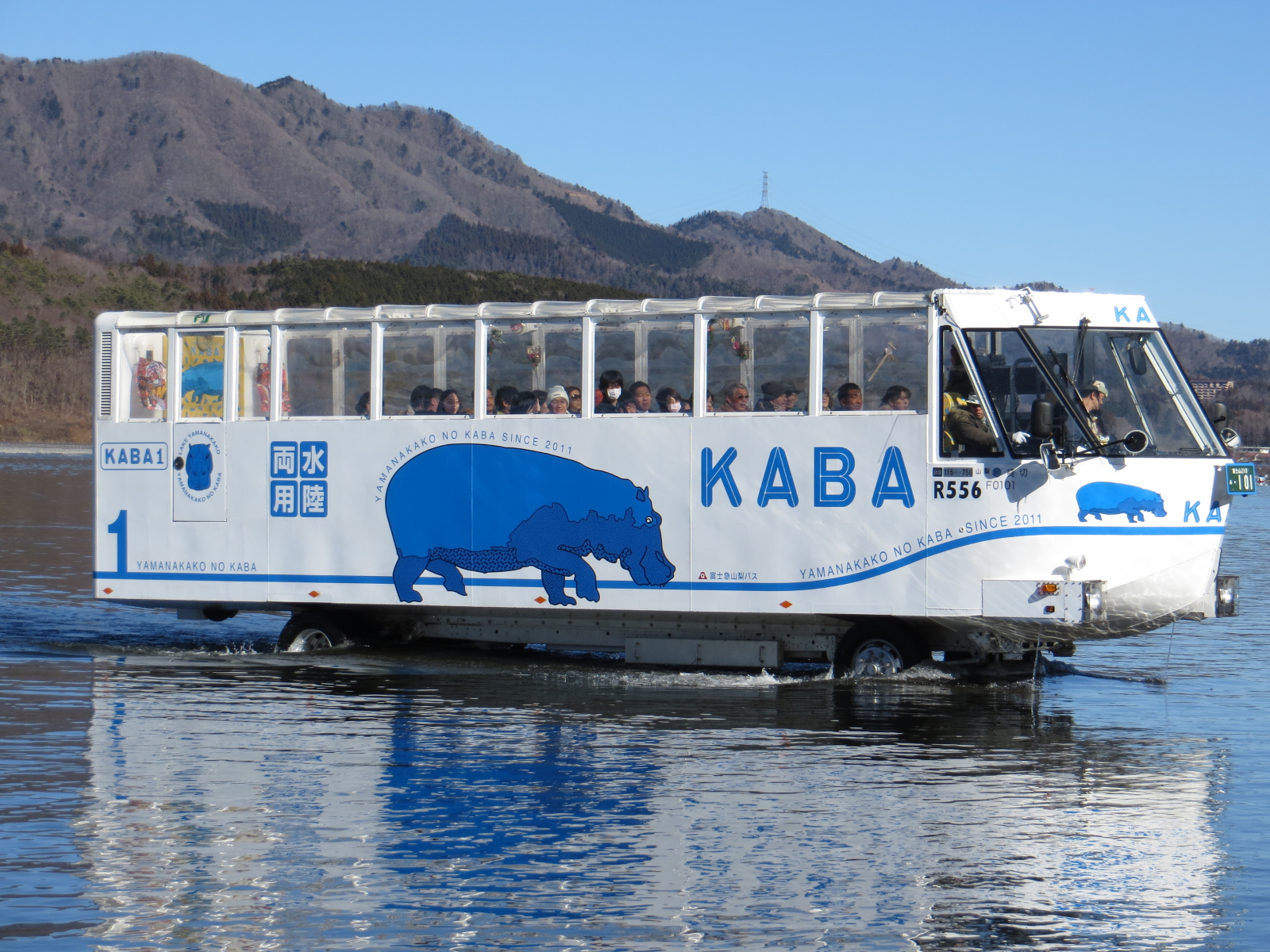
水陸両用バス「YAMANAKAKO NO KABA」1号車 F0101

## 富士急ハイランドとのコラボレーション
2018年7月14日、富士急ハイランドが入園料の無料化を実施し、定期的にアニメやゲームの作品とのコラボイベントを実施する方向へと方針転換した事を受け、富士急行線と富士急バス（一部イベントは富士急シティバスや富士急山梨ハイヤーと共同で企画）の車両にコラボイベントのラッピングが施された車両が運行される事となった。また、運用は当初は、東京駅・バスタ新宿・渋谷マークシティ・羽田空港発着の富士急ハイランド系統限定とアナウンスされていたが、現在では名古屋便や企業送迎などの特定輸送も担当するなど、他の車両と同じ通常の配車が組まれている。また、出演タレントや声優による限定車内アナウンスなども採用された。
| 開催期間                                      | イベント名                                                                | ラッピングバス 運行期間         | 担当社番            |
| --------------------------------------------- | ------------------------------------------------------------------------- | ------------------------------- | ------------------- |
| 2025年9月17日〜 2025年11月3日                 | 【推しの子】 IN 富士急ハイランド                                          | 未定                            | 未定                |
| 2025年7月25日〜 2025年9月14日                 | シクフォニ in 富士急ハイランド 超えていけ＿＿＿絶叫と笑顔の“頂点”を。     | 2025年7月22日〜 現在            | F3802               |
| 2024年10月25日〜 2024年12月25日               | あおぎり高校 〜ていうか絶叫デートでもええじゃないか〜 IN 富士急ハイランド | 2024年10月24日〜 2024年12月25日 | F3802               |
| 2024年10月25日〜 2024年12月25日               | あおぎり高校 〜ていうか絶叫デートでもええじゃないか〜 IN 富士急ハイランド | 2024年10月25日〜 2024年12月25日 | 富士急 山梨ハイヤー |
| 2024年8月2日〜 2024年9月16日                  | 富士急ハイランドに行ったら異世界になっていた件                            | 2024年7月28日〜 2024年9月15日   | F3802               |
| 2024年8月2日〜 2024年9月16日                  | 富士急ハイランドに行ったら異世界になっていた件                            | 2024年8月2日〜 2024年9月16日    | 富士急 山梨ハイヤー |
| 2024年4月26日〜 2024年6月30日                 | 宮野真守 × 富士急ハイランド スペシャルコラボ 『FUJI-Q “MAMO”LAND』        | 2024年4月27日〜 2024年6月30日   | F3802               |
| 2023年11月18日〜 2023年12月28日 2024年1月14日 | 『FUJI-Q HIGHLAND × PSO2 & NGS』                                          | 2023年11月18日〜 2024年1月14日  | F3802               |
| 2023年9月10日〜 2023年10月1日                 | それSnow Manにやらせて下さい                                              | 2023年9月11日〜 2023年10月1日   | F2903               |
| 2023年9月1日〜 2023年10月1日                  | ミュージカル『刀剣乱舞』㊇乱舞野外祭                                      | 2023年8月31日〜 2023年10月2日   | F3802               |
| 2023年6月30日〜 2023年8月29日                 | 文豪ストレイドッグス in 富士急ハイランド                                  | 2023年6月20日〜 2023年8月28日   | F3802               |
| 2023年5月2日〜 2023年6月18日                  | BanG Dream!ガールズバンドパーティ! in 富士急ハイランド                    | 2023年4月30日〜 2023年6月16日   | F3802               |
| 2022年11月19日〜 2022年12月30日               | hololive in 富士急ハイランド 〜SNOW＊WORLD〜                              | 2022年11月15日〜 2023年1月2日   | F3802               |
| 2022年9月23日〜 2022年11月13日                | ブルーロック IN FUJI-Q HIGHLAND                                           | 2022年9月23日〜 2022年11月13日  | F3802               |
| 2022年6月25日〜 2022年9月4日                  | 劇場版 異世界かるてっと ～ふじきゅうわーるど～                            | 2022年6月24日〜 2022年9月20日   | F3802               |
| 2022年4月29日〜 2022年6月19日                 | BanG Dream!ガールズバンドパーティ! in 富士急ハイランド                    | 2022年4月26日〜 2022年6月18日   | F3802               |
| 2022年2月26日〜 2022年4月2224日               | 映画「五等分の花嫁」in 富士急ハイランド                                   | 2022年2月25日〜 2022年4月23日   | F3802               |
| 2021年9月18日〜 2021年10月31日                | 「ホロライブ」 in 富士急ハイランド                                        | 2021年9月14日〜 2021年10月31日  | F3802               |
| 2021年8月7日〜 2021年9月12日                  | BanG Dream!ガールズバンドパーティ! in 富士急ハイランド                    | 2021年7月26日〜 2021年9月12日   | F3802               |
| 2021年5月1日〜 2021年6月20日                  | THE IDOLM@STER in 富士急ハイランド                                        | 2021年4月23日〜 2021年6月20日   | F3802               |
| 2021年3月6日〜 2021年4月22日                  | 五等分の花嫁∬ in 富士急ハイランド                                         | 2021年2月25日〜 2021年4月22日   | F3802               |
| 2020年11月3日〜 2020年12月13日                | Re:ゼロから始める富士急ハイランド生活                                     | 2020年10月24日〜 2020年12月26日 | F3802               |
| 2020年7月23日〜 2020年9月6日                  | BanG Dream!ガールズバンドパーティ! in 富士急ハイランド                    | 2020年7月10日〜 2020年9月6日    | F1614               |
| 2020年3月7日〜 2020年4月19日                  | 劇場版 「Fate/stay night [Heaven's Feel]」 in 富士急ハイランド            | 2020年2月22日〜 2020年4月19日   | F1611               |
| 2019年9月21日〜 2019年11月4日                 | あんさんぶるスターズ! in 富士急ハイランド                                 | 2019年8月1日〜 2019年11月4日    | F1614・ E2601       |
| 2019年7月26日〜 2019年9月16日                 | BanG Dream!ガールズバンドパーティ! in 富士急ハイランド                    | 2019年7月5日〜 2019年9月16日    | F1611               |
| 2019年4月27日〜 2019年6月2日                  | ソードアート・オンライン アリシゼーション × 富士急ハイランド              | 2019年4月13日〜 2019年6月2日    | F1611               |
| 2019年2月23日〜 2019年4月7日                  | 富士Ｑとオオカミくんには騙されない♥                                       | 2019年2月24日〜 2019年4月7日    | F1613               |
| 2018年9月21日〜 2018年11月4日                 | BanG Dream!ガールズバンドパーティ! in 富士急ハイランド                    | 2018年9月20日〜 2018年11月4日   | F1604               |
| 2018年8月1日〜 2018年9月17日                  | ラブライブ!サンシャイン!! 夏だ!Aqoursと!!富士急ハイランド                 | 2018年7月10日〜 2018年9月17日   | F1604               |
| 2018年8月1日〜 2018年9月17日                  | ラブライブ!サンシャイン!! 夏だ!Aqoursと!!富士急ハイランド                 | 2018年8月1日〜 現在             | E3408               |

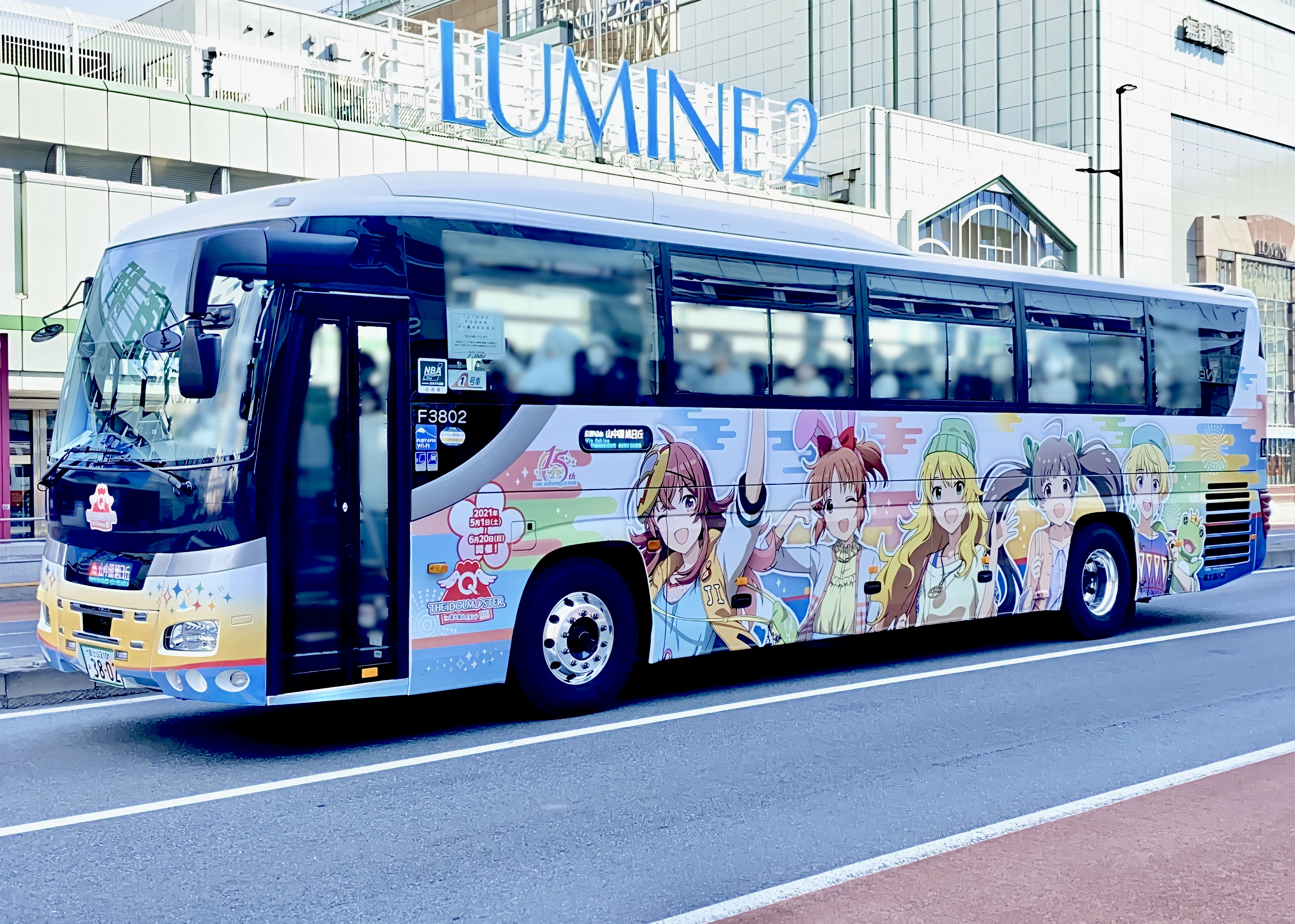
THE IDOLM@STER in 富士急ハイランド(2021年)
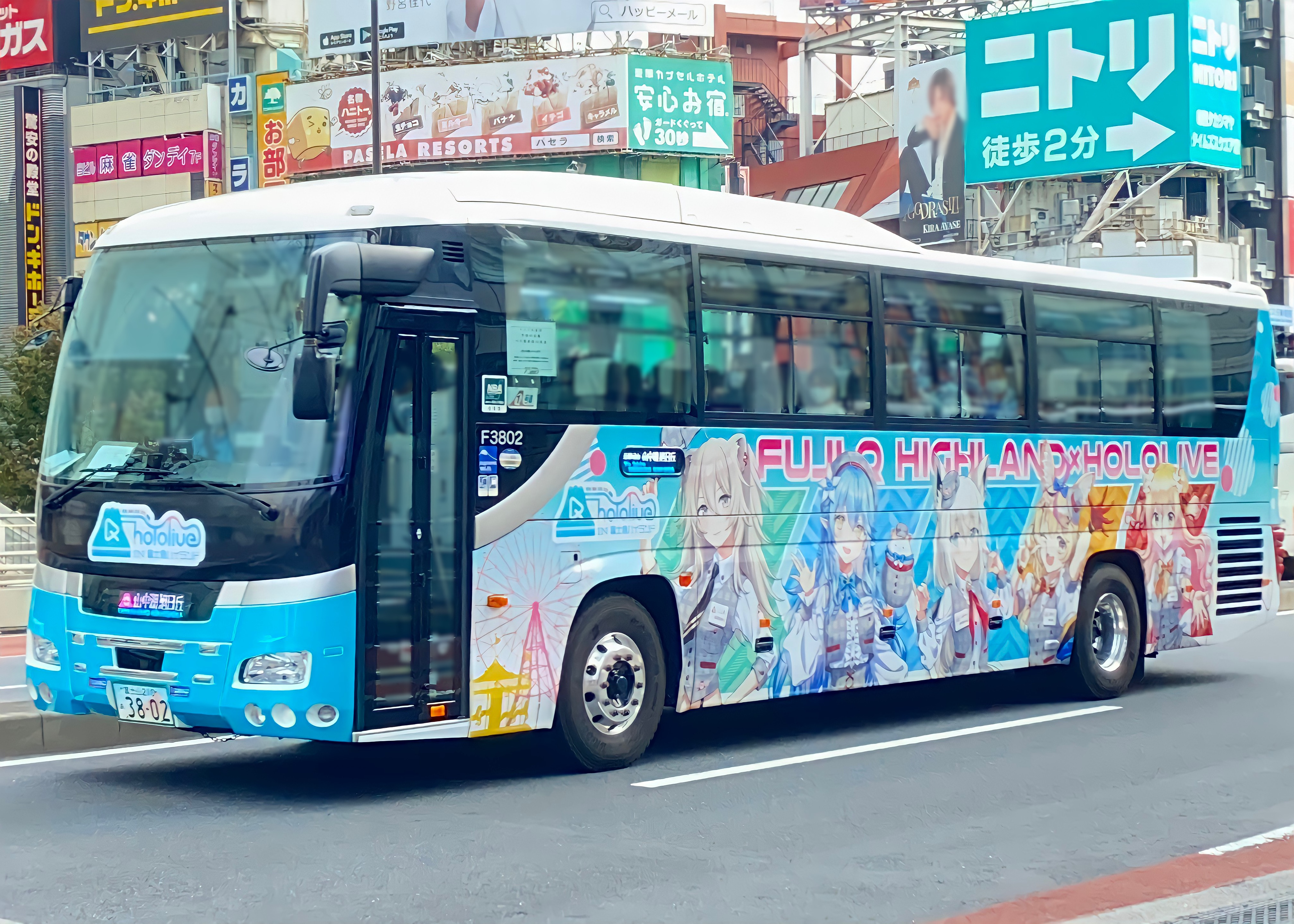
ホロライブ in 富士急ハイランド(2021年)
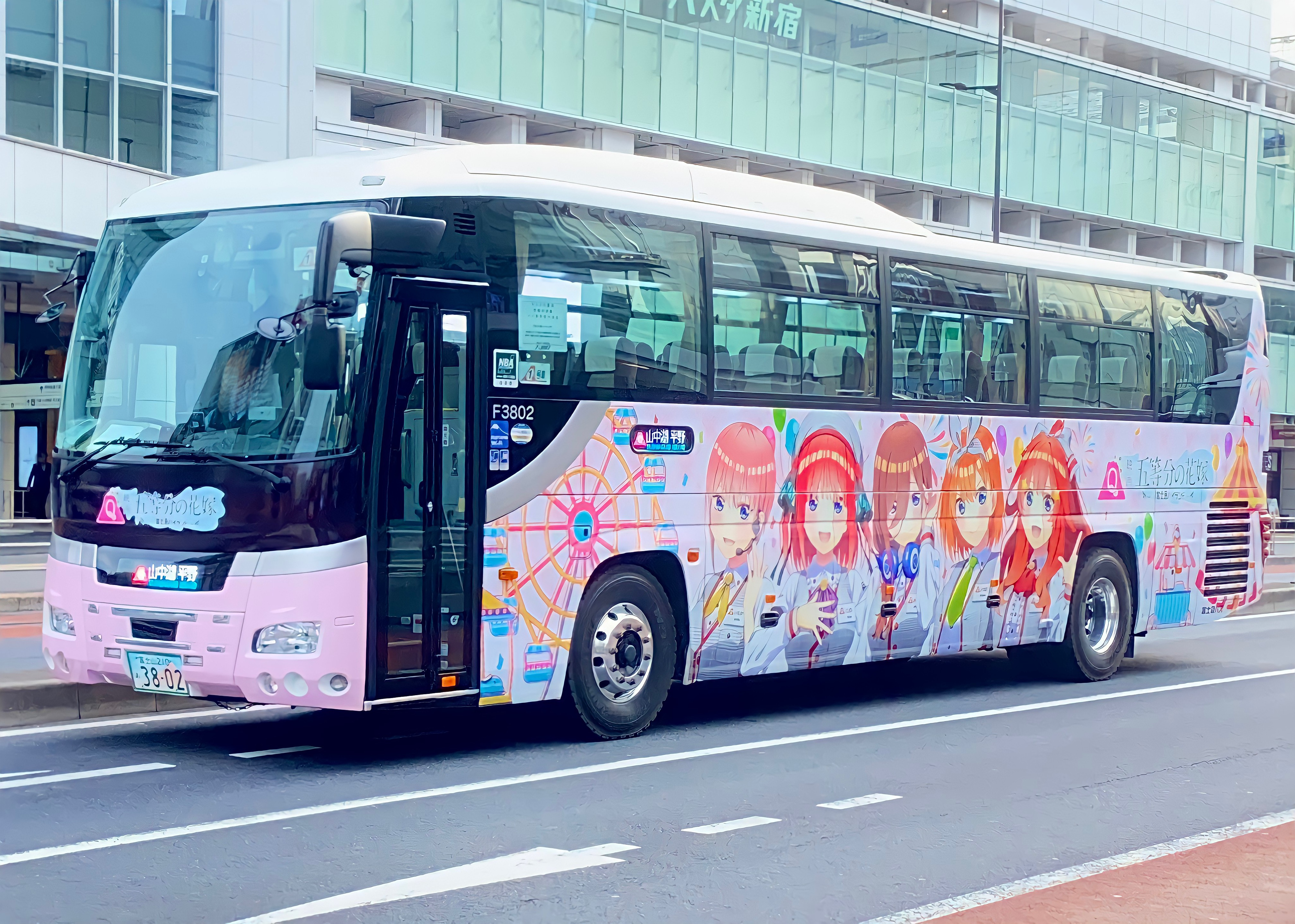
映画 五等分の花嫁 in 富士急ハイランド(2022年)
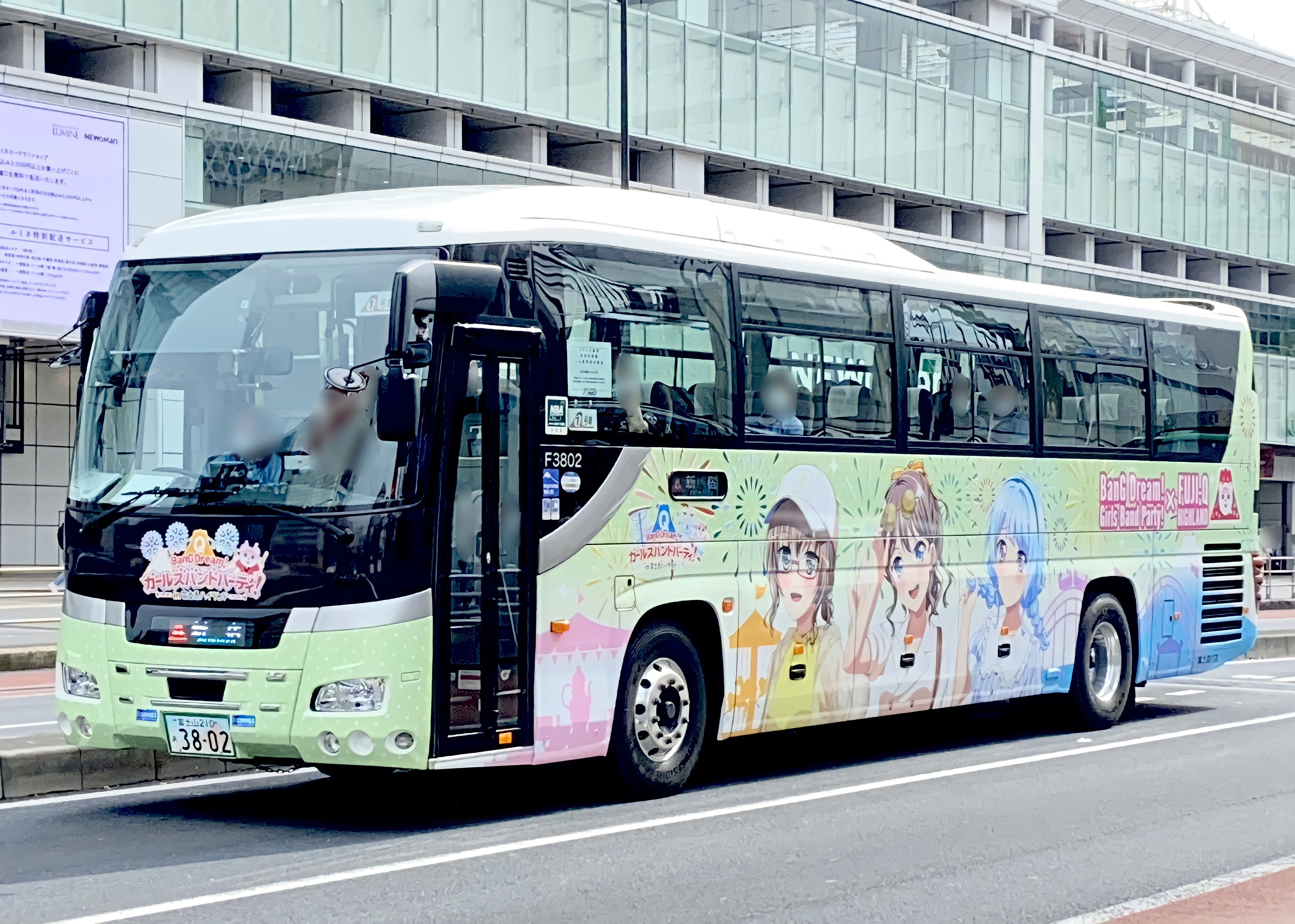
BanGDream!ガールズバンドパーティ in 富士急ハイランド(2022年)